# La Voz (programa de televisión español)
La Voz es un concurso de talentos español basado en el formato The Voice, originado en los Países Bajos y parte de la franquicia internacional The Voice, creada por el productor de televisión neerlandés John de Mol bajo su empresa Talpa Media Holding.
El reality show inició su primera temporada en la televisión española el 19 de septiembre del 2012 bajo la producción de Boomerang TV con Mediaset España como productor ejecutivo, conducido por Jesús Vázquez y por Tania Llasera (backstage) entre 2012 y 2017 en Telecinco. Desde su estreno, el programa obtuvo grandes registros de audiencia que superaron a la competencia de otros canales. Debido a su éxito, el programa continuó durante cuatro temporadas más en la cadena.
En mayo de 2018, Atresmedia arrebató los derechos del formato a Mediaset, por lo que el programa se emite desde su sexta temporada en Antena 3, etapa que dio comienzo el 7 de enero de 2019 con el fichaje estrella de Eva González como presentadora y Juanra Bonet en el backstage. Además, el 26 de diciembre de 2018, por primera vez en España, el programa estrenó un canal de La Voz en Atresplayer con los mejores contenidos de programa.
Es uno de los programas más longevos, conocidos y con más audiencia en televisión de España. 

## Historia
El 18 de julio de 2011, varios portales de información se hicieron eco del nuevo concurso de talentos de Mediaset España. Esta noticia fue confirmada anteriormente por el programa radiofónico Atrévete de Cadena Dial. La mecánica de este formato consta de una serie de eliminatorias donde los candidatos en los primeros programas cantan ante los miembros del jurado que escucha de espaldas y deben valorar la voz de sus concursantes.
Cabe destacar que este formato estuvo a punto de ser adquirido en mayo de 2011 por el Grupo Antena 3, pero fue finalmente la compañía italiana quien quiso adaptar el formato The Voice junto a Boomerang y Talpa. Desde un principio se llegó a comentar que este formato podría ser emitido en la cadena Cuatro y presentado por Jesús Vázquez (encargado de conducir el programa musical Operación Triunfo en Telecinco).
Después de meses sin noticias al respecto, a mediados del mes de noviembre del mismo año se confirmó el traslado de cadena de The Voice, el formato que adquirió Mediaset en julio de 2011, así, la adaptación española del programa se emitiría en Telecinco a partir de "la primavera de 2012". La intención de Mediaset era la de aprovechar el tirón de los concursos de talentos en las cadenas españolas con importantes registros de audiencia. A finales del mes de noviembre, el día 30, la compañía reunió a los principales anunciantes de televisión en el Palacio de Congresos de Madrid para presentar la nueva programación de todos los canales del grupo para 2012 e incluso presentaron The Voice, la adquisición por parte del grupo del exitoso programa. Días después, el 2 de diciembre, tras una pausa publicitaria en el programa Deluxe la cadena anunció el formato mediante promociones, nombrándolo tanto en inglés como en español, La Voz.
El 28 de diciembre, la cadena Telecinco y Boomerang TV iniciaron la búsqueda de un grupo de aspirantes que destacaran por su calidad vocal. Para ello, puso en marcha un proceso de selección de concursantes para participar en La Voz basado en el exitoso formato internacional del momento, The Voice. Los aspirantes interesados en formar parte del proceso de selección del concurso de talentos de Telecinco, se debían inscribir en la página de la cadena o a través de un teléfono habilitado al efecto y promocionado en antena mediante una campaña publicitaria.
A pesar de llegar a promocionar el formato como The Voice (conocido en España por su repercusión internacional), la cadena decidió finalmente usar el español y llamarlo La voz para su adaptación.
El 21 de enero de 2012 varios portales de información confirmaron el nombre del primer miembro del jurado que formaría parte de La Voz. David Bisbal, el cantante almeriense que se dio a conocer en la primera edición de Operación Triunfo, sería jurado y mentor del nuevo programa musical. Días después se confirmó a Malú como integrante del programa. La cantante madrileña de pop español, aceptó ser uno de los cuatro integrantes del jurado junto a Bisbal. A las pocas semanas, Telecinco quiso confirmar el nombre de la cantante Rosario Flores para que acompañara a David Bisbal y Malú como jurado, en la que sería su primera experiencia televisiva con una participación activa en el medio. Días después fue Melendi quien aceptó ser jurado de La Voz y completar el elenco de críticos. Antes de Melendi fue tentado Sergio Dalma, pero hubo incompatibilidad entre el concurso y su gira.
El 17 de febrero de 2012, la cadena volvió a retomar las "promos" que venía ofreciendo, a pesar de que el programa se estrenaría en septiembre, estas promociones incorporaban tanto al jurado David Bisbal cómo al presentador, Jesús Vázquez. Por otro lado, en julio de 2012, Telecinco presentó en exclusiva la grabación del anuncio publicitario del programa con los cuatro integrantes del jurado que participarían como coaches en La voz. Pocas semanas después, el 13 de agosto se anunció que el equipo de Talpa y Boomerang ya se habían unido para la construcción del plató en los estudios centrales de la compañía. La cadena desveló públicamente las primeras imágenes del estudio, según ellos, para “calentar motores” para el día de su estreno. También destacar que el martes 21 de ese mes, se empezaron a grabar las cinco primeras galas llamadas "audiciones a ciegas" con los miembros del jurado y los participantes. Una semana después, se pudieron ver las primeras imágenes en las promociones de la cadena.
En septiembre se anunció el fichaje de Tania Llasera como colaboradora del programa, su participación en La Voz sería dar a conocer la opinión del público en las redes sociales. Así, la presentadora bilbaína interactuaría con la audiencia y mostraría en el programa la reacción de los espectadores ante el programa de Telecinco. Por otro lado, en las mismas fechas, se presentó el formato en el Festival de Radio y Televisión de Vitoria con buena acogida por parte del público. También destacar que en el mismo mes se anunció un preestreno del concurso en Telecinco y el resto de canales de Mediaset España cuya fecha de emisión sería el 17 de septiembre. Por otro lado, en una pausa publicitaria del programa Deluxe el viernes 14 de septiembre en "prime time", se confirmó oficialmente el estreno de La voz para el 19 de ese mes, dos días después de emitirse el avance.
El 13 de diciembre de 2012, Telecinco anunció que renovaba el programa con una segunda edición aún sin haber terminado con la primera. Por otro lado, la cadena informó que todavía desconocía si el equipo del jurado continuaría intacto en la próxima temporada.
El 27 de enero de 2013, varios portales de Internet dieron a conocer la noticia de que Telecinco estaba preparando una versión para niños de La Voz, la cual ya ha sido emitida en otros países bajo el nombre de The Voice Kids, que se grabó en paralelo con la segunda edición de La Voz y que se emite desde el mes de enero de 2014.
El 9 de mayo de 2013 se confirmó que Malú, David Bisbal y Rosario Flores continuarán siendo coaches de La Voz en su segunda edición, en cambio Melendi no seguirá en el programa. Para sustituirlo se barajaron varios nombres. Según los rumores, el máximo favorito para convertirse en el sustituto de Melendi era Antonio Orozco, quién finalmente se confirmó como el cuarto miembro del jurado de la segunda edición.
A finales del mes de octubre de 2014, Telecinco anunció que para la tercera edición del formato, dejaban sus sillas los cantantes Rosario Flores y David Bisbal, y se incorporaban al programa Laura Pausini y Alejandro Sanz, junto con Antonio Orozco y Malú que repiten por segundo y tercer año consecutivo, respectivamente. Además, tiempo atrás se rumoreaba que el cantante Melendi volvería en la tercera edición a ocupar su silla de entrenador, sin embargo, su regreso fue desmentido.
El 26 de mayo de 2016, la cadena Mediaset confirmaba los cuatro coaches de la cuarta edición. Malú, la coach veterana, volvería a ocupar la silla roja por cuarto año consecutivo. Alejandro Sanz también repetiría como coach tras su estreno en la edición anterior. Por otra parte, Laura Pausini y Antonio Orozco abandonaban el equipo de los coaches y fueron sustituidos por la nueva incorporación, Manuel Carrasco, quien intercambió su silla en La voz Kids con Antonio y por uno de los jueces originales del programa, Melendi, que volvía a recuperar su silla de coach cuatro años después.
El 15 de junio de 2017, se confirma a los nuevos coaches de La voz 5 y fue la última edición en Telecinco. Malú, la estrella del programa y coach veterana, presente en todas las ediciones, volvería una vez más a ocupar su sillón de coach. También repetía Manuel Carrasco, tras una edición en La Voz Kids y estar en la cuarta edición de La Voz. Los nuevos fichajes de la edición fueron Pablo López y Juanes, el primero tras haber sido asesor de David Bisbal en La voz Kids 2015 y de Malú en La voz 2016.
Tras cinco temporadas en Telecinco, Atresmedia Televisión y Talpa Media, la productora de The Voice, anunciaron el 7 de junio de 2018 en un comunicado que habían alcanzado un acuerdo para la emisión de los formatos del concurso. Así, desde la sexta temporada, el formato se emite en Antena 3. El 17 de octubre de 2018 se dio a conocer, mediante el programa El hormiguero, que la presentadora de la nueva etapa de La Voz sería Eva González, quien dejaría así de presentar todas las ediciones de MasterChef España. Esta etapa dio comienzo el 7 de enero de 2019 con Luis Fonsi, Paulina Rubio, Pablo López y Antonio Orozco como coaches.
Después del éxito de la sexta edición de La Voz –la primera en Antena 3–, el 30 de octubre de 2019 Pablo López y Antonio Orozco confirmaron, durante su visita a El hormiguero, que repetirían como coaches en la séptima edición del programa –la segunda en Antena 3–. Días después, el 7 de noviembre, Laura Pausini también acudió a El hormiguero, donde confirmó ser la 3.ª entrenadora del programa. Tras ese anuncio, Pablo Motos, presentador del programa, mostró en el programa un vídeo donde Alejandro Sanz se presentaba como el 4.º coach, completando así el equipo de coaches de La Voz 2020.
El 24 de mayo de 2021, Antena 3 anunció el equipo de coaches para la octava edición de La Voz. Alejandro Sanz repetiría como coach tras su participación en la edición anterior –su cuarta temporada en total–. En cambio, Laura Pausini anunció su baja del programa, Antonio Orozco se mantuvo como coach de La voz Senior y Pablo López se incorporó al equipo de coaches de La Voz Kids. Los tres fueron sustituidos por grandes artistas. En primer lugar, Luis Fonsi, que volvía al concurso tras haber participado en La voz 6. En segundo lugar, Malú, que tras dos ediciones de baja volvía a recuperar su sillón, por primera vez en Antena 3 y, como fichaje estrella de la edición, Pablo Alborán, que se incorporaba por primera vez al equipo de coaches de La Voz. Los 4 completaron el equipo de coaches de La Voz 8 –la tercera edición en Antena 3–.
El 1 de septiembre de 2022, Antena 3 anunció el equipo de coaches para la novena edición de La Voz a través de sus Redes Sociales. Luis Fonsi repetiría como coach tras su participación en la edición anterior –su cuarta temporada en total–. Sin embargo, Malú, Alejandro Sanz y Pablo Alborán no volvieron al programa para esta nueva edición. Para sustituirles, volvieron tres coaches conocidos: Antonio Orozco, Pablo López y Laura Pausini, para su quinta, cuarta y tercera edición, respectivamente. Así, se completó el equipo de coaches para La Voz 2022 –la cuarta edición en Antena 3–.
El 28 de febrero de 2023, Antena 3 abrió un nuevo casting para La Voz y La Voz Kids, permitiendo al formato alcanzar las diez temporadas en España. 
El 21 de junio de 2023 se anunció el equipo de coaches para la décima edición. Luis Fonsi, Pablo López y Antonio Orozco repetirían un año más, sin embargo se confirmó la salida de Laura Pausini, siendo sustituida por Malú, coach histórica del formato 

## Mecánica
El formato de The Voice fue ideado por John de Mol, creador de Gran Hermano, y se diferencia de otros concursos de talentos de canto porque consiste en elegir entre un grupo de concursantes –de distintas edades– a aquellos que destaquen por sus cualidades vocales sin que su imagen influya en la decisión del jurado, integrado por conocidos artistas que posteriormente dirigen su formación académica. El objetivo de este formato es tratar de encontrar la mejor voz de nuestro país.
Se trata de un formato extranjero, producido en diferentes lugares del mundo con mucho éxito en 2011. La Voz cuenta con un jurado de cuatro profesionales, quienes de espaldas a los participantes los escucharán cantar. Cuando a alguno de ellos les guste lo que oyen, el entrenador en cuestión deberá pulsar el botón y su silla se dará la vuelta. Cuando uno o varios coaches se den la vuelta, será el propio concursante quien decida con qué juez quedarse, y el aspirante pasará a la siguiente fase. Finalmente, será el público el que decida el ganador en las galas en directo.
Lo novedoso de este concurso está en la dinámica del programa. A diferencia de otros certámenes de canto, esta versión agregó un ingrediente: los integrantes del jurado, que serán cuatro, permanecen de espaldas en el transcurso de la "audición a ciegas" de los participantes. Así, sólo a partir de la voz, cada juez seleccionará qué participantes quiere para su equipo. De esta forma, el concurso se subdivide en diferentes fases: la instancia del canto “a ciegas” y elección de concursantes, las batallas, el último asalto y, por último, la presentación de galas en directo, con la semifinal y la final.

## Equipo

### Presentadores
| Canal         |         |      |      |      |      |      |      |      |      |      |      |      |
| Edición       | Edición | 1    | 2    | 3    | 4    | 5    | 6    | 7    | 8    | 9    | 10   | 11   |
| Año           | Año     | 2012 | 2013 | 2015 | 2016 | 2017 | 2019 | 2020 | 2021 | 2022 | 2023 | 2024 |
| ------------- | ------- | ---- | ---- | ---- | ---- | ---- | ---- | ---- | ---- | ---- | ---- | ---- |
| Jesús Vázquez |         |      |      |      |      |      |      |      |      |      |      |      |
| Tania Llasera |         |      |      |      |      |      |      |      |      |      |      |      |
| Eva González  |         |      |      |      |      |      |      |      |      |      |      |      |
| Juanra Bonet  |         |      |      |      |      |      |      |      |      |      |      |      |

### Coaches
| Canal            |        |      |        |        |        |         |            |            |         |            |         |      |  |
| Edición          | 1      | 2    | 3      | 4      | 5      | 6       | 7          | 8          | 9       | 10         | 11      | 12   |  |
| Año              | 2012   | 2013 | 2015   | 2016   | 2017   | 2019    | 2020       | 2021       | 2022    | 2023       | 2024    | 2025 |  |
| ---------------- | ------ | ---- | ------ | ------ | ------ | ------- | ---------- | ---------- | ------- | ---------- | ------- | ---- |  |
| Malú             |        |      |        |        |        |         |            |            | Asesora |            |         |      |  |
| David Bisbal     |        |      |        |        |        |         |            | Asesor     | Asesor  |            |         |      |  |
| Rosario Flores   |        |      |        |        |        |         |            |            | Asesora |            | Asesora |      |  |
| Melendi          |        |      |        |        |        |         |            |            | Asesor  |            |         |      |  |
| Antonio Orozco   |        |      |        |        | Asesor |         |            |            |         |            |         |      |  |
| Alejandro Sanz   |        |      |        |        |        |         |            |            |         |            |         |      |  |
| Laura Pausini    |        |      |        |        |        |         |            |            |         |            |         |      |  |
| Manuel Carrasco  |        |      |        |        |        |         |            |            |         |            |         |      |  |
| Juanes           |        |      |        |        |        |         |            |            |         |            |         |      |  |
| Pablo López      |        |      | Asesor | Asesor |        |         |            |            |         |            |         |      |  |
| Paulina Rubio    |        |      |        |        |        |         |            |            |         |            |         |      |  |
| Luis Fonsi       | Asesor |      |        |        |        |         |            |            |         |            |         |      |  |
| Miriam Rodríguez |        |      |        |        |        | Asesora | El Regreso | El Regreso |         | El Regreso |         |      |  |
| Pablo Alborán    |        |      |        |        |        |         |            |            |         |            |         |      |  |
| Sebastián Yatra  |        |      |        |        |        |         | Asesor     |            |         |            |         |      |  |
| Mika             |        |      |        |        |        |         |            |            |         |            | Asesor  |      |  |

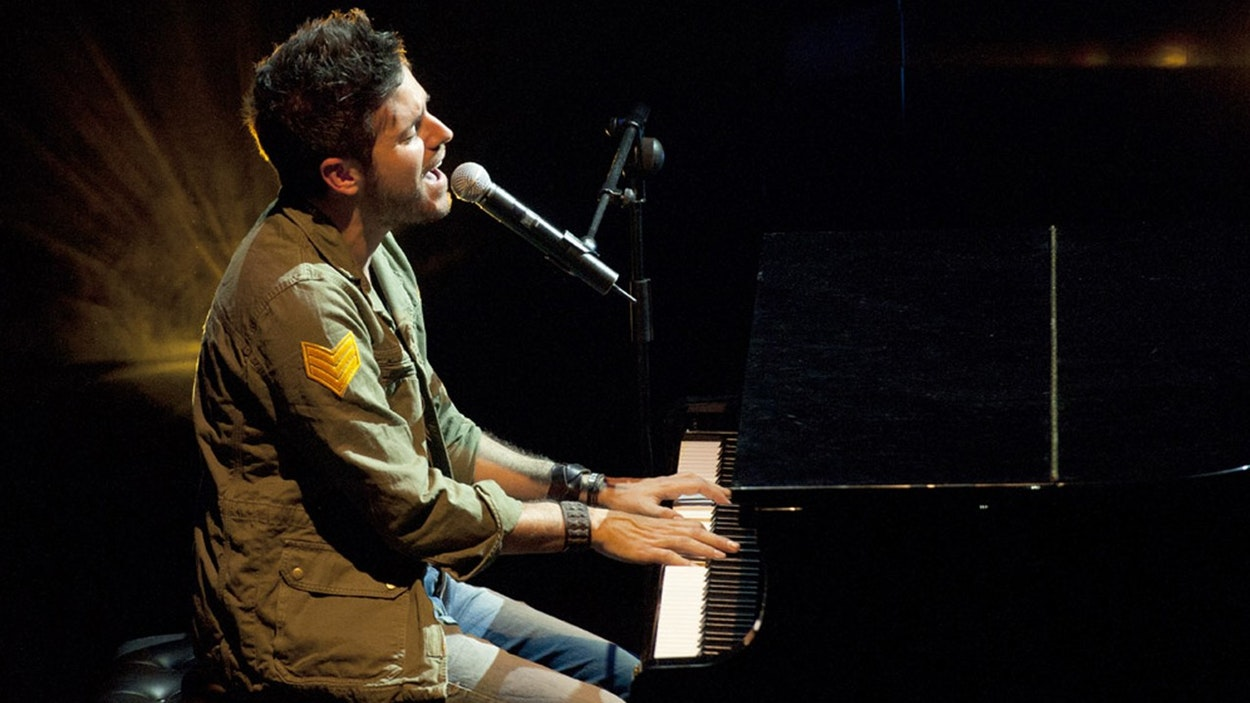
Pablo López (2017-2020, 2022-)
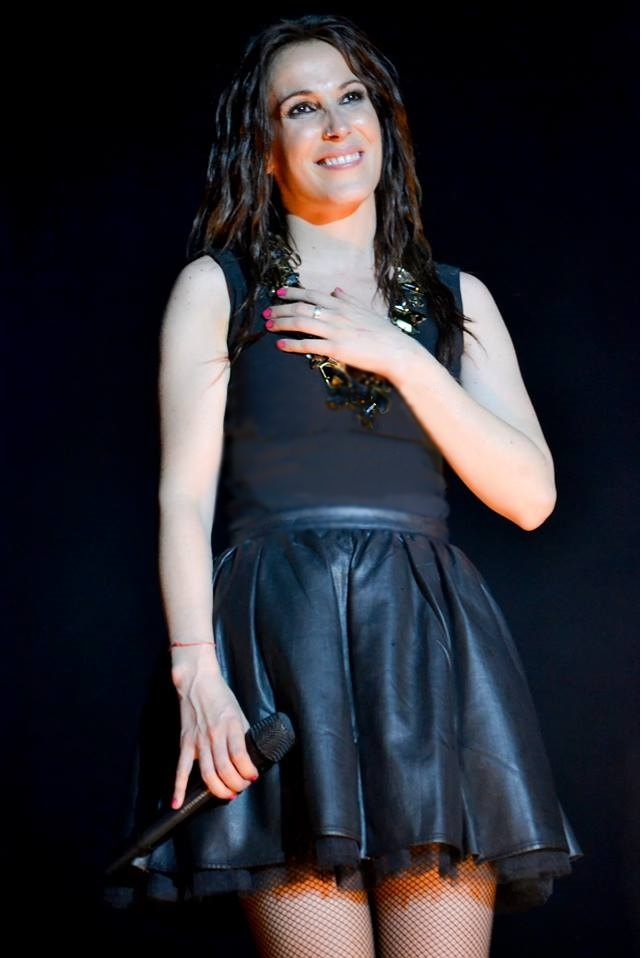
Malú (2012-2017, 2021, 2023-)
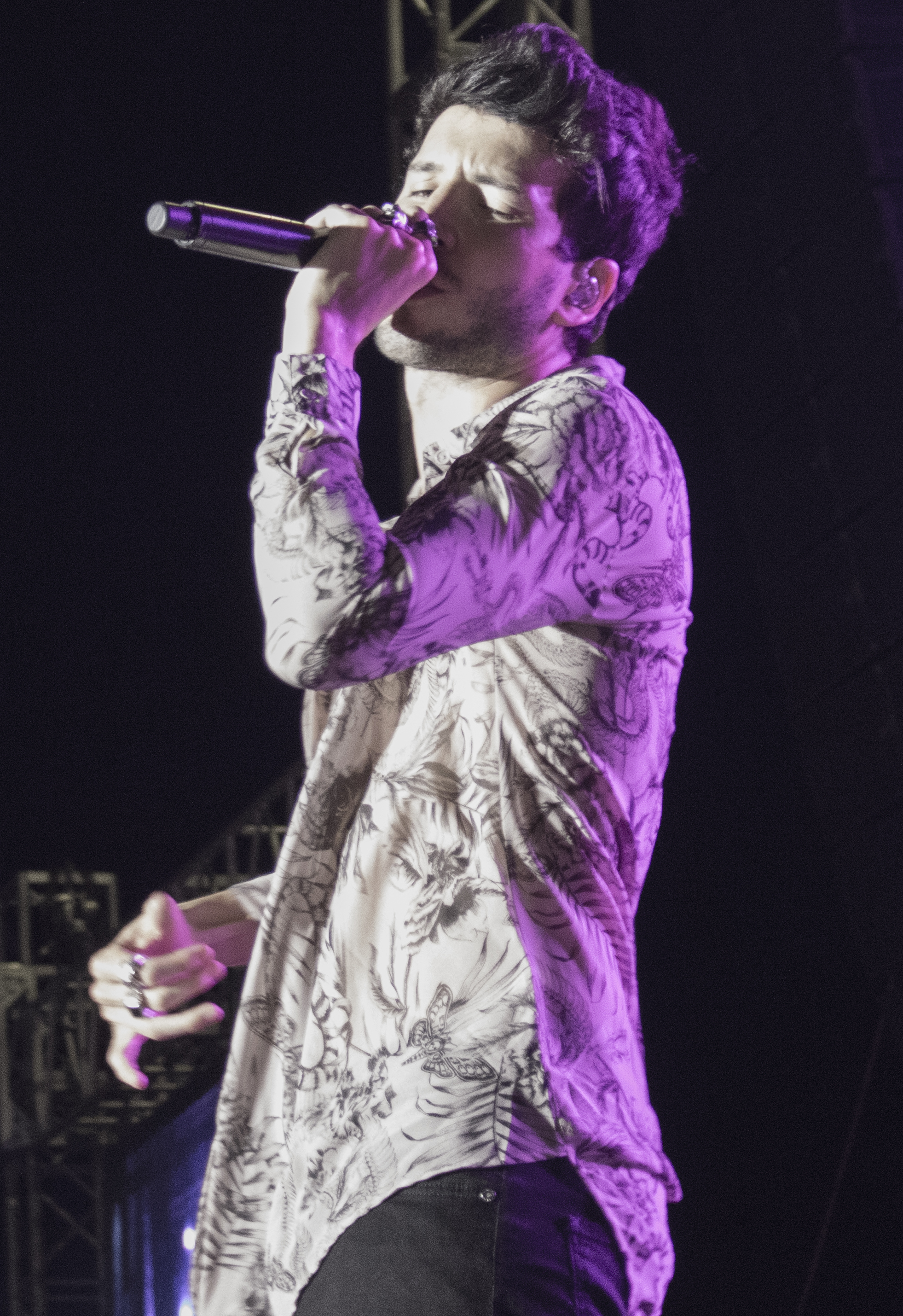
Sebastián Yatra (2025-)
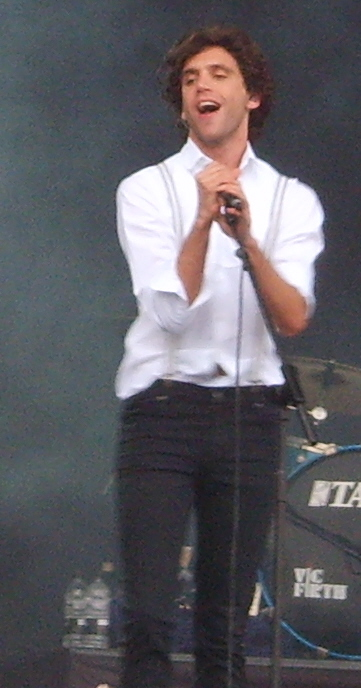
Mika (2025-)

Antiguos
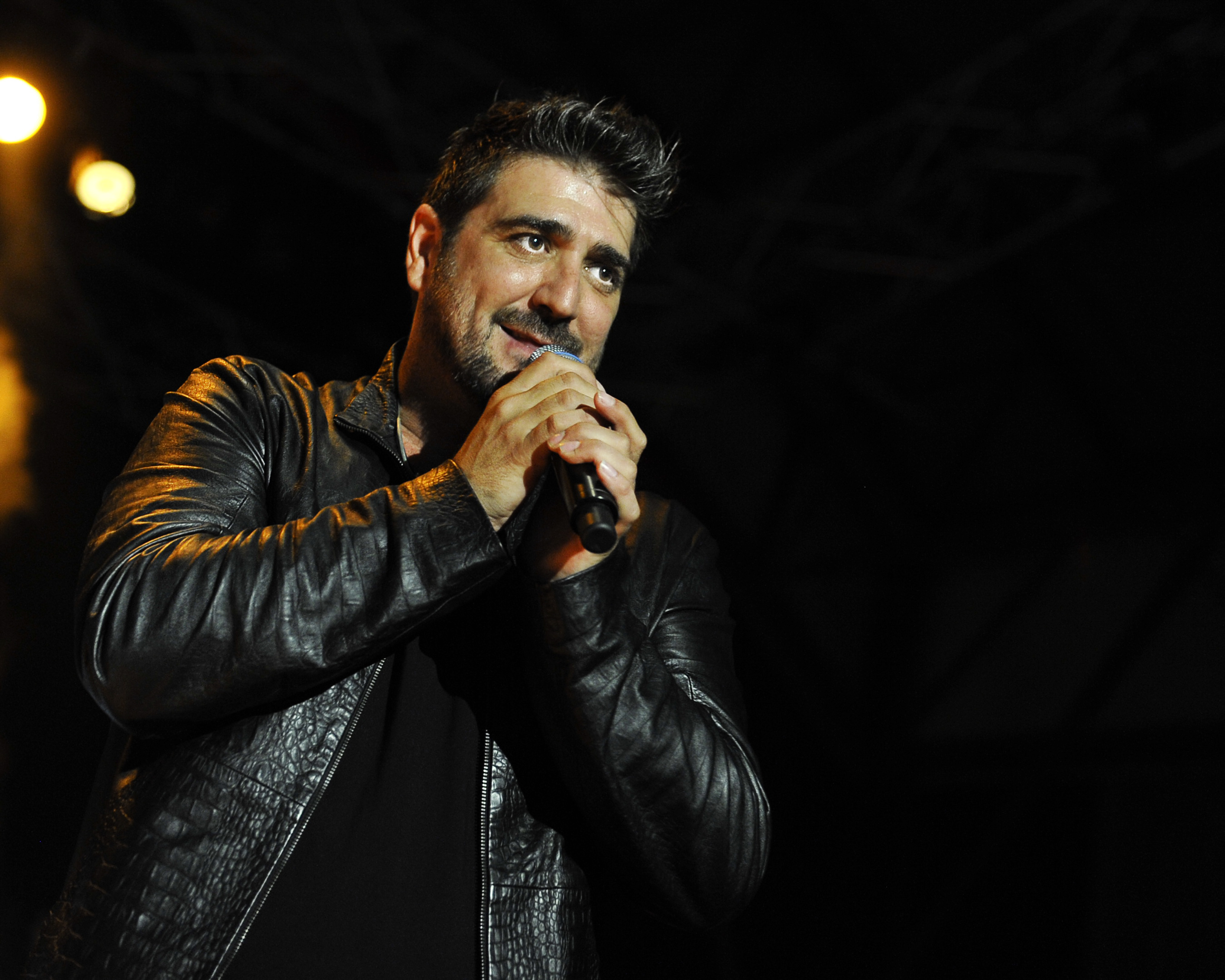
Antonio Orozco (2013-2015, 2019-2020, 2022-2024)
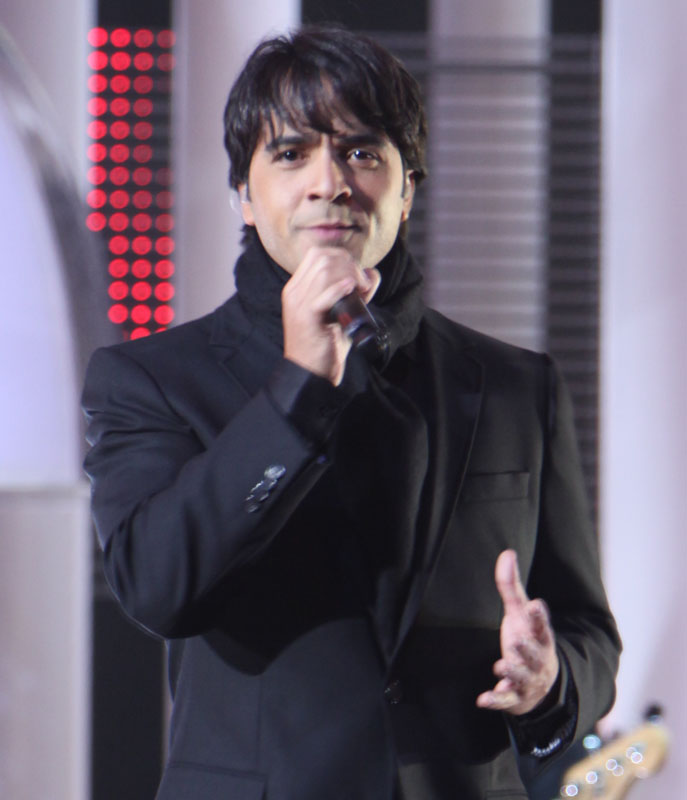
Luis Fonsi (2019, 2021-2024)
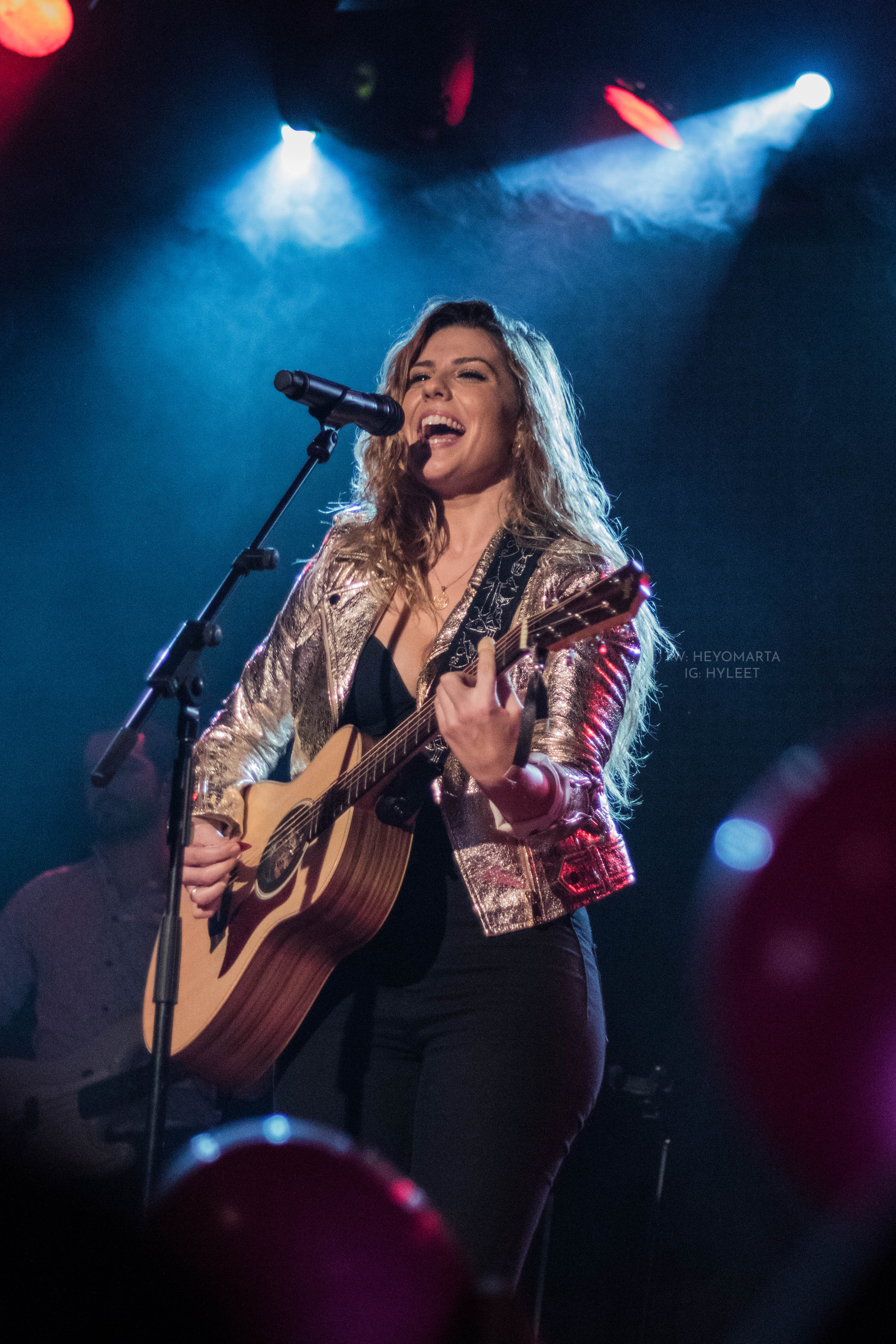
Miriam Rodríguez (El Regreso 2020-2021, 2023)
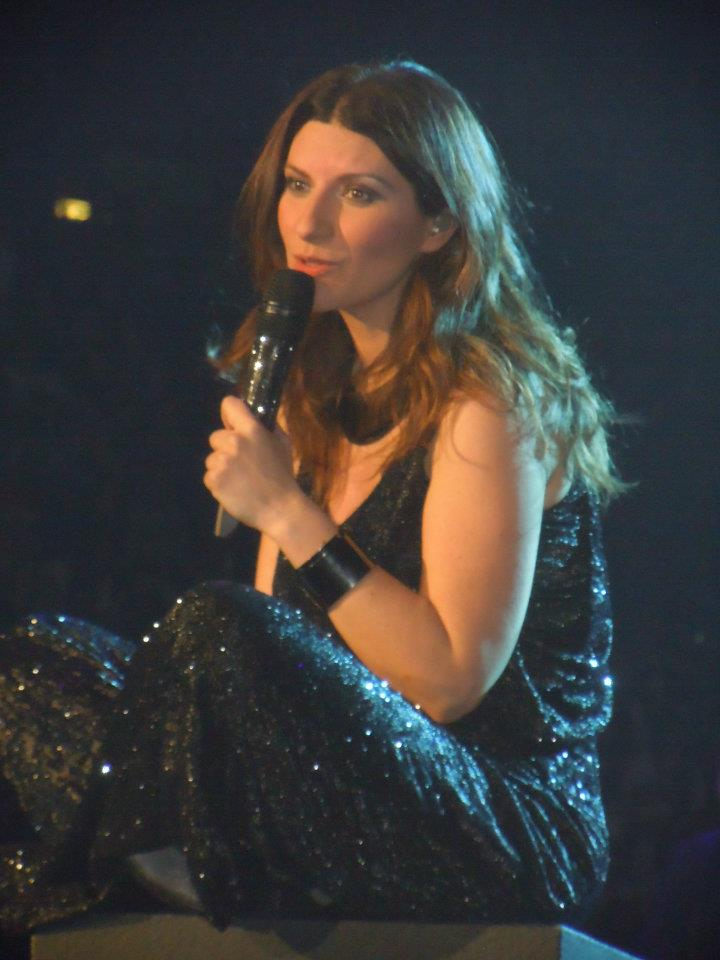
Laura Pausini (2015, 2020, 2022)
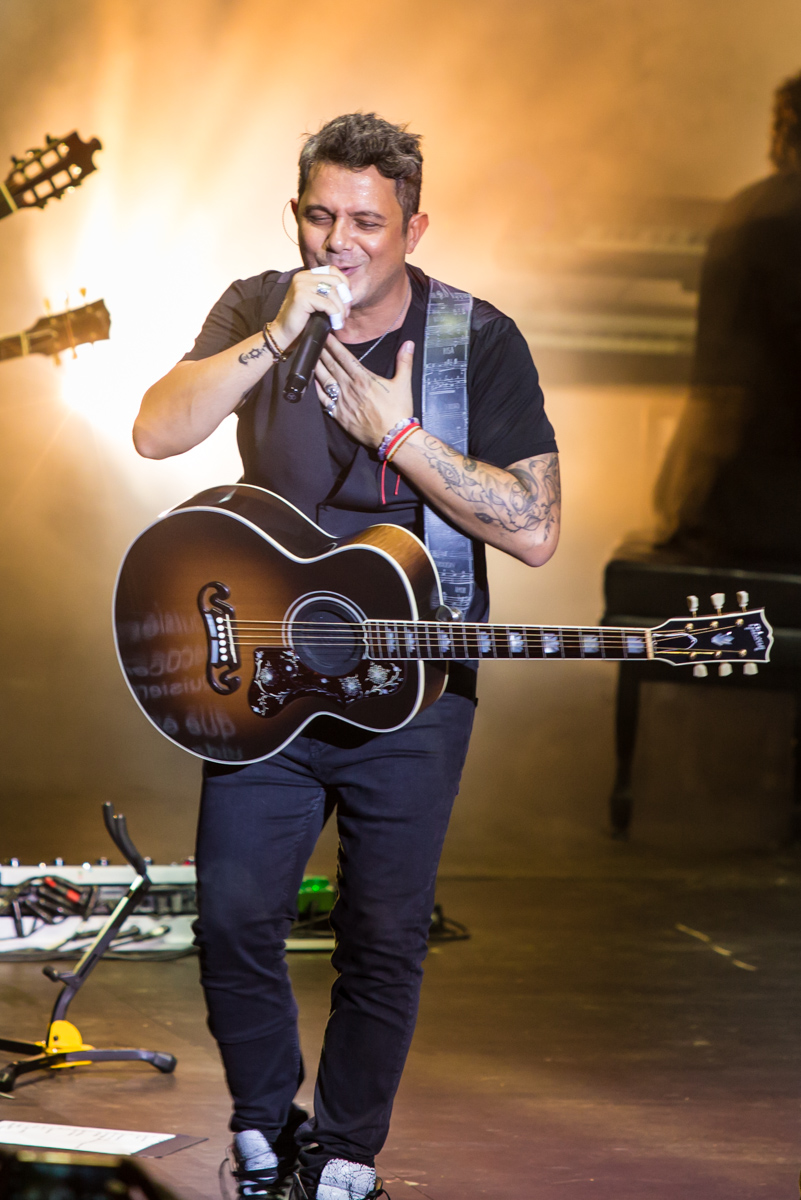
Alejandro Sanz (2015-2016, 2020-2021)
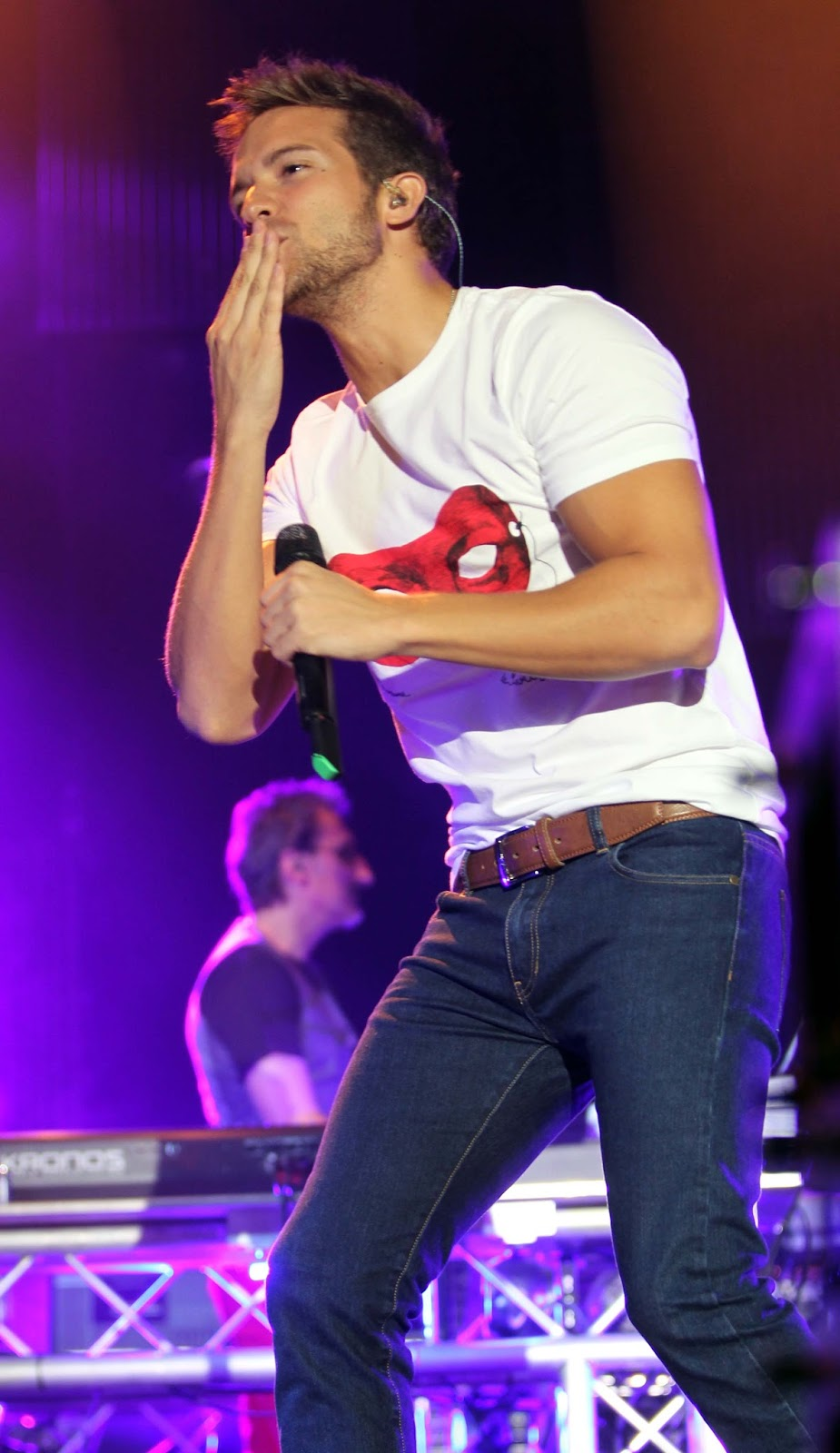
Pablo Alborán (2021)
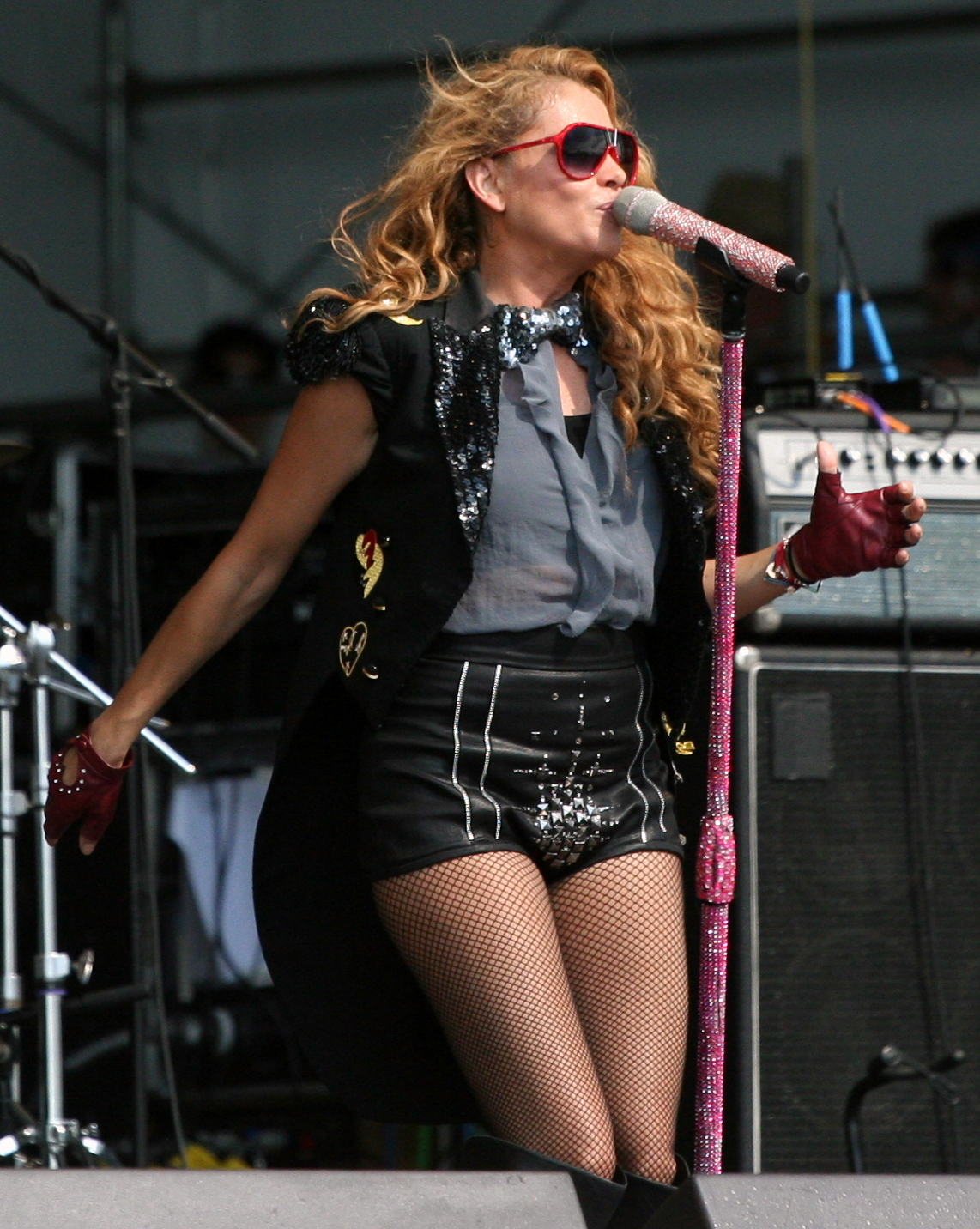
Paulina Rubio (2019)
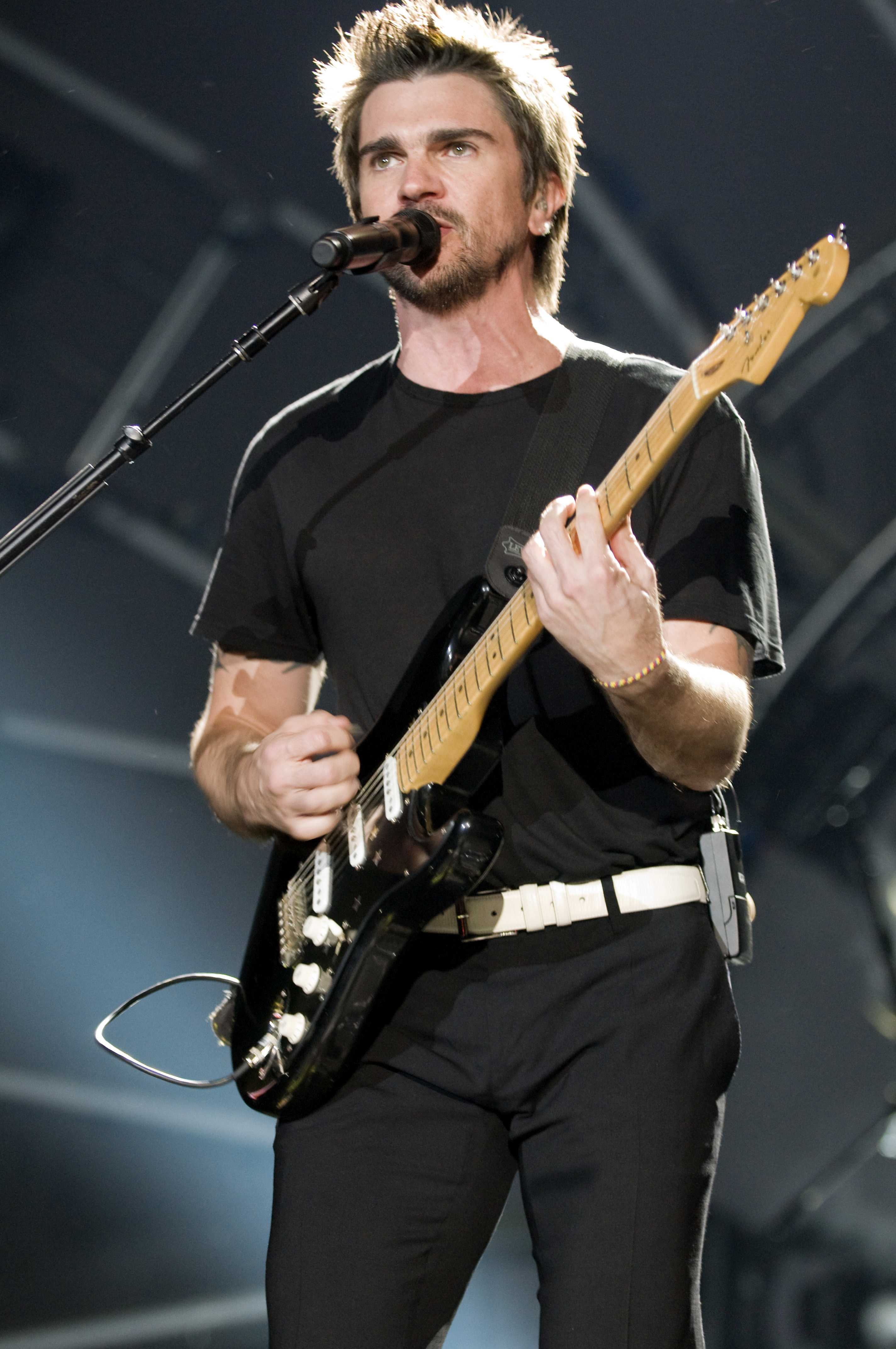
Juanes (2017)
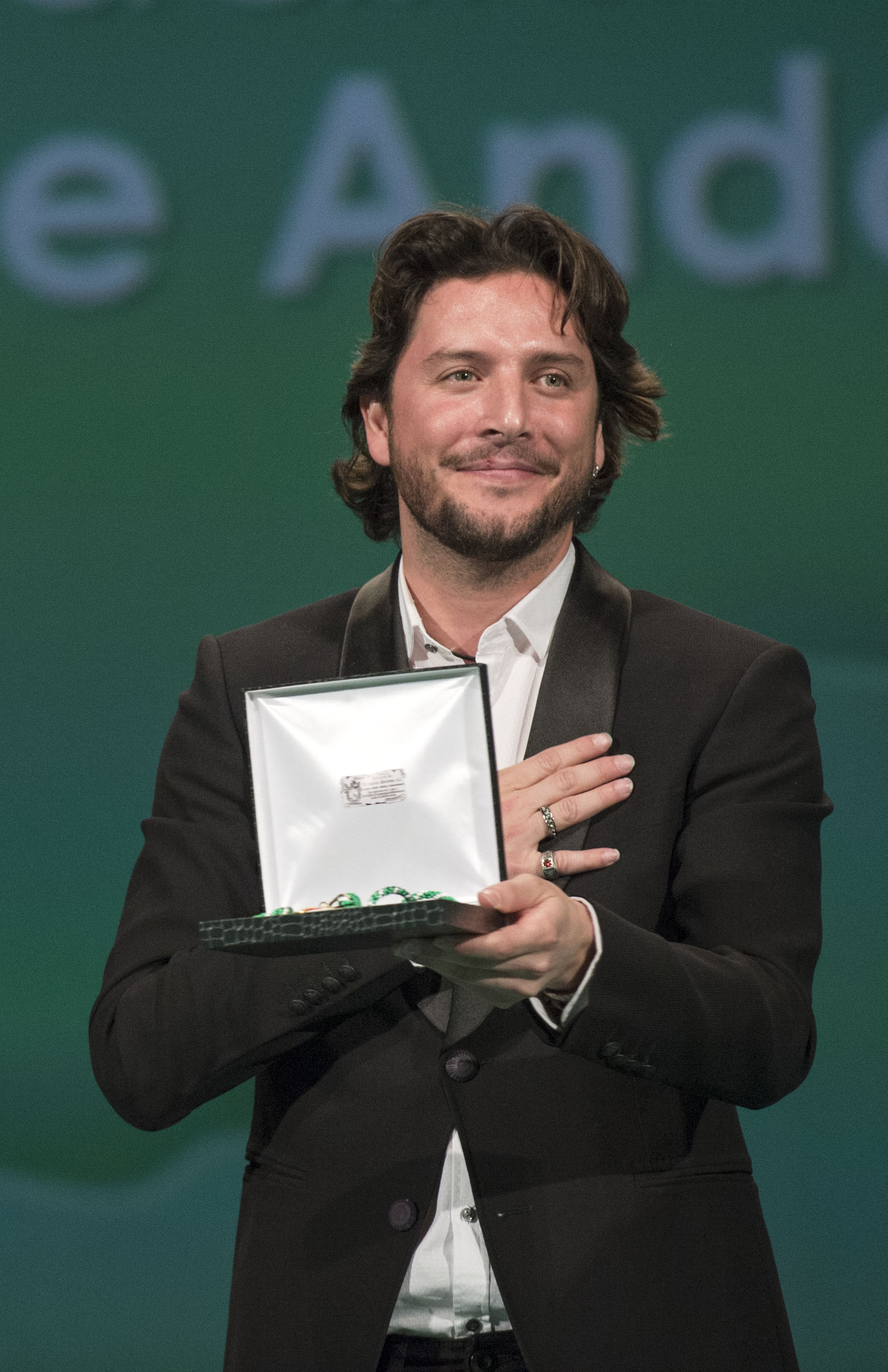
Manuel Carrasco (2016-2017)
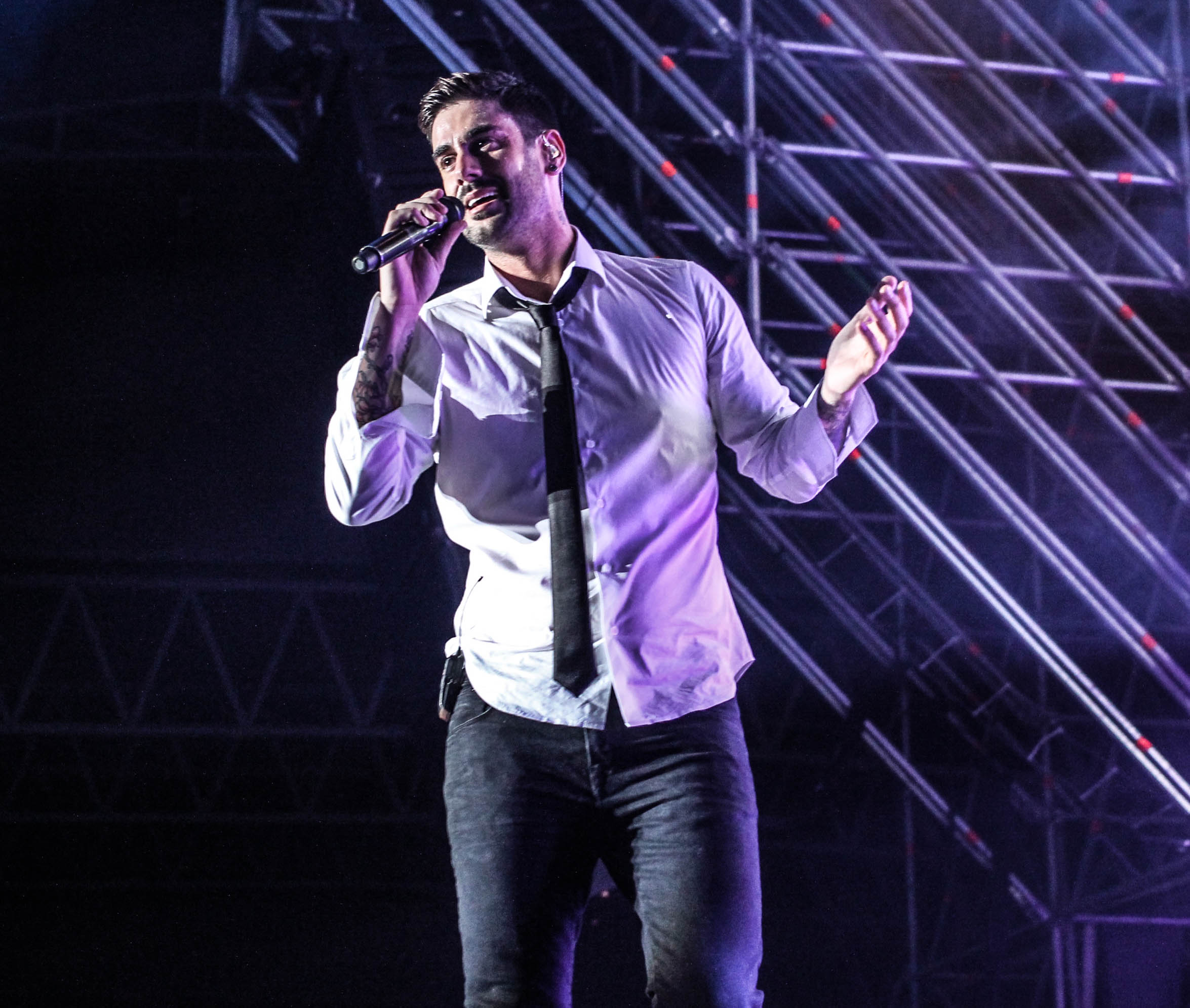
Melendi (2012, 2016)
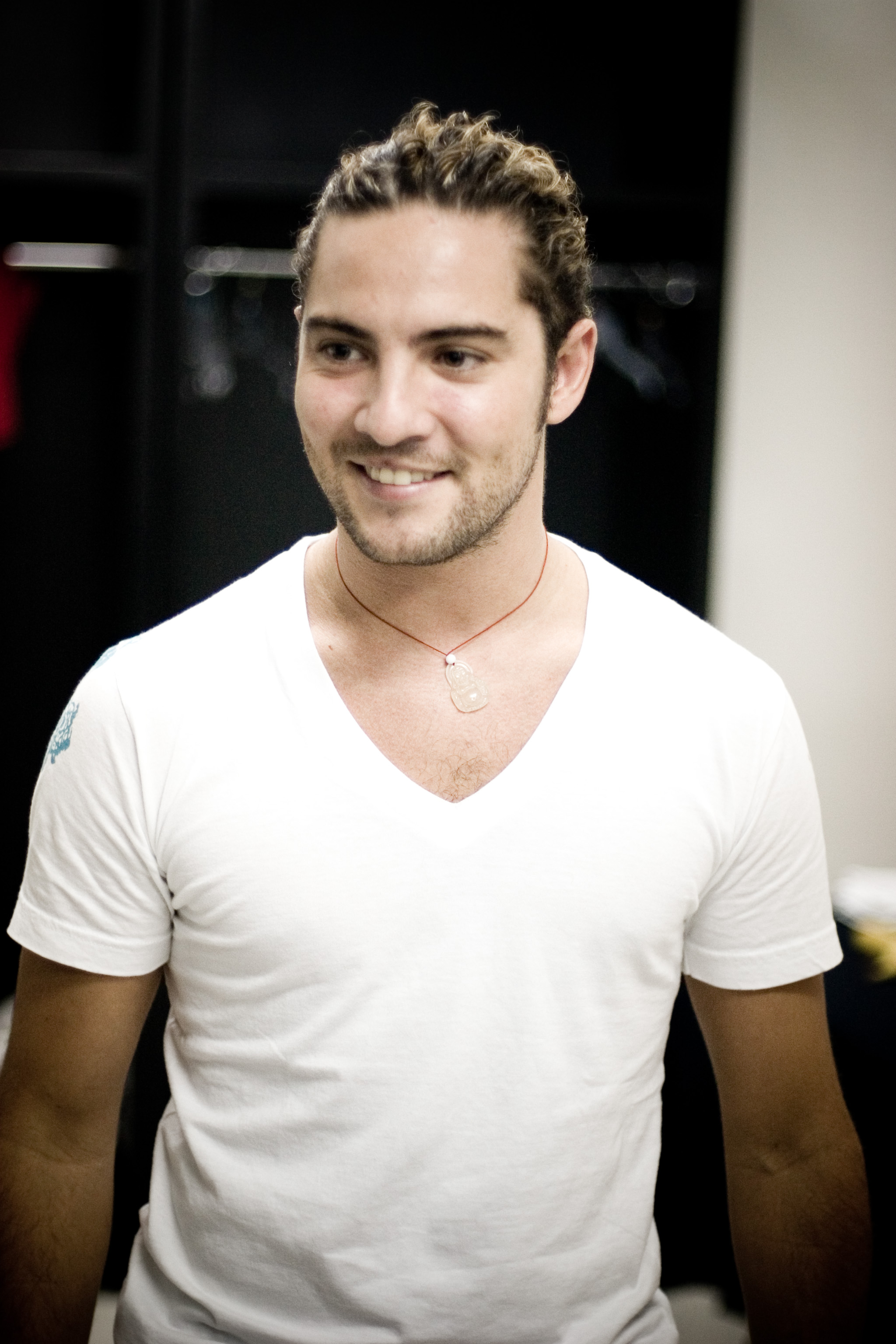
David Bisbal (2012-2013)
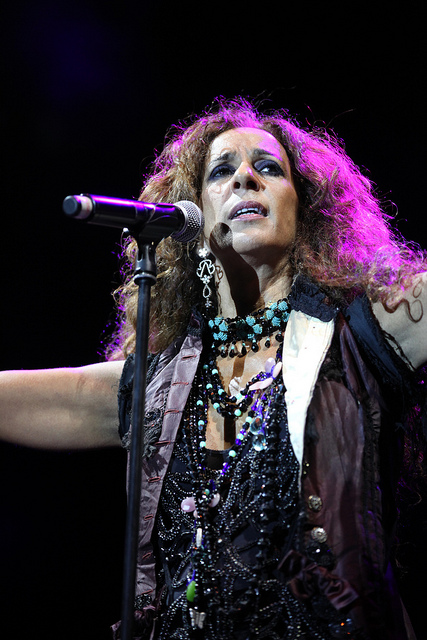
Rosario Flores (2012-2013)

### Asesores
| 1  | Luis Fonsi Equipo David Bisbal         | Antonio Carmona Equipo Rosario Flores | Tiziano Ferro Equipo Malú"         | Nek Equipo Melendi                   |
| 2  | Cali y El Dandee Equipo David Bisbal   | Coti Equipo Rosario Flores            | Carlos Vives Equipo Malú           | Juan Magán Equipo Antonio Orozco     |
| 3  | José Mercé Equipo Alejandro Sanz       | Álex Ubago Equipo Laura Pausini       | Rosario Flores Equipo Malú         | Pablo López Equipo Antonio Orozco    |
| 4  | José Mercé Equipo Alejandro Sanz       | Gloria Trevi Equipo Manuel Carrasco   | Pablo López Equipo Malú            | Diego Torres Equipo Melendi          |
| 5  | Bebe Equipo Juanes                     | Miguel Poveda Equipo Manuel Carrasco  | Niña Pastori Equipo Malú           | Antonio Orozco Equipo Pablo López    |
| 6  | Miriam Rodríguez Equipo Pablo López    | Antonio José Equipo Paulina Rubio     | David Bustamante Equipo Luis Fonsi | Karol G Equipo Antonio Orozco        |
| 7  | Tini Equipo Alejandro Sanz             | Sebastián Yatra Equipo Pablo López    | Carlos Rivera Equipo Laura Pausini | Mala Rodríguez Equipo Antonio Orozco |
| 8  | María José Llergo Equipo Pablo Alborán | Beret Equipo Malú                     | Greeicy Equipo Alejandro Sanz      | David Bisbal Equipo Luis Fonsi       |
| 9  | Lola Índigo Equipo Luis Fonsi          | Raphael Equipo Pablo López            | Vanesa Martín Equipo Laura Pausini | Mala Rodríguez Equipo Antonio Orozco |
| 9  | David Bisbal Equipo Luis Fonsi         | Malú Equipo Pablo López               | Melendi Equipo Laura Pausini       | Rosario Flores Equipo Antonio Orozco |
| 10 | Cali y El Dandee Equipo Luis Fonsi     | Lola Índigo Equipo Pablo López        | Abraham Mateo Equipo Malú          | Nathy Peluso Equipo Antonio Orozco   |
| 11 | Rosario Flores Equipo Luis Fonsi       | Vanesa Martín Equipo Pablo López      | Prince Royce Equipo Malú           | Dani Fernández Equipo Antonio Orozco |
| 11 | Rosario Flores Equipo Luis Fonsi       | Álvaro de Luna Equipo Pablo López     | Prince Royce Equipo Malú           | Dani Fernández Equipo Antonio Orozco |
| 11 | Rosario Flores Equipo Luis Fonsi       | Mika Equipo Pablo López               | Prince Royce Equipo Malú           | Dani Fernández Equipo Antonio Orozco |
| 12 | Equipo Sebastián Yatra                 | Equipo Pablo López                    | Equipo Malú                        | Equipo Mika                          |

Antiguos
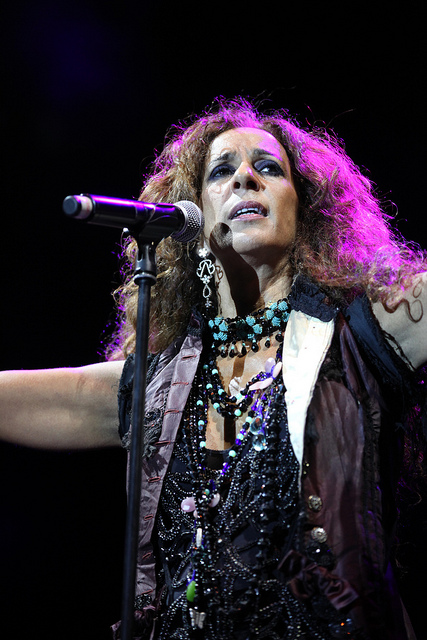
Rosario Flores Equipo Malú (2015) Equipo Antonio (2022) Equipo Fonsi (2024)
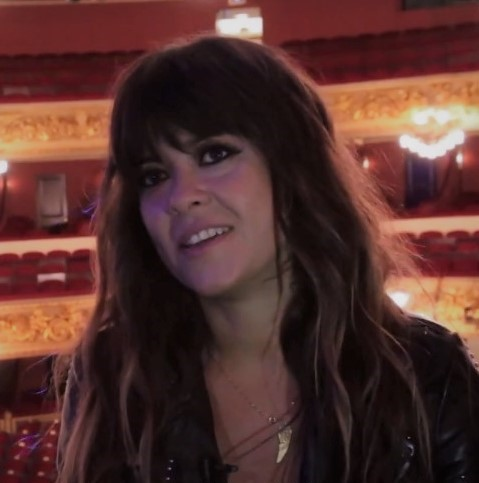
Vanesa Martín Equipo Laura (2022) Equipo Pablo (2024)
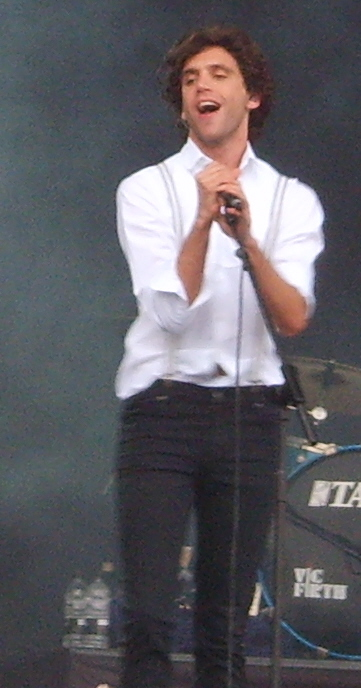
Mika Equipo Pablo  (2024)
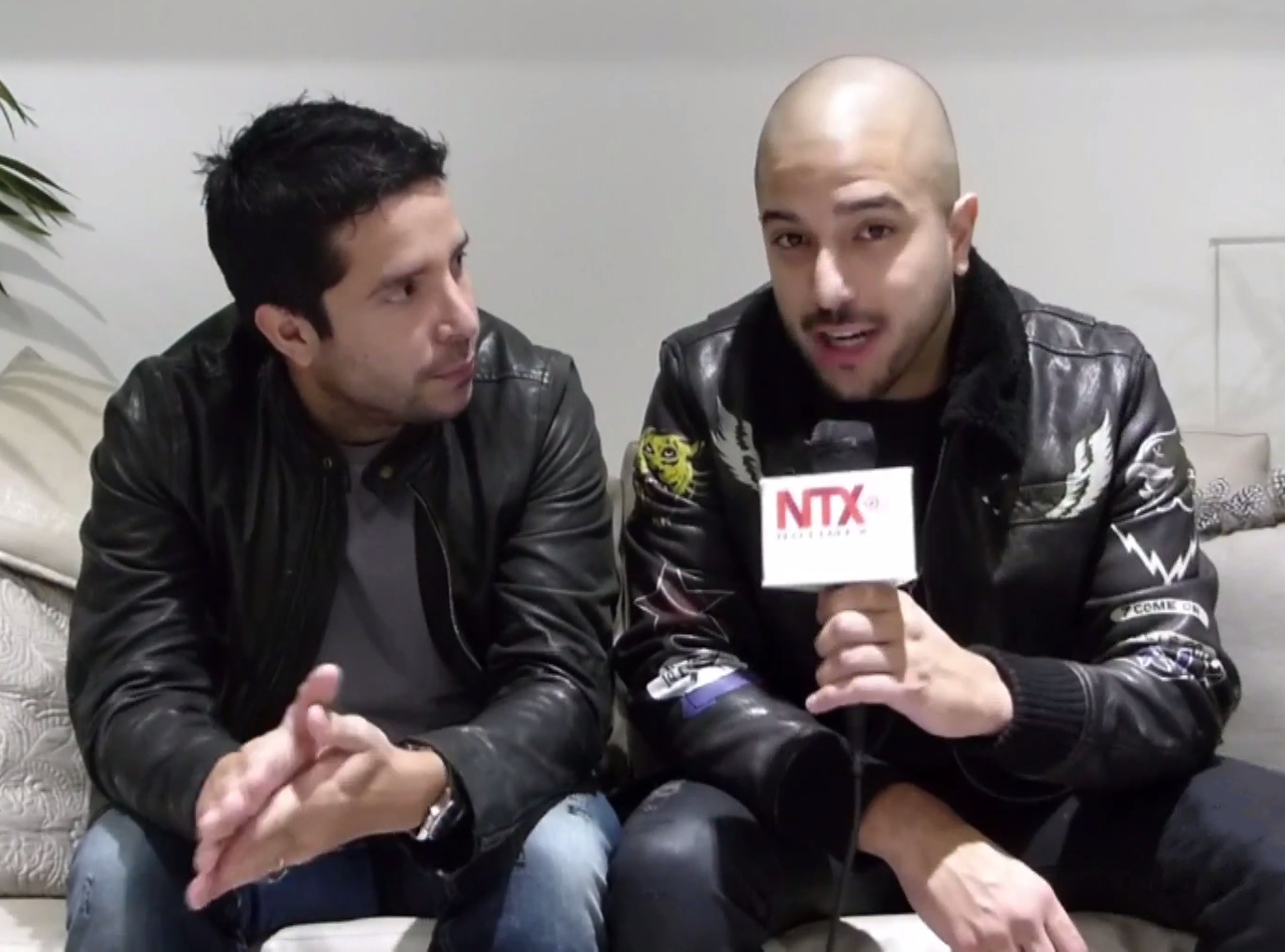
Cali y El Dandee Equipo Fonsi (2023) Equipo David (2013)
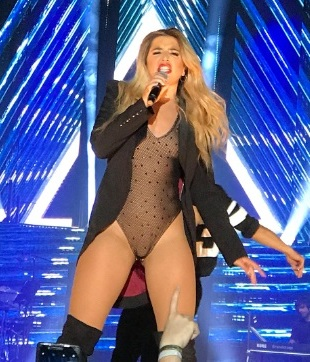
Lola Índigo Equipo Pablo (2023) Equipo Fonsi (2022)
David Bisbal (2021-2022) Equipo Fonsi
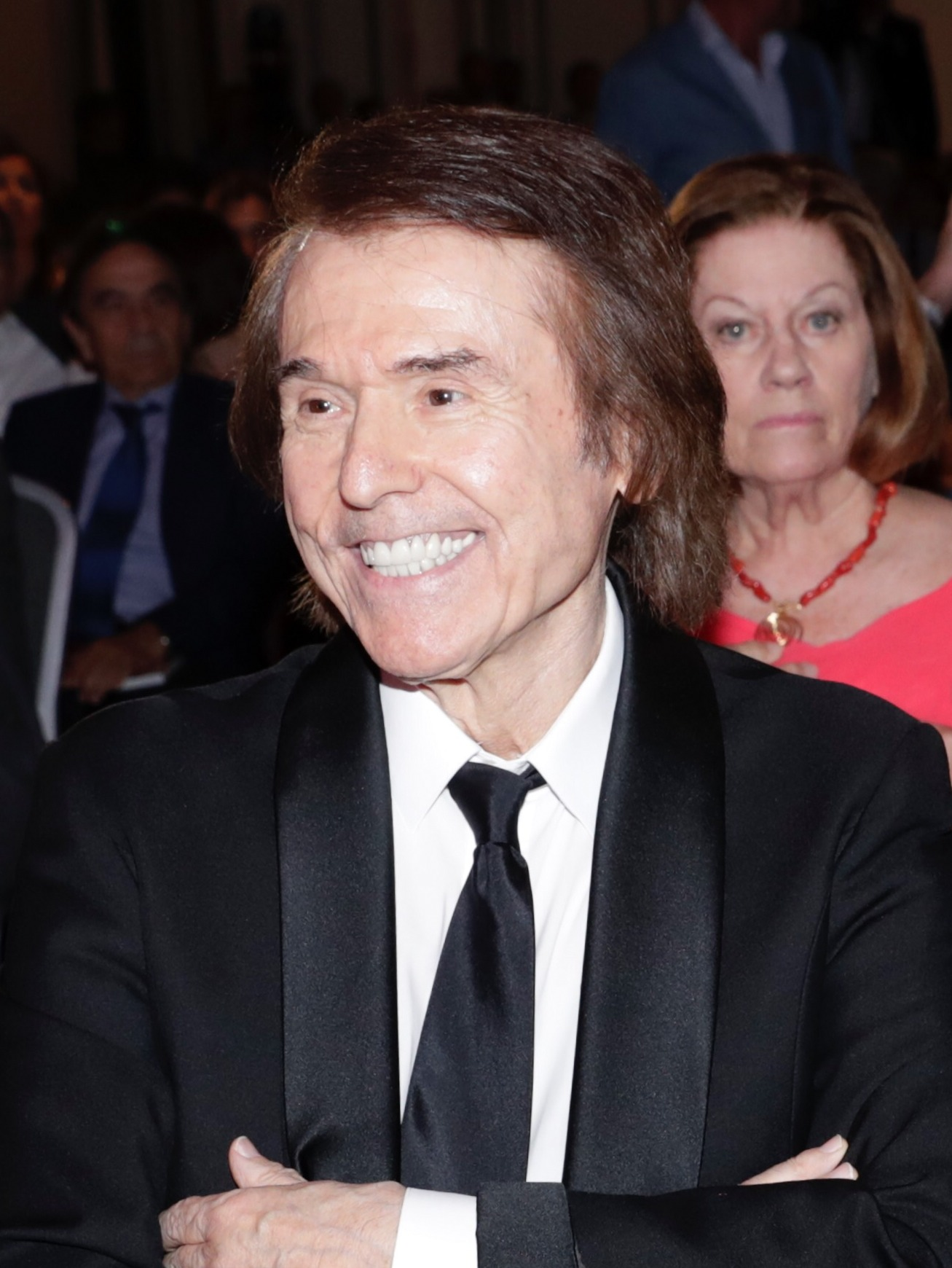
Raphael Equipo Pablo (2022)
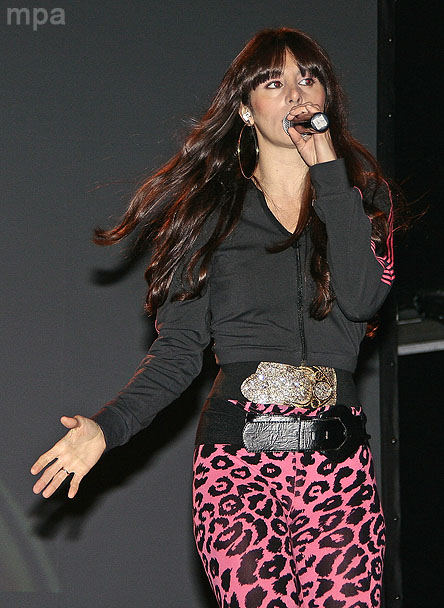
Mala Rodríguez Equipo Antonio (2022) Equipo Antonio (2020)
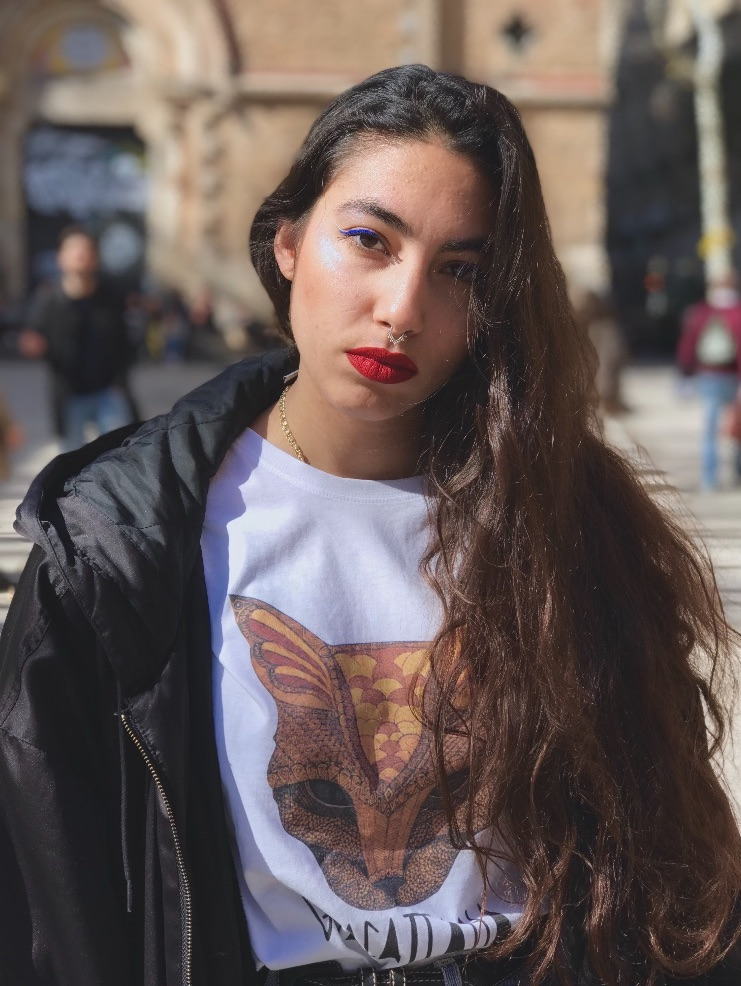
María José Llergo (2021) Equipo Alborán
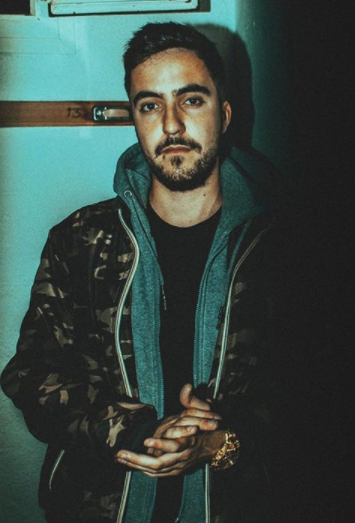
Beret (2021) Equipo Malú
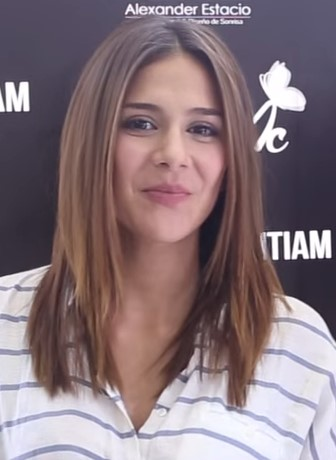
Greeicy (2021) Equipo Alejandro
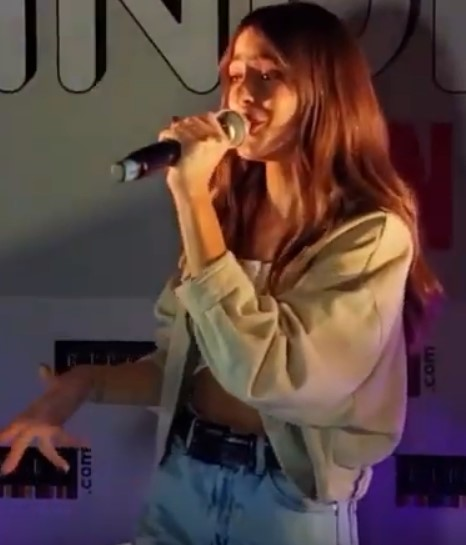
Tini (2020) Equipo Alejandro
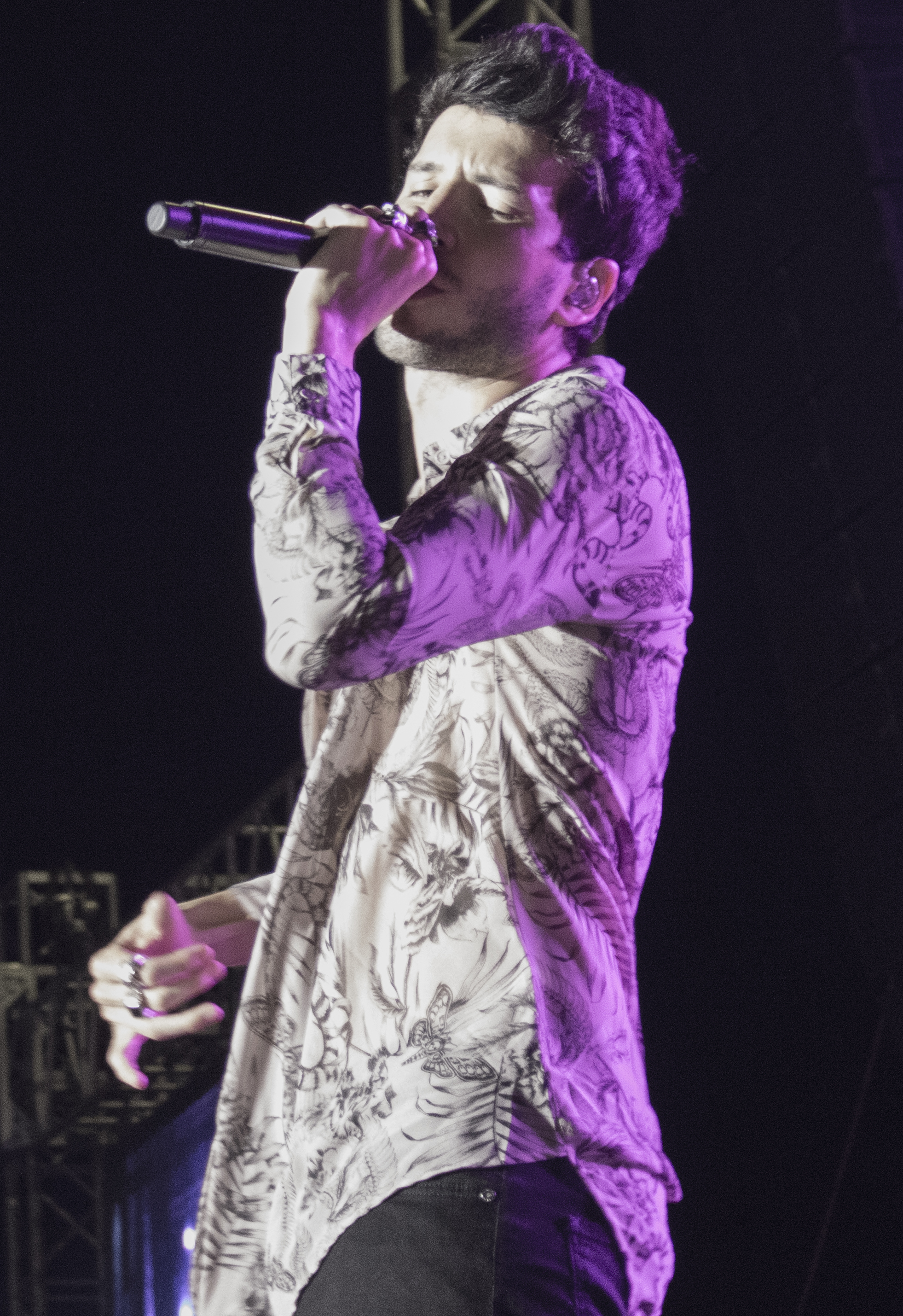
Sebastián Yatra (2020) Equipo Pablo
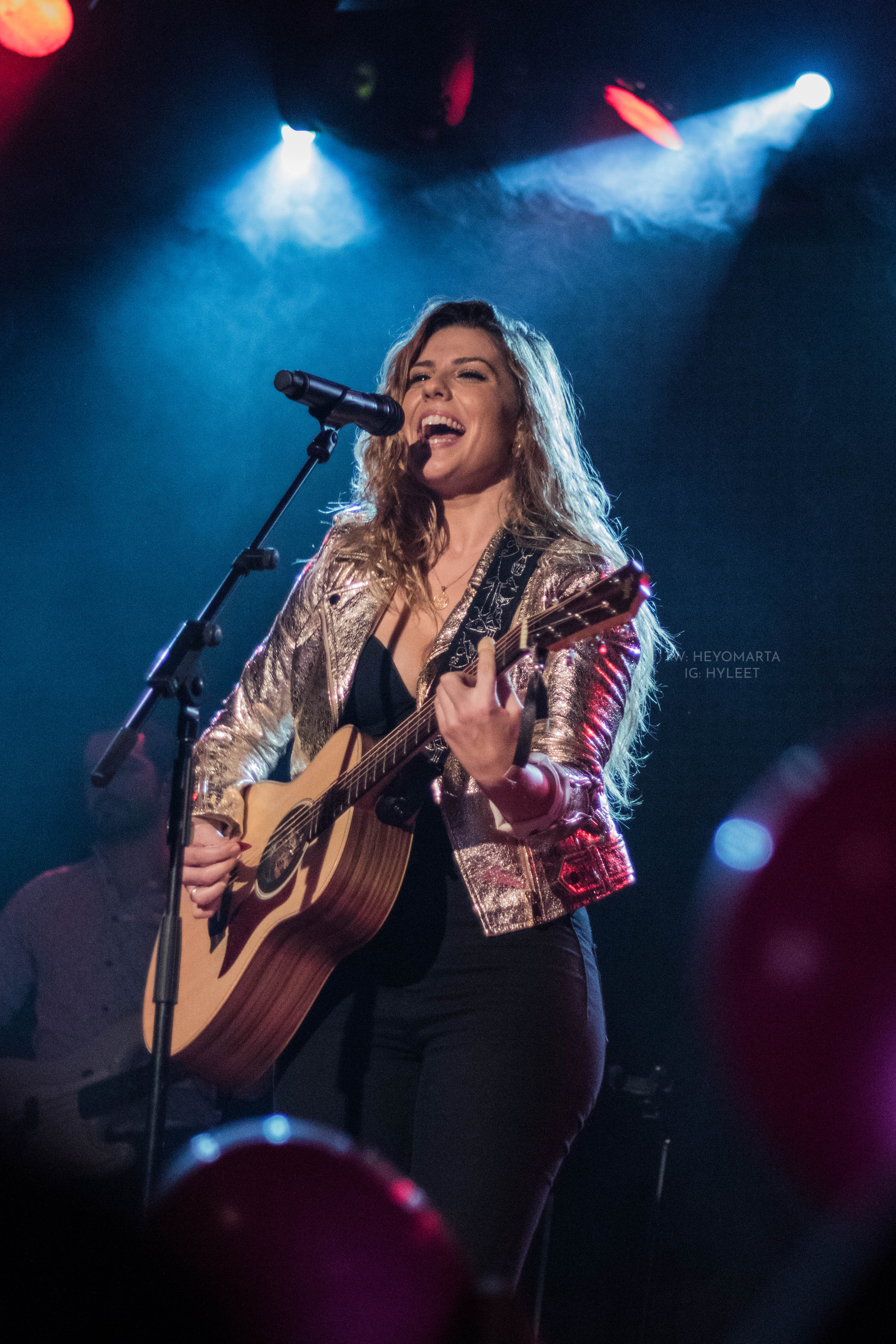
Miriam Rodríguez (2019) Equipo Pablo
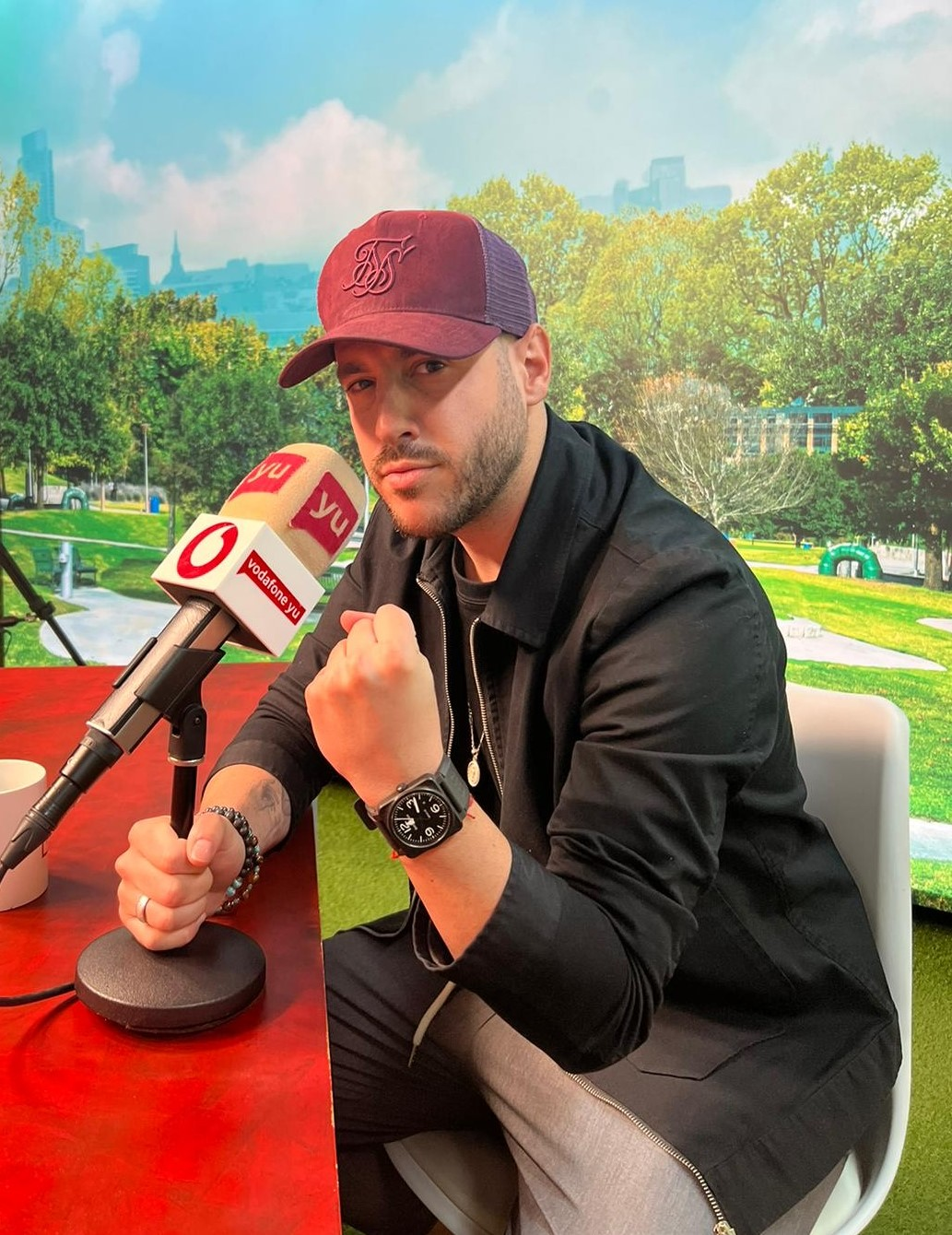
Antonio José (2019) Equipo Paulina
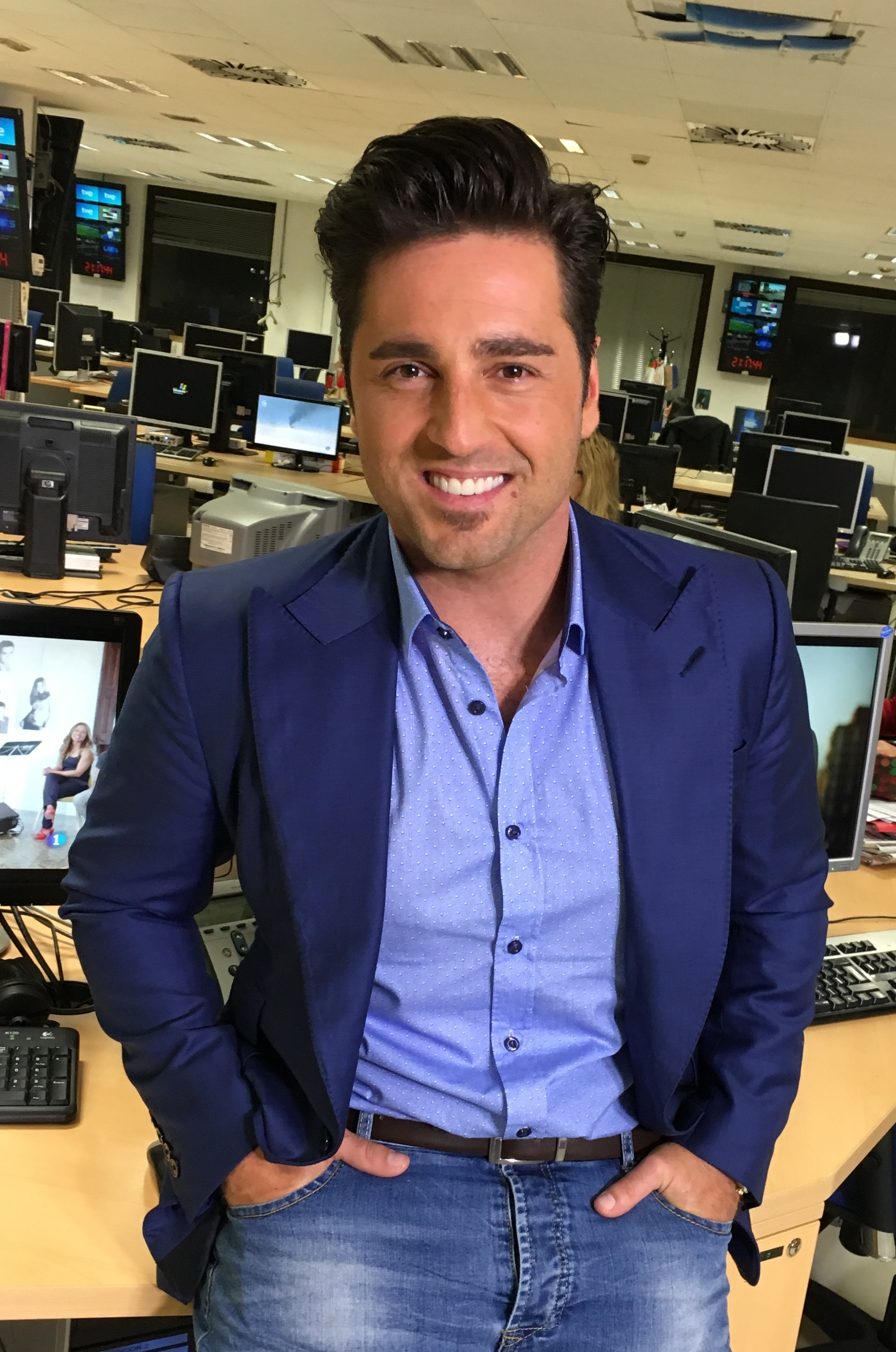
David Bustamante (2019) Equipo Fonsi
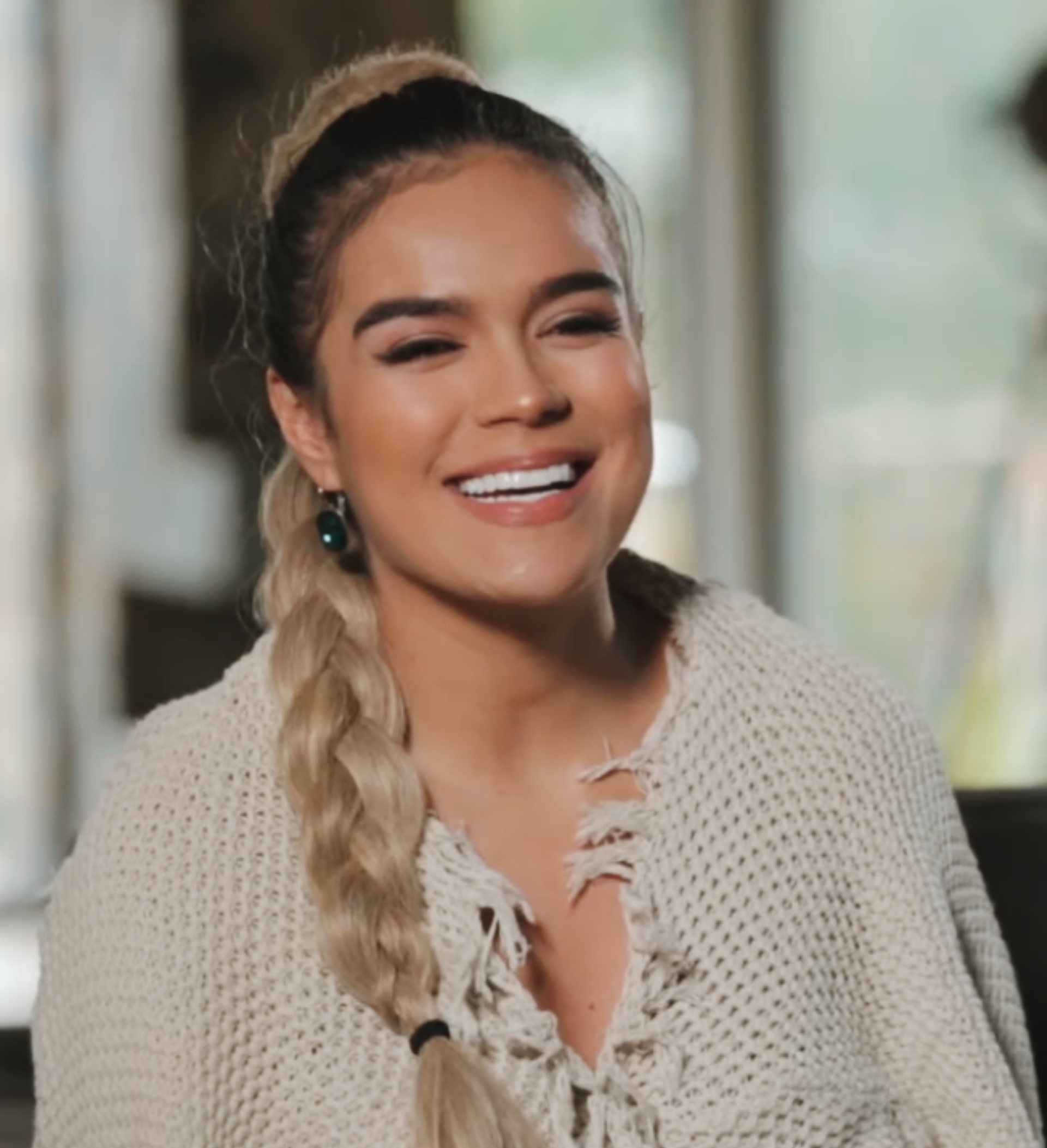
Karol G (2019) Equipo Antonio
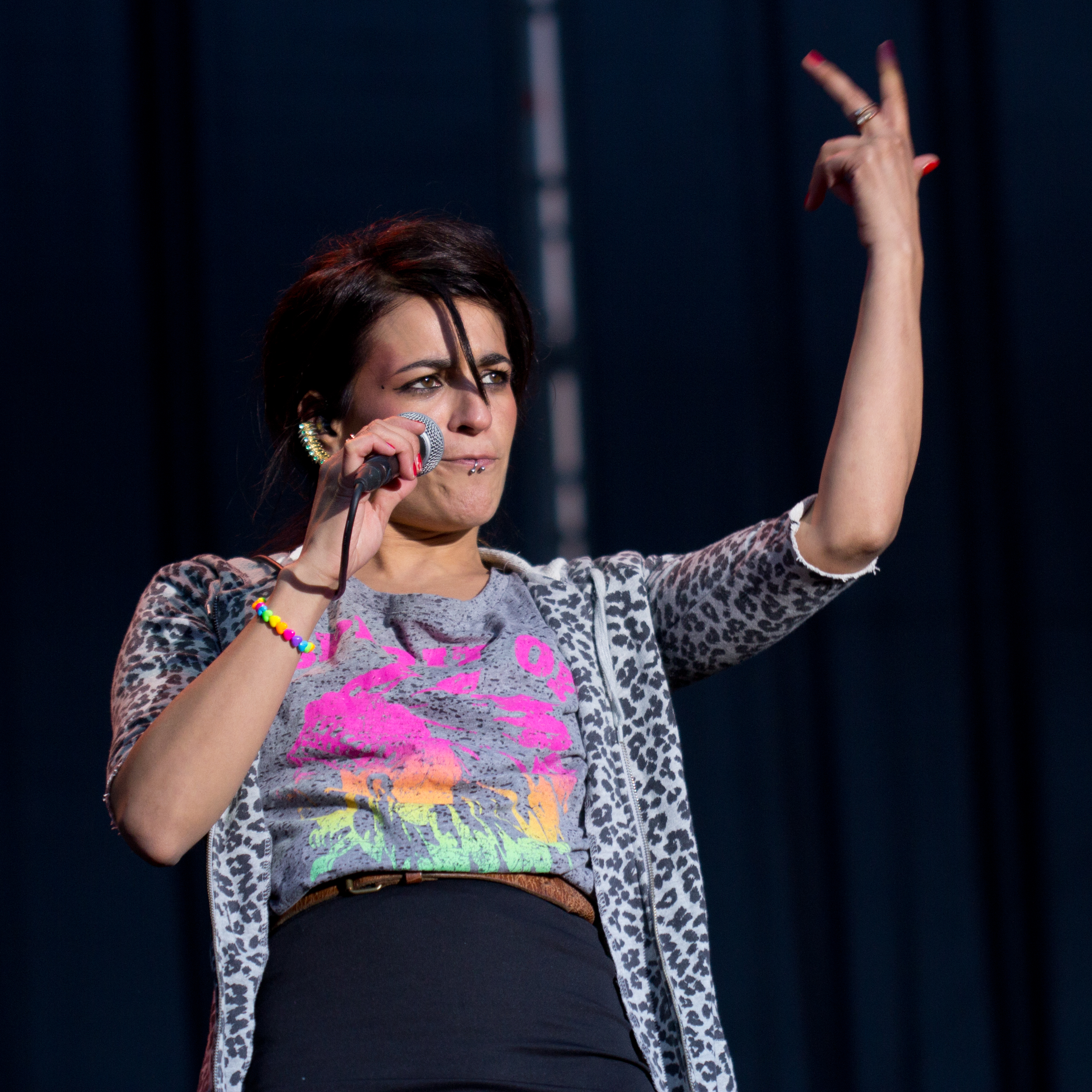
Bebe (2017) Equipo Juanes
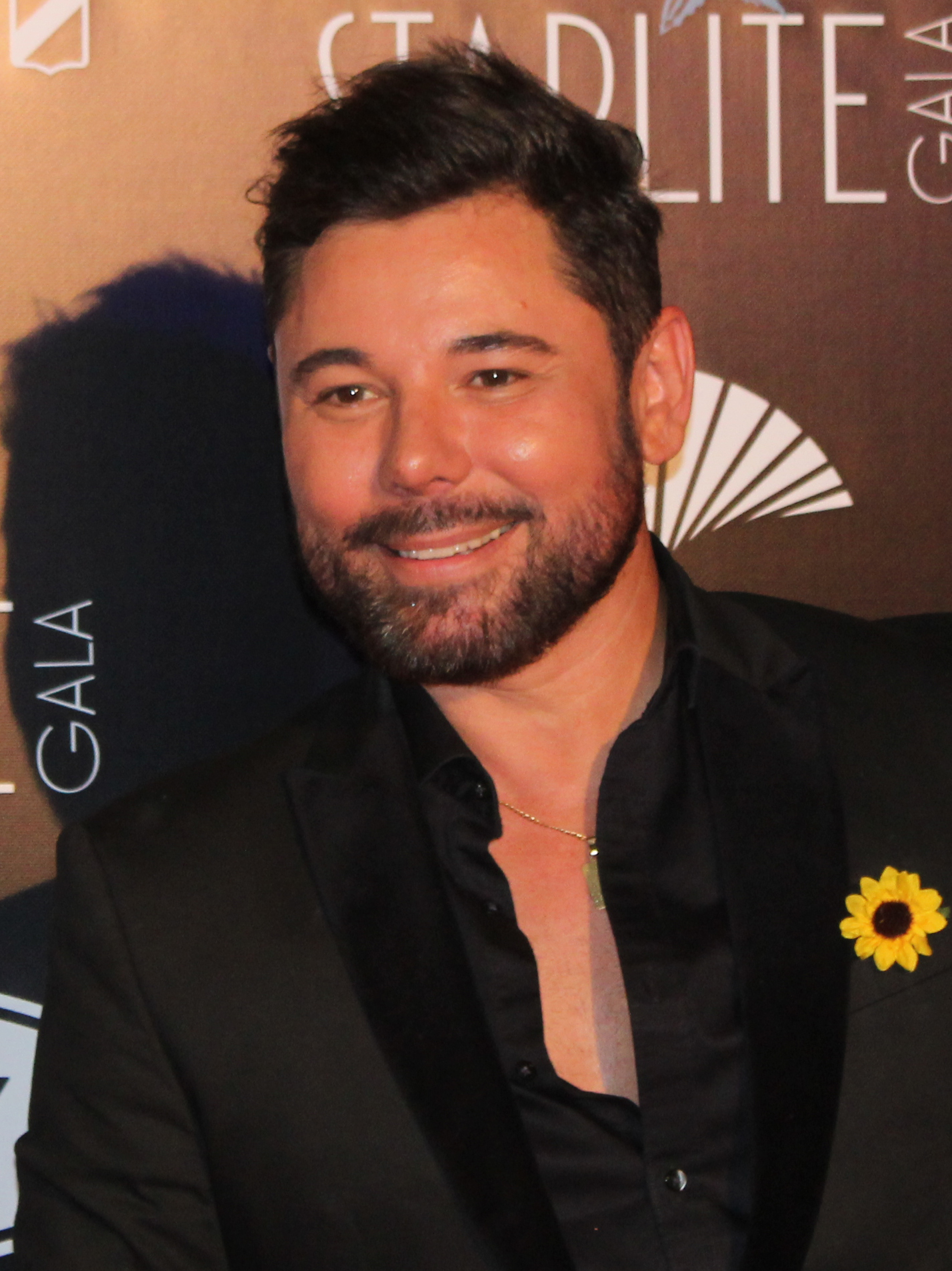
Miguel Poveda (2017) Equipo Manuel
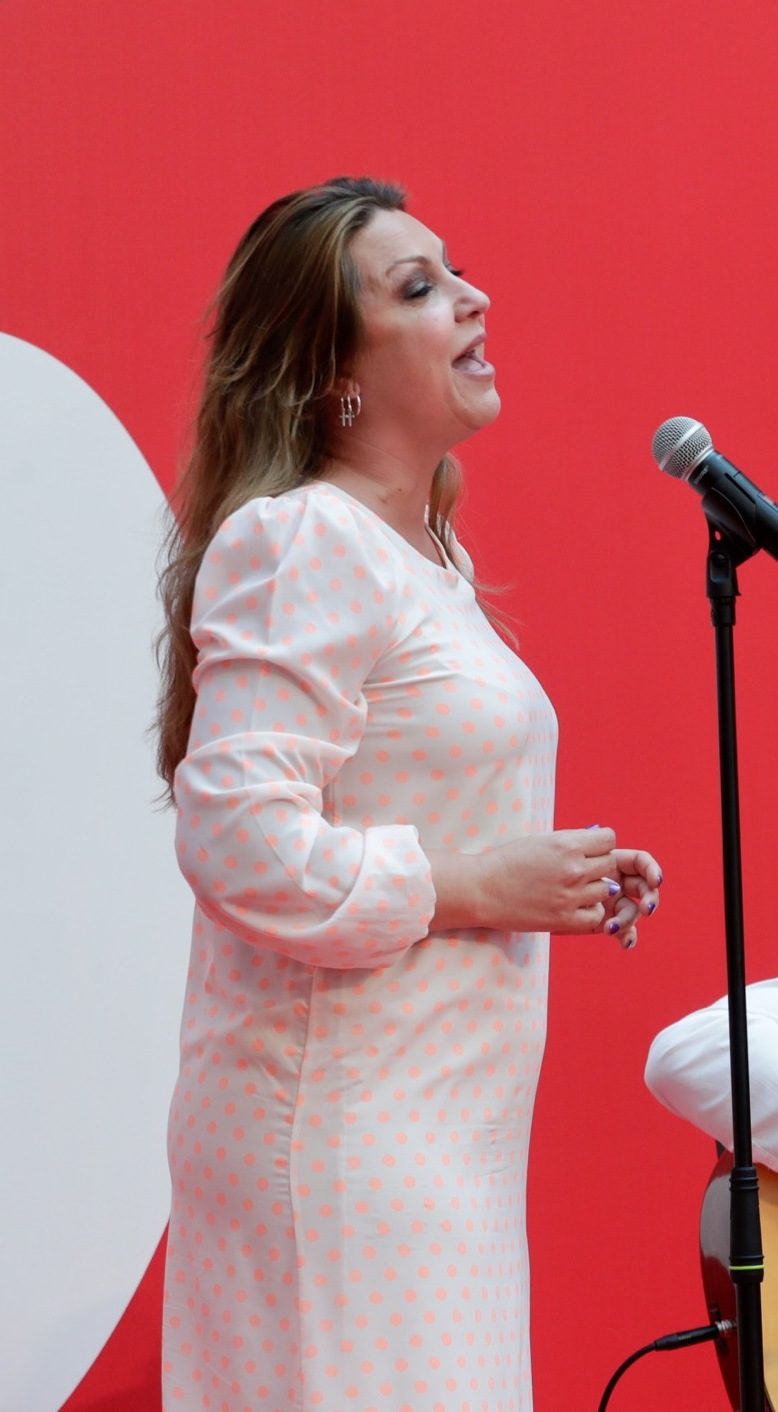
Niña Pastori (2017) Equipo Malú
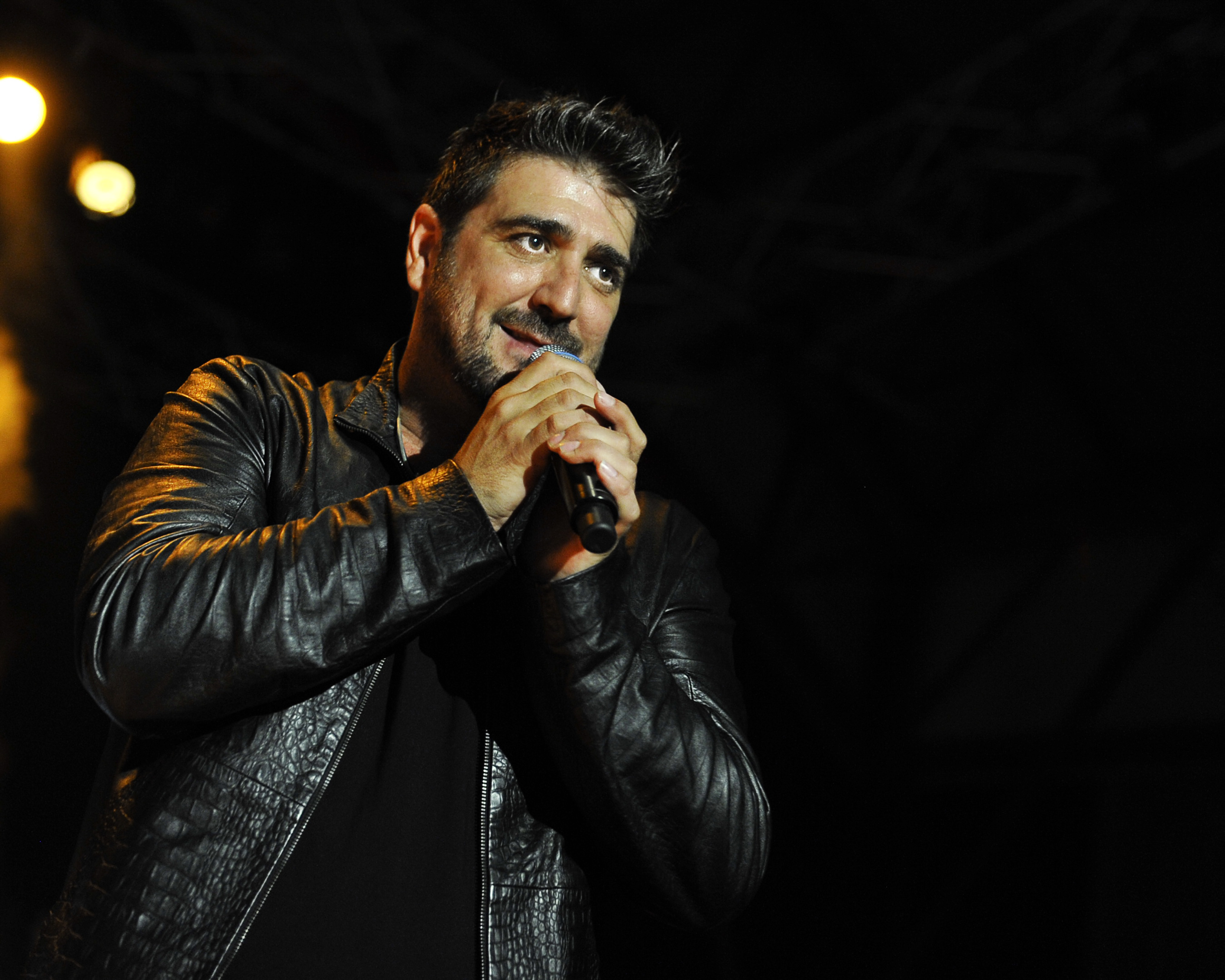
Antonio Orozco (2017) Equipo Pablo
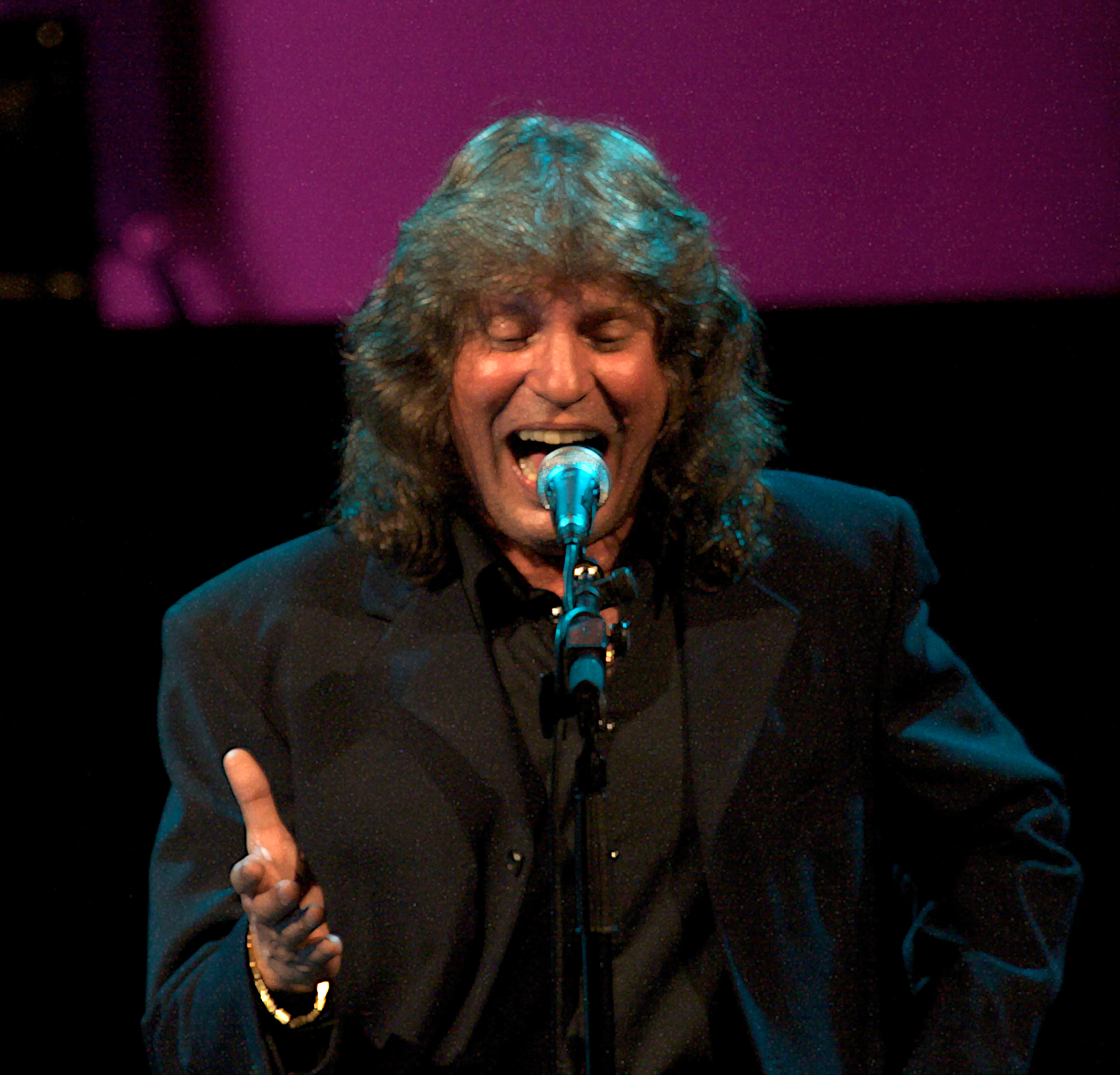
José Mercé Equipo Alejandro (2016) Equipo Alejandro (2015)
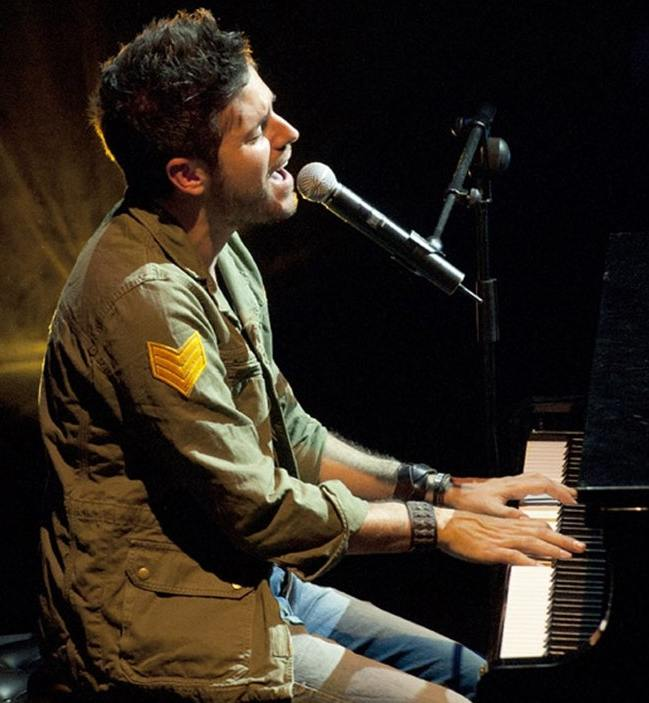
Pablo López Equipo Malú (2016) Equipo Antonio (2015)
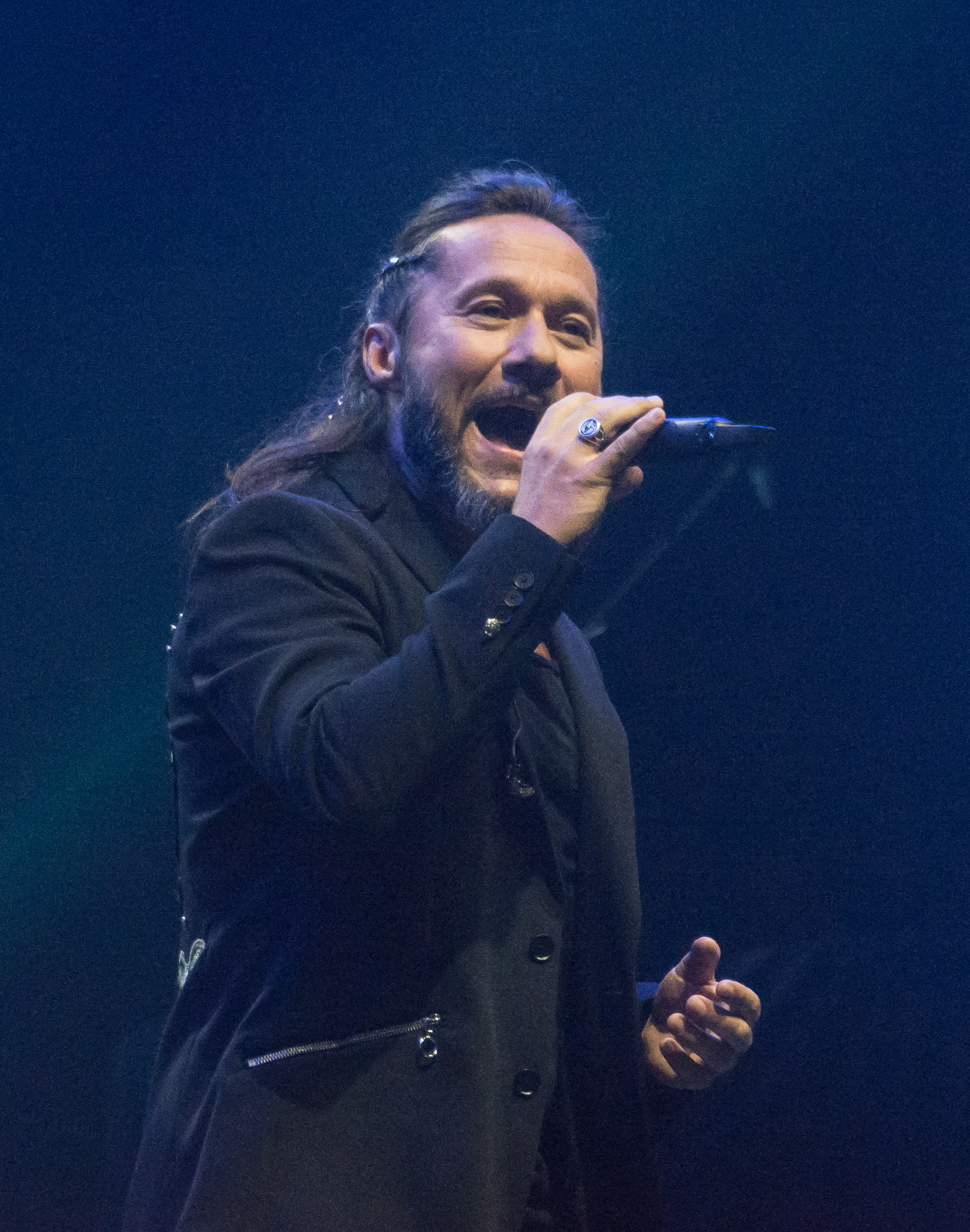
Diego Torres (2016) Equipo Melendi
Álex Ubago (2015) Equipo Laura Álex Ubago (2015) Equipo Laura
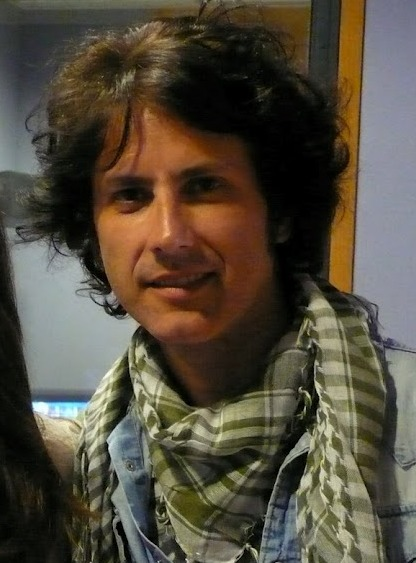
Coti (2013) Equipo Rosario
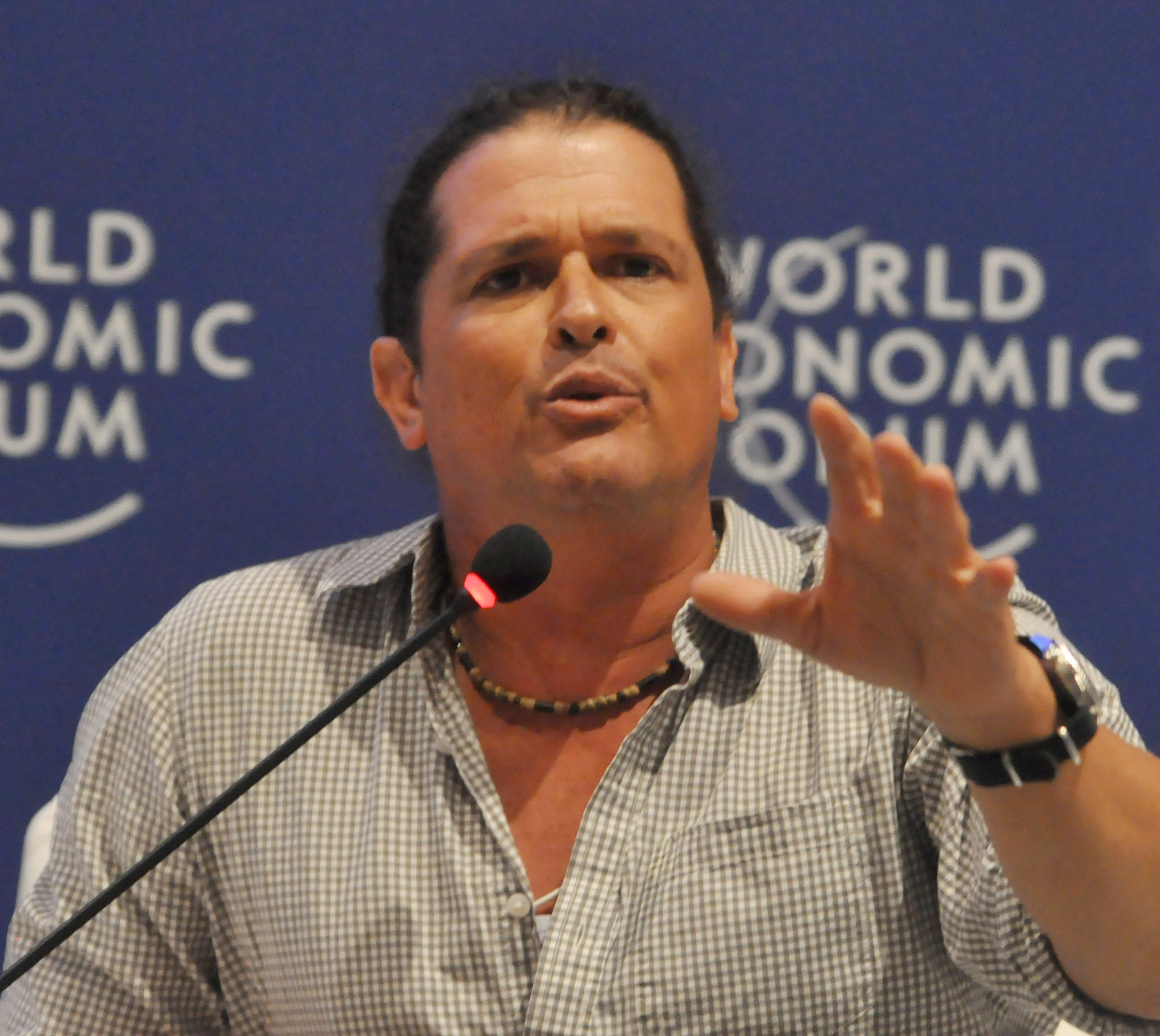
Carlos Vives (2013) Equipo Malú
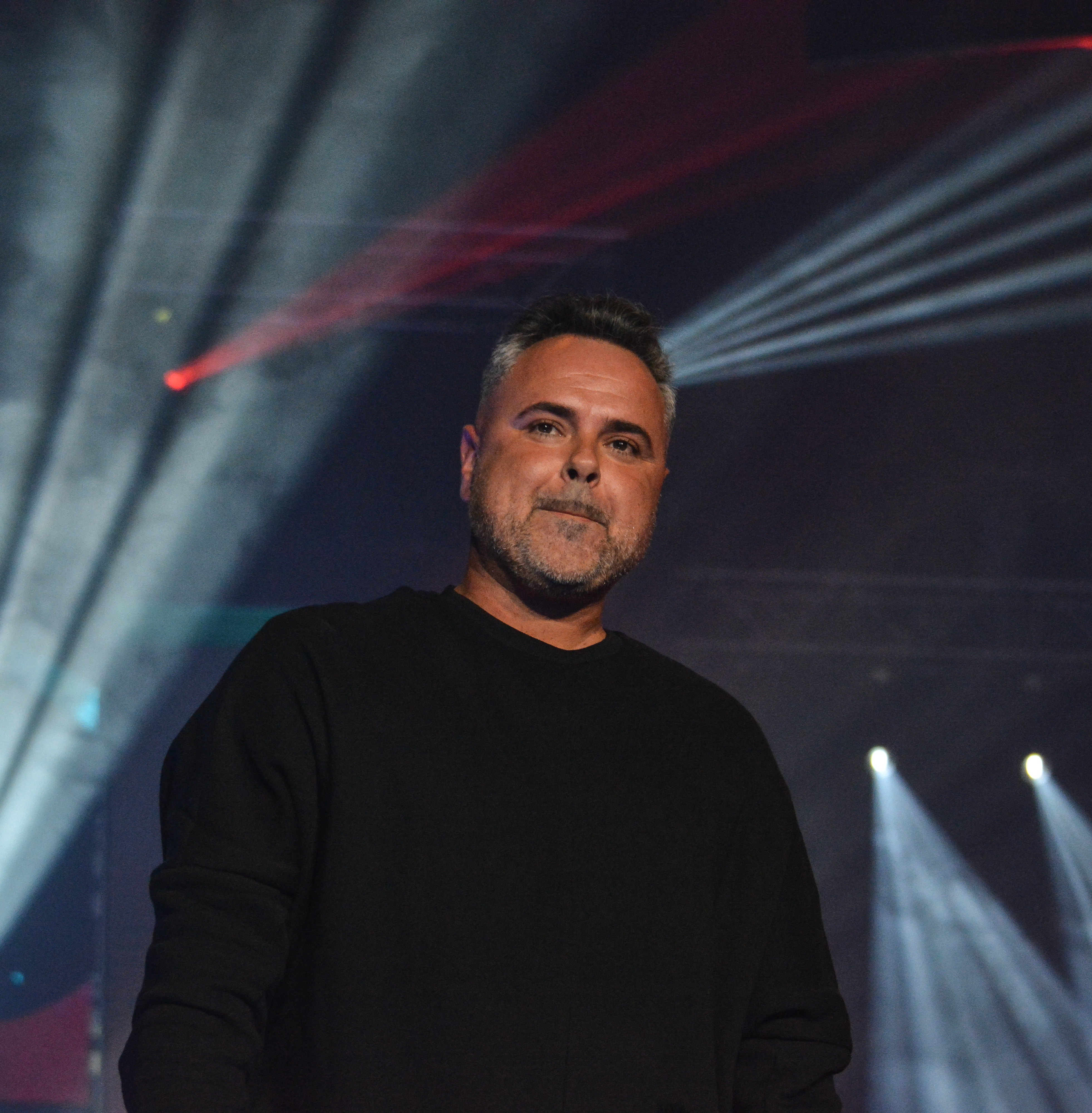
Juan Magán (2013) Equipo Antonio
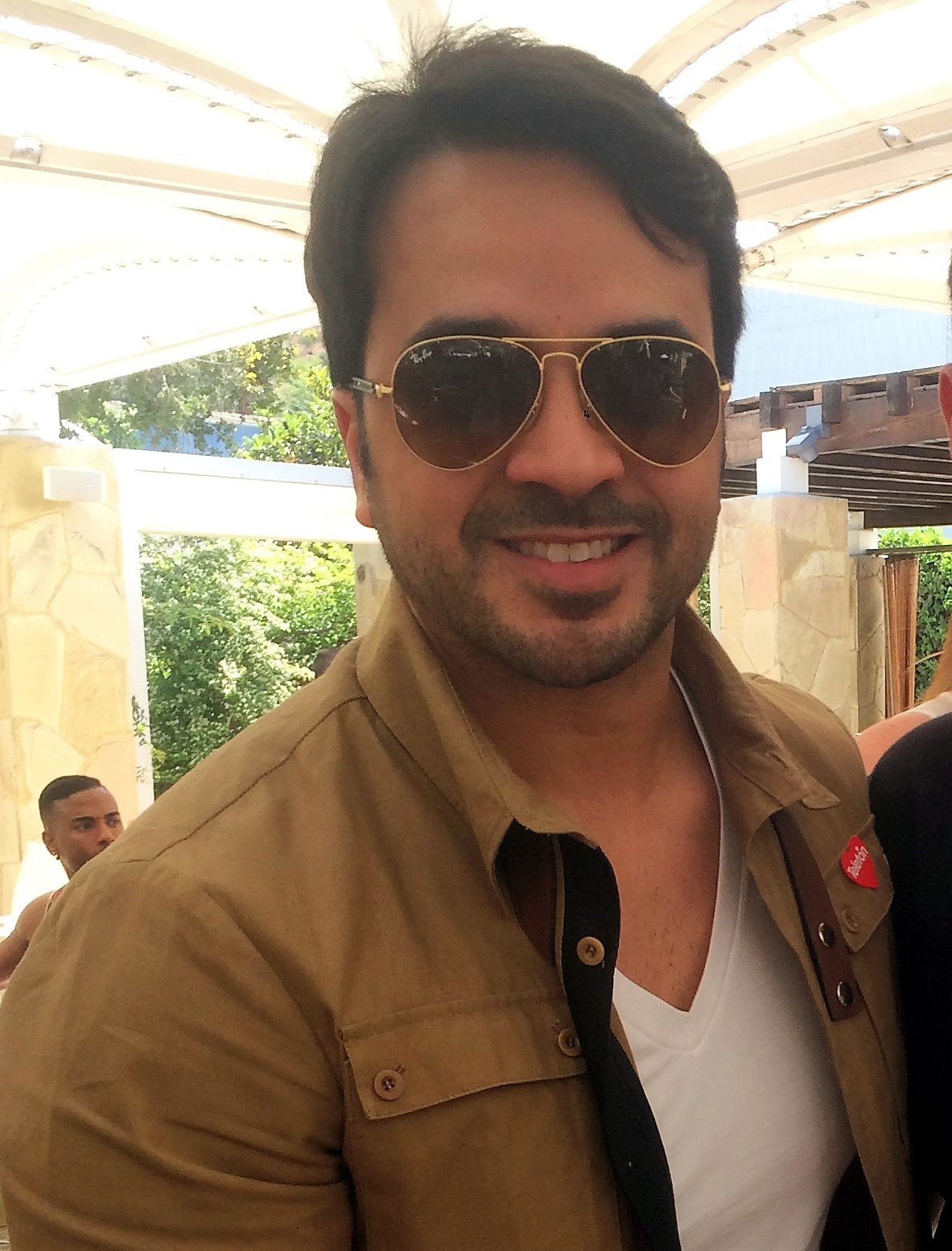
Luis Fonsi (2012) Equipo David
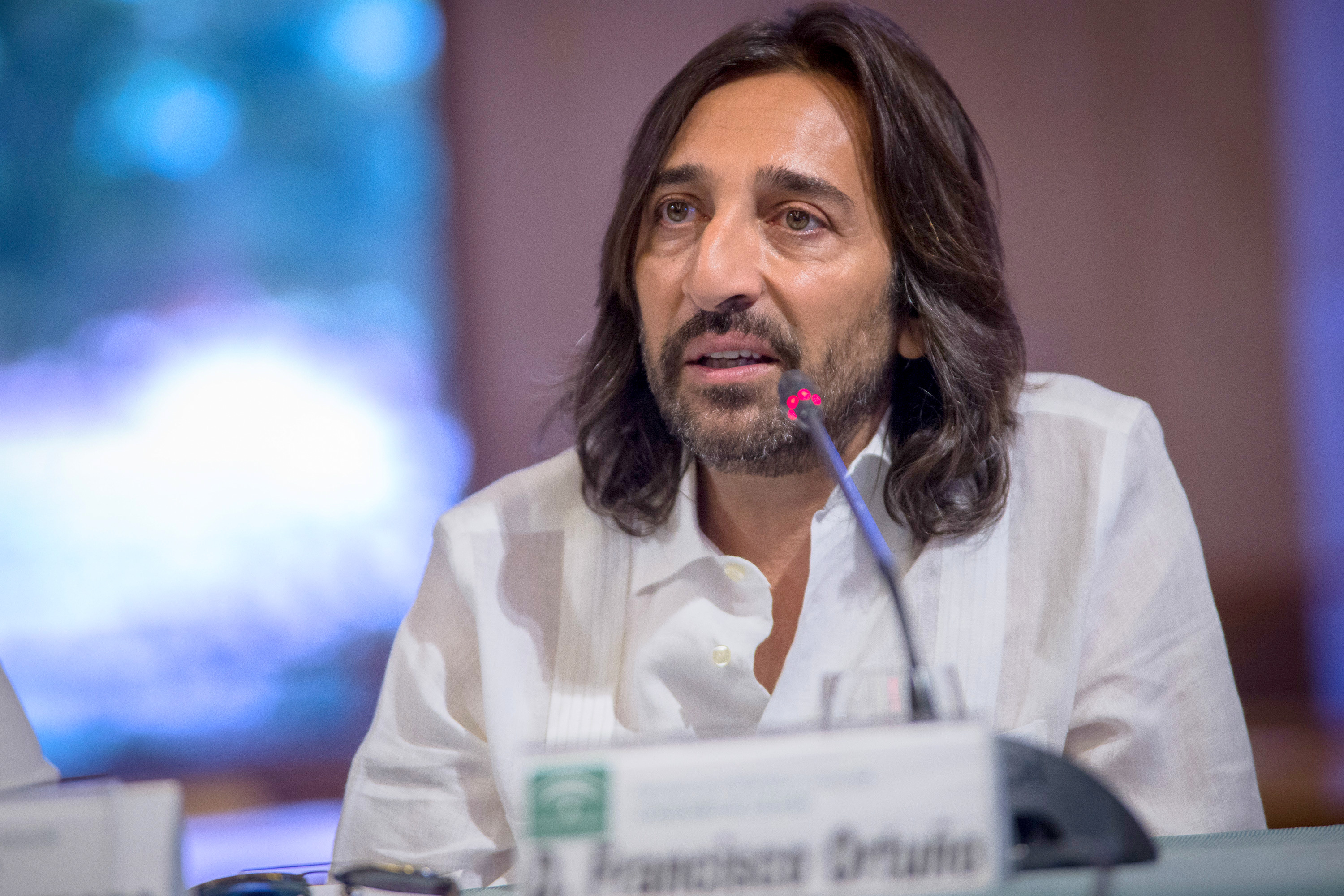
Antonio Carmona (2012) Equipo Rosario
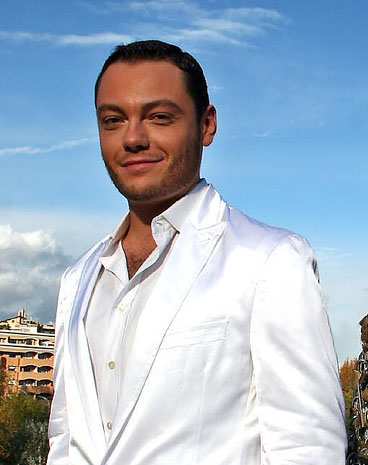
Tiziano Ferro (2012) Equipo Malú
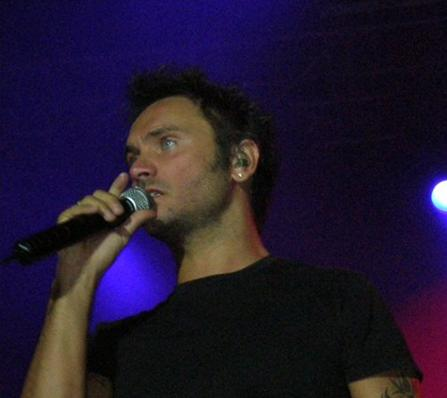
Nek (2012) Equipo Melendi

## Equipos (por orden de sillas)
| Temporada | Coaches                                                                                              | Coaches                                                                                            | Coaches                                                                                    | Coaches                                                                                     |
| 1         | David Bisbal                                                                                         | Rosario Flores                                                                                     | Malú                                                                                       | Melendi                                                                                     |
| --------- | --- | -------------------------------------------------------------------------------------------------- | ------------------------------------------------------------------------------------------ | ------------------------------------------------------------------------------------------- |
| 1         | Rafa Blas Paco Arrojo Brequette Cassie Yanela Brooks                                                 | Jorge González Angélica Leyva Anabella Arregui Emmanuel Lehmann                                    | Pau Piqué Iolanda Rodríguez Nuria Martínez Rebeca Moscardó                                 | Maika Barbero Neus Ferri Paula Rojo Susanna del Río                                         |
| 2         | David Bisbal                                                                                         | Rosario Flores                                                                                     | Malú                                                                                       | Antonio Orozco                                                                              |
| 2         | Dina Arriaza Darío Benítez Jordi Galán Álex Escribano Tina Riobo Susana Sheiman                      | Estela Amaya Idoia Bediaga Ivet Vidal Gabrielle Serrini Sandra Rodrigo Brigitte Emaga              | David Barrull Silverio Belmonte Amynata Sow Mandy Santos Alba Lucía López Janyssha Lyon    | Jaume Mas Damon Robinson Cristina Rueda Ainhoa Aguilar Agustín Tirado David Velardo         |
| 3         | Alejandro Sanz                                                                                       | Laura Pausini                                                                                      | Malú                                                                                       | Antonio Orozco                                                                              |
| 3         | Marcos Martins José Manuel Más Irene Lombard Saúl Quirós                                             | Maverick López Jessica "La Flaka" Pablo Galiano Rai Machado                                        | Joaquín Garli Diana Tarín Diego Cartón Juañarito                                           | Antonio José Raquel Garrido Alba Villanueva & Marta Villanueva Antonio Tomás Olmo           |
| 4         | Alejandro Sanz                                                                                       | Manuel Carrasco                                                                                    | Malú                                                                                       | Melendi                                                                                     |
| 4         | Thais Rudiño Esperanza Delgado Manu González Carlos de Pepa Jeffrey Pop Noelia de la Flor            | Carlos Torres José María Moreno "Luiso" Esmeralda Colette Álex Forriols María Cambas Lieta Molinet | Irene Caruncho Mayte Maya Suzanna Abellán Shanti Gordi María La Caria Cris Ases "La Cris"  | Mario Jiménez Sahra Lee Belinda Falcón Bandile Paul Alone Deborah Ayo                       |
| 5         | Juanes                                                                                               | Manuel Carrasco                                                                                    | Malú                                                                                       | Pablo López                                                                                 |
| 5         | Pedro Hernández Herrera Elena Alberdi Samuel Guedes Berta Bittersweet Carmelo Jiménez Vincent Loukas | Alba Gil Santana Carlos Villa (Charlie) Omar Moro Fredrik Strand Sergio Bermejo (Gio) Luna García  | Samuel Cuenda Sánchez Charo Giménez Ricardo Mestre Genara Cortés Adib Sayegh Víctor Branch | Gabrielle Dellolio Laura Rubio Kamila Velázquez Jennifer Fourcart Renzo Santana Jesús Martí |
| 6         | Pablo López                                                                                          | Paulina Rubio                                                                                      | Luis Fonsi                                                                                 | Antonio Orozco                                                                              |
| 6         | Andrés Martín Auba Estela Murillo Javier Erro Palomy López                                           | Ángel Cortés Viky Lafuente Hugo Marlo Susana Montaña                                               | María Espinosa Linda Rodrigo Álex Palomo Joel Lion                                         | Javi Moya Marcelino Damion Lorena Fernández Lia Kali                                        |
| 7         | Alejandro Sanz                                                                                       | Pablo López                                                                                        | Laura Pausini                                                                              | Antonio Orozco                                                                              |
| 7         | Rafael Ruiz Adam Ainouz Haizea Gómez                                                                 | Roger Padrós Miguelichi López Dayana Emma                                                          | Kelly Isaiah Ogbebor Paula Espinosa Carlota Palacios Juan José Alba                        | Johanna Polvillo Curricé Antonio Villar                                                     |
| 8         | Pablo Alborán                                                                                        | Malú                                                                                               | Alejandro Sanz                                                                             | Luis Fonsi                                                                                  |
| 8         | Inés Manzano Marina Jiménez Tyler Middlemiss Carlos Galí María Ibikule "Toyemi"                      | Ezequiel Montoya Besay Pérez Jesús Peguero Fran Valenzuela                                         | Julio Benavente Karina Pasian Isabel Molina (Beli) Alice Reay                              | Carlos Ángel Valdés Diana Larios Irene Nández Daniel Gómez                                  |
| 9         | Luis Fonsi                                                                                           | Pablo López                                                                                        | Laura Pausini                                                                              | Antonio Orozco                                                                              |
| 9         | Génesis de Jesús Antón Pérard Juan García (Milos) Tayra Taylor                                       | Javier Santacruz Ana Corbel Alba Ed-Dounia Teresa Luis                                             | Ana González Sergio Boccio Fran Flores Gabriel Herrera                                     | Javier Crespo Salma Díaz Jonatan Santiago Juan Motos                                        |
| 10        | Luis Fonsi                                                                                           | Pablo López                                                                                        | Malú                                                                                       | Antonio Orozco                                                                              |
| 10        | Elsa Tortonda Phindile Felicia Lucía Campa La Llave María Díaz-Leante                                | Pablo Verdeguer Lucas Feliz Julieta Carrasco Mª del Mar Santoyo                                    | Larisa Rodríguez Dária Shevchenko Luna Orleans Bárbara Calipso                             | Miguel Carrasco Nereida Sanchón Noemí Fernández Alejandro Pastelero                         |
| 11        | Luis Fonsi                                                                                           | Pablo López                                                                                        | Malú                                                                                       | Antonio Orozco                                                                              |
| 11        | Alan Brizuela Rocío Torio Ricardo Alonso La Jose Lucas Silveira                                      | Lola Eme Gara Alemán Pol Cardona Jaime Allepuz                                                     | Diego García Erwin Hernández Yael Levi Salvador Rodríguez                                  | Manuel Ayra Flori Alexandra Ginés González                                                  |

     1.º lugar
     2.º lugar
     3.er lugar
     4.º lugar
     Sin finalista
- Los finalistas de cada equipo están ubicados al principio de la lista, en negrita.
- Los participantes están listados en el orden en el cual fueron siendo eliminados.
- Los participantes están ordenados según la temporada en la cual han participado y el entrenador con el que participaron.

## Coaches/ Victorias
| Edición         | 1  | 2  | 3  | 4  | 5  | 6  | 7  | 8  | 9  | 10 | 11 |
| --------------- | -- | -- | -- | -- | -- | -- | -- | -- | -- | -- | -- |
| David Bisbal    | 1º | 2º |    |    |    |    |    |    |    |    |    |
| Rosario Flores  | 2ª | 4ª |    |    |    |    |    |    |    |    |    |
| Malú            | 4ª | 1ª | 4ª | 1ª | 3ª |    |    | -  |    | -  | -  |
| Melendi         | 3º |    |    | 3º |    |    |    |    |    |    |    |
| Antonio Orozco  |    | 3º | 1º |    |    | 3º | 2º |    | 1º | 2º | 1º |
| Alejandro Sanz  |    |    | 2º | 4º |    |    | -  | 2º |    |    |    |
| Laura Pausini   |    |    | 3ª |    |    |    | 1ª |    | 3ª |    |    |
| Manuel Carrasco |    |    |    | 2º | 1º |    |    |    |    |    |    |
| Juanes          |    |    |    |    | 4º |    |    |    |    |    |    |
| Pablo López     |    |    |    |    | 2º | 1º | -  |    | -  | 3º | 2º |
| Paulina Rubio   |    |    |    |    |    | 4ª |    |    |    |    |    |
| Luis Fonsi      |    |    |    |    |    | 2º |    | 3º | 2º | 1º | 3º |
| Pablo Alboran   |    |    |    |    |    |    |    | 1º |    |    |    |

## Resumen
| Temp. | Año  | Ganador           | Subcampeón         | Tercer lugar        | Cuarto lugar      | Coach Ganador     | Conductor     | Coaches (orden de las sillas) | Coaches (orden de las sillas) | Coaches (orden de las sillas) | Coaches (orden de las sillas) | Coaches (orden de las sillas) | Cadena |
| Temp. | Año  | Ganador           | Subcampeón         | Tercer lugar        | Cuarto lugar      | Coach Ganador     | Conductor     | 1                             | 2                             | 3                             | 4                             | Regreso                       | Cadena |
| ----- | ---- | ----------------- | ------------------ | ------------------- | ----------------- | ----------------- | ------------- | ----------------------------- | ----------------------------- | ----------------------------- | ----------------------------- | ----------------------------- | ------ |
| 1     | 2012 | Rafa Blas         | Jorge González     | Maika Barbero       | Pau Piqué         | David Bisbal      | Jesús Vázquez | David                         | Rosario                       | Malú                          | Melendi                       | N/A                           |        |
| 2     | 2013 | David Barrull     | Dina Arriaza       | Jaume Mas           | Estela Amaya      | Malú              | Jesús Vázquez | David                         | Rosario                       | Malú                          | Antonio                       | N/A                           |        |
| 3     | 2015 | Antonio José      | Marcos Martins     | Maverick López      | Joaquín Garli     | Antonio Orozco    | Jesús Vázquez | Alejandro                     | Laura                         | Malú                          | Antonio                       | N/A                           |        |
| 4     | 2016 | Irene Caruncho    | Carlos Torres      | Mario Jiménez       | Thais Rudiño      | Malú              | Jesús Vázquez | Alejandro                     | Manuel                        | Malú                          | Melendi                       | N/A                           |        |
| 5     | 2017 | Alba Gil Santana  | Gabrielle Dellolio | Samuel Cuenda       | Pedro Hernández   | Manuel Carrasco   | Jesús Vázquez | Juanes                        | Manuel                        | Malú                          | Pablo                         | N/A                           |        |
| 6     | 2019 | Andrés Martín     | María Espinosa     | Javi Moya           | Ángel Cortés      | Pablo López       | Eva González  | Pablo                         | Paulina                       | Fonsi                         | Antonio                       | N/A                           |        |
| 7     | 2020 | Kelly Isaiah      | Johanna Polvillo   | Paula Espinosa      | Curricé           | Laura Pausini     | Eva González  | Alejandro                     | Pablo                         | Laura                         | Antonio                       | Miriam                        |        |
| 8     | 2021 | Inés Manzano      | Julio Benavente    | Carlos Ángel Valdés | Karina Pasian     | Pablo Alborán     | Eva González  | Alborán                       | Malú                          | Alejandro                     | Fonsi                         | Miriam                        |        |
| 9     | 2022 | Javier Crespo     | Génesis de Jesús   | Ana González        | Sergio del Bocho  | Antonio Orozco    | Eva González  | Fonsi                         | Pablo                         | Laura                         | Antonio                       | N/A                           |        |
| 10    | 2023 | Elsa Tortonda     | Miguel Carrasco    | Nereida Sanchón     | Pablo Verdeguer   | Luis Fonsi        | Eva González  | Fonsi                         | Pablo                         | Malú                          | Antonio                       | Miriam                        |        |
| 11    | 2024 | Manuel Ayra       | Lola Eme           | Alan Brizuela       | Gara Alemán       | Antonio Orozco    | Eva González  | Fonsi                         | Pablo                         | Malú                          | Antonio                       | N/A                           |        |
| 12    | 2025 | Próxima temporada | Próxima temporada  | Próxima temporada   | Próxima temporada | Próxima temporada | Eva González  | Yatra                         | Pablo                         | Malú                          | Mika                          | N/A                           |        |

## Formato
La voz es la versión de La voz para adultos entre 18 y 59 años. Esta cuenta con cuatro fases diferentes durante la competencia.

### Fase 1: las audiciones a ciegas
En esta fase, los cuatro coaches estarán de espaldas a los participantes y se guiarán únicamente por su voz. Si la voz del concursante conquista a un miembro del jurado, este pulsará un botón que hará girar su silla para poder ver al participante. De esta manera, demostrará que desea que este concursante forme parte de su equipo. Si más de un entrenador oprime el botón, el participante tendrá la opción de decidir con cual de los cuatro quiere formarse en esta competición; pero si un único entrenador pulsa el botón, el concursante se irá a su equipo automáticamente. En caso de que nadie del jurado pulse el botón, significará que el participante no ha sido seleccionado.

### Fase 2: las batallas
En esta etapa, los coaches se verán obligados a reducir su equipo a un tercio. Deberán enfrentar a sus integrantes en un ring. Quienes se enfrenten deberán demostrar quién tiene la mejor voz. Al final, cada entrenador tomará la decisión de a quién eliminar, que tendrá que abandonar la competición. Para que los coaches puedan tomar una decisión, son asesorados por otros cantantes.

### Fase 3: el último asalto
Cada concursante deberá defender ante los miembros del jurado y asesores de los mismos su tema de las audiciones a ciegas. De cada equipo, se elegirán a los semifinalistas de La Voz.

### Fase 4: la gran final
Esta última fase del programa engloba dos partes: La semifinal y la final. Los finalistas cantarán temas individualmente, así como con sus respectivos coaches, además de las actuaciones con artistas invitados. Tras la primera eliminación, solo 4 concursantes pelearán por la victoria.

## La Voz (2012)
- 19 de septiembre de 2012 - 19 de diciembre de 2012

Fue estrenada y emitida en Telecinco, el 19 de septiembre de 2012. El talent show está siendo presentado por Jesús Vázquez en las galas semanales y acompañado de Tania Llasera como reportera web en el backstage de La Voz. El debut de La voz fue el programa más visto de la televisión durante ese día, estrenándose con un total de 4,6 millones de espectadores y un 30,6 % de cuota de pantalla entre las 22:30 y las 01:06 a. m.. Destacar que a medida el programa avanzaba, el share iba en aumento hasta alcanzar los 5,7 millones de telespectadores (el 33,7% de cuota) e incluso llegando a registrar el minuto de oro más visto del día. Por otro lado, más de 10 millones de espectadores (en total: 10 424 000) conectaron en algún momento con el estreno del programa durante su emisión. Así las cosas, Telecinco ganó en las franjas de "prime time" y "late night" con un 20,3 % y 28,9 % respectivamente.
A medida que el programa ha ido avanzando, la audiencia ha aumentado. También destaca el éxito en las redes sociales, donde se ha convertido en un fenómeno social con más de 80 TT nacionales, 30 TT mundiales y más del 96 % de "share" social.

### Audiciones
El 28 de diciembre, la cadena Telecinco y Boomerang TV iniciaron la búsqueda de un grupo de aspirantes que destacaran por su calidad vocal. Para ello, puso en marcha un proceso de selección de concursantes para participar en La voz basado en el exitoso formato internacional del momento, The Voice. Los aspirantes que quisieran formar parte en el proceso de selección del concurso de talentos de Telecinco, debían inscribirse en la página de la cadena (www.telecinco.es) o a través de un teléfono habilitado al efecto que fue promocionado en antena mediante una campaña publicitaria.
El 17 de febrero de 2012, Telecinco dio a conocer en una publicación en la página oficial del programa, los datos oficiales de la primera fase del proceso de selección de La voz, donde más de 10.000 personas se habían presentado a las audiciones para formar parte de la primera edición de The Voice en España. Además, el equipo de casting ya tiene seleccionado a 2.000 participantes de diferentes puntos del país, entre ellos, en Madrid, Barcelona, Valencia, Sevilla, Galicia, Canarias y Bilbao. Seis meses después (diciembre de 2011) de que la productora empezara a buscar a los protagonistas en las fases de audiciones a través de Internet, el 27 de junio de 2012, Rafa Tena, productor musical del programa y la cadena que lo emite, dieron por finalizado el proceso de selección. El productor comentó que «van a salir candidatos con un posible recorrido discográfico» mientras el grupo Mediaset «ha habido muchas cantantes del estilo Mariah Carey o Whitney Houston, pero no perseguíamos eso». El mismo día del cierre de proceso, el equipo de selección informó que recibieron más de 13 500 solicitudes, parte de ello, 6500, fueron a través de la página oficial del programa y el resto en llamadas telefónicas. Entre otras cosas cabe destacar que entre las solicitudes recibidas, se ha realizado una preselección de 5200 aspirantes.

### Coaches
| Nombre         | Asesores        |
| -------------- | --------------- |
| David Bisbal   | Luis Fonsi      |
| Rosario Flores | Antonio Carmona |
| Melendi        | Nek             |
| Malú           | Tiziano Ferro   |

### Equipos
|    |                         | Equipo Bisbal     | Equipo Rosario Flores | Equipo Melendi     | Equipo Malú |
| -- | ----------------------- | ----------------- | --------------------- | ------------------ | ----------- |
|    | 1                       | Rafa Blas         | Jorge González        | Maika Barbero      | Pau Piqué   |
| 2  | Paco Arrojo             | Angélica Leyva    | Neus Ferri            | Iolanda Rodríguez  |             |
| 3  | Brequette Cassie        | Anabella Arregui  | Paula Rojo            | Nuria Martínez     |             |
| 4  | Yanela Brooks           | Emmanuel Lehmann  | Susanna del Río       | Rebeca Moscardó    |             |
| 5  | Nieves Hidalgo          | Anael Santana     | Eduardo Ruimán        | Efrén García       |             |
| 6  | Lola Dorado             | Mónica Guech      | Claritzel Miyares     | Héctor Roldán      |             |
| 7  | Mara Ferrándiz          | Juan Carlos Mata  | Javi Mota             | Alejandro Canals   |             |
| 8  | Sharay Abellán          | Estitxu Pinatxo   | Marta Santamaría      | Isabel Barría      |             |
| 9  | María Pérez Marta Pérez | Noemí Calumarte   | Javier Brichis        | Elisabeth López    |             |
| 10 | Yolanda Vierge          | David Santiago    | Mercedes Pérez        | María Moreta       |             |
| 11 | David Ros               | Abraham Fernández | Mirela Cabero         | Beatriz Herrero    |             |
| 12 | Eva María Cortés        | Lorena Ruíz       | Miguel Kocina         | Manuela Paz        |             |
| 13 | Sandra Arco             | Nuria Martorell   | Yhadira García        | Nicky Triphook     |             |
| 14 | Virginia Alexandre      | Damaris Martínez  | Tony Amboaje          | Macarena Fernández |             |

     La Voz (ganador).
     Segundo finalista.
     Tercer finalista.
     Cuarto finalista.
     Concursante expulsado en las galas en directo: Semifinal.
     Concursante expulsado en las galas en directo: Cuartos de final.
     Concursante expulsado en las galas en directo: Octavos de final.
     Concursante eliminado en el último asalto (sing-off).
     Concursante eliminado en la ronda de batallas.
     Concursante abandonó voluntariamente el concurso.

## La Voz 2 (2013)
- 16 de septiembre de 2013 - 18 de diciembre de 2013

El jueves 13 de diciembre de 2012, Telecinco y Boomerang TV confirmaron en rueda de prensa que habría una segunda edición del programa y que llegaría a las pantallas previsiblemente en 2013. Por otro lado, Manuel Villanueva, director de Contenidos de Mediaset España explicó que «La voz es un fenómeno social que ha entrado en la historia de la televisión de este país; sería imposible no renovar». Se tiene previsto que el plató de esta segunda edición sea mayor que el de la anterior para «dar más espectacularidad y mejorar la puesta en escena». También serán introducidos algunos cambios en la dinámica del concurso, previsiblemente el robo de concursantes descartados por los otros coaches, tal y como se hace en la versión estadounidense de La voz.
Respecto a la continuidad de los coaches, Melendi confirmó el 22 de enero de 2013 que no estaría en la segunda edición del concurso. El mismo día, David Bisbal admitió en una entrevista que «será difícil compaginar mi agenda con La voz». El 23 de enero se publicó que Rosario Flores tampoco continuaría en el programa, y que sería sustituida por David DeMaría, lo que rápidamente fue desmentido por su representante a través de Twitter: «La noticia aparecida sobre la no participación de Rosario en La voz no es cierta. La "monstrua" está encantada con La voz». El 27 de enero Leonardo Baltanás, director de producción de contenidos de Telecinco, explicó que desde la cadena se espera cambiar lo mínimo posible los coaches y que a pesar de la confirmación de la marcha de Melendi del programa, «a Telecinco no le consta este hecho. No hemos establecido todavía contactos y ninguno nos ha dicho nada». El 30 de enero el propio Melendi se desdijo de sus palabras, asegurando que «Nunca puedo decirle un no rotundo a un programa que me ha dado tanto», aunque a pesar de ello su continuidad en La voz será «muy difícil. Es un programa que exige una fuerte dedicación, no vale estar de cualquier forma y yo ante todo soy cantante. Voy a tener mucho trabajo, con disco nuevo, una gira muy extensa y viajes a Latinoamérica y va a ser difícil compaginarlo todo». Tres días después, confirma definitivamente su marcha del programa.
En abril de 2013, la cadena principal de Mediaset España, Telecinco, anunció que la segunda edición de su talent show estrella (La voz) contaría con dos galas más, haciendo en total quince entregas, además desvelaron que otras de las novedades importantes de cara a la nueva temporada es que podrán asistir concursantes de la primera edición que no pasaron la selección de las "Audiciones a ciegas" y volverán a ser juzgados por los coaches del programa. Por último, añadieron que las grabaciones del concurso musical comenzarían a rodarse en época estival.
El 9 de mayo de 2013 se confirmó que Malú, David Bisbal y Rosario Flores continuarán siendo coaches de La Voz en su segunda edición, en cambio Melendi no seguirá en el programa, usando como pretexto el agotamiento del funcionamiento del programa. Para sustituirlo se barajan varios nombres, siendo los candidatos favoritos Estopa o Macaco. Más tarde, Alejandro Sanz, preguntado sobre si aceptaría ser entrenador de la segunda edición de La voz en España por varios medios de comunicación —durante la presentación de su gira en el Palacio de los Deportes de Madrid— el 22 de mayo, el cantante comentó que «es un programa que me gusta mucho y no me importaría ocupar la silla que aún queda vacante». Cabe también destacar que según los rumores, el máximo favorito para convertirse en el sustituto de Melendi era Antonio Orozco, aunque también se habló de otros nombres como el jerezano David DeMaría. Finalmente, se confirmó que el cuarto miembro del jurado sería Antonio Orozco.

### Audiciones
El 17 de abril de 2013, Telecinco abrió el "casting" de la segunda edición de La voz. Asimismo incluyó la selección de aspirantes para su versión infantil, La voz Kids. Al igual que la técnica de selección anterior, la cadena y productora habilitaron dos vías para acceder al proceso de selección de participantes. Casi un mes después, el lunes 13 de mayo, se puso en marcha en la ciudad de Madrid, la fase presencial de las audiciones de ambos espacios. Tras las primeras pruebas en la capital de España, el equipo del programa continuó la convocatoria de selección de candidatos en Barcelona, Sevilla, Las Palmas de Gran Canaria, Valencia, Bilbao y La Coruña. A finales del mes de junio de 2013, se dio a conocer los datos del proceso de selección, donde más de 15 000 aspirantes se presentaron para formar parte de la segunda temporada del concurso en España. Además, el equipo de "casting" ya seleccionó a 1 500 participantes de diferentes ciudades del país con edades comprendidas entre los dieciséis y ochenta años.

### Coaches
| Nombre         | Asesores         |
| -------------- | ---------------- |
| Malú           | Carlos Vives     |
| David Bisbal   | Cali & El Dandee |
| Antonio Orozco | Juan Magán       |
| Rosario Flores | Coti             |

### Equipos
|    |                        | Equipo Malú      | Equipo Bisbal        | Equipo Antonio     | Equipo Rosario |
| -- | ---------------------- | ---------------- | -------------------- | ------------------ | -------------- |
|    | 1                      | David Barrull    | Dina Arriaza         | Jaume Mas          | Estela Amaya   |
| 2  | Silverio Belmonte      | Darío Benítez    | Damon Robinson       | Idoia Bediaga      |                |
| 3  | Amynata Sow            | Jordi Galán      | Cristina Rueda       | Ivet Vidal         |                |
| 4  | Mandy Santos           | Álex Escribano   | Ainhoa Aguilar       | Gabrielle Serrini  |                |
| 5  | Alba Lucía López       | Tina Riobo       | Agustín Tirado       | Sandra Rodrigo     |                |
| 6  | Janyssha Lyon          | Susana Sheiman   | David Velardo        | Brigitte Emaga     |                |
| 7  | Nora Jiménez (Norykko) | Lydia Lauren     | Eduardo Ruíz         | Xino Gómez         |                |
| 8  | Luciano Méndez         | María Ayo        | Sandra Morales       | Gonzalo Alcaín     |                |
| 9  | Martín Bueno           | Alejandro Udó    | Noelia García (Nowi) | María Amolategi    |                |
| 10 | Trinidad Amador        | Susana Ruíz      | Leyna Sadki          | Marcos Galindo     |                |
| 11 | Sergio Rojas           | Marta Oliva      | Bárbara Isasi        | José Ramírez       |                |
| 12 | Inma Herrera           | Paula Espinosa   | Elena Grau           | Ana Ortega Santos  |                |
| 13 | Erika Gómez            | Virginia Mos     | Rangel Da Silva      | María Carmen Muyor |                |
| 14 | Marta Pons             | Estíbaliz Martín | Rocío Rivas          | Cissy Miranda      |                |
| 15 | Cassandra de Rosa      | Robert Matchez   | Haley Haitz          | Jorge Moreno       |                |
| 16 | Lydia Lauren           | Leyna Sadki      | Nacho Lezcano        | Yoio Cuesta        |                |
| 17 | Gabrielle Serrini      | Alba Lucía López | Andrea Beltrán       | Odette Suárez      |                |
| 18 | Marcos Galindo         | David Velardo    | Alejandro Udó        | Trinidad Amador    |                |

     La Voz (ganador).
     Segundo finalista.
     Tercer finalista.
     Cuarto finalista.
     Concursante expulsado en las galas en directo: Semifinal.
     Concursante expulsado en las galas en directo: Cuartos de final.
     Concursante eliminado en el último asalto (knockouts).
     Concursante cambia de equipo al ser «robado» por otro entrenador tras perder su batalla.
     Concursante eliminado en la ronda de batallas.

## La Voz 3 (2015)
- 23 de marzo de 2015 - 24 de junio de 2015

Después de su segunda edición, Telecinco y Boomerang TV anunciaron que habría una tercera entrega de La voz. Su producción comenzará en enero de 2015, estrenando esta edición el 23 de marzo de ese mismo año.

### Audiciones
Durante el verano y otoño de 2014 se realizaron los "casting" por toda la geografía española, y las audiciones a ciegas de "La voz 3" comenzaron a grabarse el sábado 10 de enero de 2015, conjuntamente con las audiciones de "La voz Kids 2", por motivos de logística y aprovechamiento del plató. Diez días más tarde, el martes 20 de enero, se completaban los equipos y se finalizaba así la grabación de las audiciones a ciegas.

### Coaches
| Nombre         | Asesores       |
| -------------- | -------------- |
| Antonio Orozco | Pablo López    |
| Alejandro Sanz | José Mercé     |
| Laura Pausini  | Álex Ubago     |
| Malú           | Rosario Flores |

### Equipos
|    |                                  | Equipo Antonio           | Equipo Alejandro       | Equipo Laura    | Equipo Malú   |
| -- | -------------------------------- | ------------------------ | ---------------------- | --------------- | ------------- |
|    | 1                                | Antonio José             | Marcos Martins         | Maverick López  | Joaquín Garli |
| 2  | Raquel Garrido                   | José Manuel Más          | Jessica (La Flaka)     | Diana Tarín     |               |
| 3  | Alba Villanueva Marta Villanueva | Irene Lombard            | Pablo Galiano          | Diego Cartón    |               |
| 4  | Antonio Tomás Olmo               | Saúl Quirós              | Rai Machado            | Juañarito       |               |
| 5  | Juanmi Castillero                | Álex Gómez               | Marina Blanot          | Remedios Castro |               |
| 6  | Nalaya Brown                     | Iván Herzog Mikel Herzog | Rosa López (Alyre)     | Roxy Rosario    |               |
| 7  | Amparo Lagares                   | Ilu Pérez                | Samuel Alphose         | Marta Escribano |               |
| 8  | Padre Damián María               | Mimi Barber              | Rafa Gutiérrez         | Álex Ogalla     |               |
| 9  | Belén Estrada                    | Marina Ruíz              | Fran Amor Salva Romera | Robin Torres    |               |
| 10 | Mayte Pizarro                    | Eysha                    | Cristina Brasero       | Luis Cepeda     |               |
| 11 | Raquel Eugenio                   | Sara Corea               | Rosa María Rodríguez   | Nando Sierra    |               |
| 12 | Ruth Jové                        | Victoria Forcher         | Néstor Pardo           | Ainhoa Sánchez  |               |
| 13 | Isra Maldonado                   | Diego Cartón             | Marina Rojas           | Lucía Vena      |               |
| 14 | Toni Menguiano                   | Jessica (La Flaka)       | Isabel Pablo           | Erik Cruz       |               |
| 15 | Geniris Mena                     | Roxy Rosario             | Belén Estrada          | Juan Whist      |               |
| 16 | Marina Ruíz                      | Marina Blanot            | Mimi Barber            | Amparo Lagares  |               |

     La Voz (ganador).
     Segundo finalista.
     Tercer finalista.
     Cuarto finalista.
     Concursante expulsado en las galas en directo: Semifinal.
     Concursante expulsado en las galas en directo: Cuartos de final.
     Concursante expulsado en las galas en directo: Octavos de final.
     Concursante eliminado en el último asalto (knockouts).
     Concursante «robado» por otro entrenador tras perder su batalla.
     Concursante eliminado en la ronda de batallas.

## La Voz 4 (2016)
- 21 de septiembre de 2016 - 21 de diciembre de 2016

Después de su tercera edición, Telecinco y Boomerang TV anunciaron que habría una cuarta entrega de La Voz. Su producción comenzó al 21 de septiembre de 2016 y se terminó al 21 de diciembre de 2016.

### Coaches
| Nombre          | Asesores     |
| --------------- | ------------ |
| Malú            | Pablo López  |
| Manuel Carrasco | Gloria Trevi |
| Melendi         | Diego Torres |
| Alejandro Sanz  | José Mercé   |

### Equipos
|    |                           | Equipo Malú                | Equipo Manuel           | Equipo Melendi         | Equipo Alejandro |
| -- | ------------------------- | -------------------------- | ----------------------- | ---------------------- | ---------------- |
|    | 1                         | Irene Caruncho             | Carlos Torres           | Mario Jiménez          | Thais Rudiño     |
| 2  | Mayte Maya                | José María Moreno (Luíso)  | Sahra Lee               | Esperanza Delgado      |                  |
| 3  | Suzanna Abellán           | Esmeralda Colette          | Belinda Falcón          | Manu González          |                  |
| 4  | Shanti Gordi              | Álex Forriols              | Bandile                 | Carlos de Pepa         |                  |
| 5  | María La Caria            | María Cambas               | Paul Alone              | Jeffrey Pop            |                  |
| 6  | Cris Ases (La Cris)       | Lieta Molinet              | Deborah Ayo             | Noelia de la Flor      |                  |
| 7  | José Díez                 | María Jaráiz               | Belén Aguilera          | Fran Doblas            |                  |
| 8  | Irene Alman               | Jesús Reverón              | Eli Guillén Manu Ortega | Raúl Giménez (Pamprán) |                  |
| 9  | Rafael Bueno              | Joao Henrique              | Raoul Vázquez           | Manuel Muñoz           |                  |
| 10 | Argel Campos              | Nuria Martín               | Cristina Sáiz           | Omar Xerach            |                  |
| 11 | Hugo Blanco               | Ezequiel Pasamontes        | Vanessa Forti           | Paco Delhom            |                  |
| 12 | Nacho Tejada Quino Tejada | Sislena Caparrosa          | Lucía Pérez             | McLevit                |                  |
| 13 | Alma Wuttke               | María Cucarella            | Claudia Jiménez         | Eder López             |                  |
| 14 | Pedro Giménez             | Carlota Cerrillo           | Connie Lynch            | Alejandro Bejarano     |                  |
| 15 | Akuo                      | Iraide Irigoyen Jon Lander | José Luís Jiménez       | Natalia Oliveira       |                  |
| 16 | Laura García (Lauriska)   | Cristina Sánchez           | Job Navarrete           | Rafael Bueno           |                  |
| 17 | María Jaráiz              | Belinda Falcón             | David Peris             | Cris Ases (La Cris)    |                  |
| 18 | Raúl Giménez (Pamprán)    | Omar Xerach                | Jesús Reverón           | Cristina Sáiz          |                  |

     La Voz (ganador).
     Segundo finalista.
     Tercer finalista.
     Cuarto finalista.
     Concursante expulsado en las galas en directo: Semifinal.
     Concursante expulsado en las galas en directo: Cuartos de final.
     Concursante eliminado en el último asalto (knockouts).
     Concursante «robado» por otro entrenador tras perder su batalla.
     Concursante eliminado en la ronda de batallas.

## La Voz 5 (2017)
- 22 de septiembre de 2017 - 22 de diciembre de 2017

Después de su cuarta edición, Telecinco y Boomerang TV anunciaron que habría una quinta entrega de La voz. El 15 de junio de 2017, se confirma que Alejandro Sanz y Melendi dejan su silla, y que serán sustituidos por Pablo López, quién ha sido asesor en varias ediciones del programa, y Juanes, quien participa como nueva estrella internacional en el formato.
Las grabaciones de las audiciones a ciegas comenzaron el martes, 11 de julio de 2017.
El programa se estrenó el 22 de septiembre de 2017 y cuenta con Juanes, Malú, Manuel Carrasco y Pablo López como coaches principales, asesorados por Bebe, Niña Pastori, Miguel Poveda y Antonio Orozco respectivamente.

### Coaches
| Nombre          | Asesores       |
| --------------- | -------------- |
| Manuel Carrasco | Miguel Poveda  |
| Pablo López     | Antonio Orozco |
| Malú            | Niña Pastori   |
| Juanes          | Bebe           |

### Equipos
|    |                                         | Equipo Manuel                   | Equipo Pablo       | Equipo Malú                   | Equipo Juanes           |
| -- | --------------------------------------- | ------------------------------- | ------------------ | ----------------------------- | ----------------------- |
|    | 1                                       | Alba Gil Santana                | Gabrielle Dellolio | Samuel Cuenda Sánchez         | Pedro Hernández Herrera |
| 2  | Carlos Villa (Charlie)                  | Laura Rubio                     | Charo Giménez      | Elena Alberdi                 |                         |
| 3  | Luna García Perea                       | Jennifer Fourcart               | Adib Sayegh        | Samuel Guedes                 |                         |
| 4  | Fredrik Strand                          | Renzo Santana                   | Genara Cortés      | Vincent Loukas                |                         |
| 5  | Sergio Bermejo (Gio)                    | Kamila Velázquez                | Víctor Branch      | Berta Bittersweet             |                         |
| 6  | Omar Moro                               | Jesús Martí                     | Ricardo Mestre     | Carmelo Jiménez               |                         |
| 7  | Auxi Moreno Pablo Moreno                | Carlos Weinberg                 | Cecilia Mestres    | Curro Ruíz                    |                         |
| 8  | Marcos Veiga                            | Fran Durán                      | Bruno Alves        | Miah Lora                     |                         |
| 9  | Anabel Collado                          | Liam Claud                      | Alexander Clasen   | Rocío Vázquez (Diva Satánica) |                         |
| 10 | Júlia Moumen                            | Nicolo Urbaniti Munarriz (Nico) | Moisés Urban       | Gaby Jogeix                   |                         |
| 11 | Adrián Avilés Fran Guerra Salva Jiménez | Aitor Majo                      | Alicia Fernández   | Adrián López                  |                         |
| 12 | Mayte Terrón Padilla                    | Gonzalo Arca                    | Tina Hall          | Basilio Jiménez               |                         |
| 13 | José Antonio Álamo                      | María Barajas                   | María Moriel       | Jesús Martí                   |                         |
| 14 | Vanessa Plaza                           | Elsa Formisano                  | Mariz Molina       | Marcos Veiga                  |                         |
| 15 | Tete Pineda                             | Ricardo Mestre                  | Amaya Arboniés     | Cecilia Mestres               |                         |
| 16 | Elena Alberdi                           | Curro Ruíz                      | Jennifer Fourcart  | Anabel Collado                |                         |

     La Voz (ganador).
     Segundo finalista.
     Tercer finalista.
     Cuarto finalista.
     Concursante expulsado en las galas en directo: Semifinal.
     Concursante expulsado en las galas en directo: Cuartos de final.
     Concursante eliminado en el último asalto (knockouts).
     Concursante «robado» por otro entrenador tras perder su batalla.
     Concursante eliminado en la ronda de batallas.

## La Voz 6 (2019)
- 7 de enero - 10 de abril de 2019

Después de su quinta edición, Mediaset y Boomerang TV anunciaron el fin del programa en Telecinco, pasando de esta manera el formato de La Voz a manos de Antena 3, incluyendo además la versión Kids del programa y por primera vez una edición Senior. En esta etapa, el formato contaría con Eva González como presentadora y con Luis Fonsi, Antonio Orozco, Paulina Rubio y Pablo López como coaches, que contarán con David Bustamante, Karol G, Antonio José y Miriam Rodríguez como asesores. El programa se estrenó el 7 de enero de 2019 con grandes novedades respecto a la anteriores ediciones. Entre ellas, Atresmedia puso en marcha un canal de La voz con contenido inédito en la plataforma digital Atresplayer, además de la división de las audiciones a ciegas, emitiéndolas en dos noche semanales, o el botón de bloqueo, una herramienta para poder bloquearse entre coaches, teniendo tres bloqueos cada uno de ellos, también cambió la segunda fase del concurso, en la que habrá seis galas de asaltos, dividiendo en tres grupos de cinco a los talens de cada equipo, de los cuales sólo dos de cada grupo pasarán a la batalla final, además cada entrenador contará con dos robos de los talent descartados de los otros equipos.

### Coaches
| Nombre         | Asesores         |
| -------------- | ---------------- |
| Pablo López    | Miriam Rodríguez |
| Luis Fonsi     | David Bustamante |
| Antonio Orozco | Karol G          |
| Paulina Rubio  | Antonio José     |

### Equipos
|    |                      | Equipo Pablo                                      | Equipo Fonsi                                        | Equipo Orozco                                       | Equipo Paulina |
| -- | -------------------- | ------------------------------------------------- | --------------------------------------------------- | --------------------------------------------------- | -------------- |
|    | 01                   | Andrés Martín                                     | María Espinosa                                      | Javi Moya                                           | Ángel Cortés   |
| 02 | Auba Estela Murillo  | Linda Rodrigo                                     | Marcelino Damion                                    | Viki Lafuente                                       |                |
| 03 | Javier Erro          | Lion Armas                                        | Lorena Fernández                                    | Hugo Marlo                                          |                |
| 04 | Palomy López         | Álex Palomo                                       | Lia Kali                                            | Susana Montaña                                      |                |
| 05 | Tomás Basso          | Rocío de Porres (Rolita)                          | Teresa Ferrer                                       | Adriana Rosa Galán                                  |                |
| 06 | Apryl Scemama        | Mel Semé                                          | Elena Vargas                                        | Giosy Moltino                                       |                |
| 07 | Andrés Iwasaki       | Álvaro de Luna                                    | Shaddai López                                       | Andrés Balado                                       |                |
| 08 | Marina Damer         | Beatriz Pérez                                     | Elia Piera Eulalia Rosa Iris Di Cassi Paula Sánchez | Ángel Mosquera Leonardo Mera                        |                |
| 09 | Fran Arenas          | Miriam Fernández                                  | Iria Regueiro Cruz                                  | Aitor Martín                                        |                |
| 10 | Keila García Pitarch | Domingo Ondiz Roy Borland                         | Mar Valdés                                          | Juanjo García                                       |                |
| 11 | Sandra Groove        | Naiara Hernández                                  | Lorena Santos Moreno                                | Mark Wayne                                          |                |
| 12 | María Portillo       | Laura González (Law)                              | Agustín Sánchez                                     | Rubén Tajuelo (Rosco)                               |                |
| 13 | Lola Jiménez         | Claudia Stecatto Helbig Eva Zotes Paula Domínguez | Tare Cortés                                         | Jenny Rospo                                         |                |
| 14 | Hannah Labotka       | Tomás Basso                                       | Sergio Jiménez                                      | Natalia Bradi                                       |                |
| 15 | José Luís Cantero    | Marina Damer                                      | Juanfra Anguita Arnedo                              | Jesús Albarrán                                      |                |
| 16 | Álvaro de Luna       | Marcelino Damion                                  | Lydia Ruíz                                          | Onelia Leiva                                        |                |
| 17 | Beatriz Pérez        | Ángel Mosquera Leonardo Mera                      | Adriana Rosa Galan                                  | Elia Piera Eulalia Rosa Iris Di Cassi Paula Sánchez |                |

     La Voz (ganador).
     Segundo finalista.
     Tercer finalista.
     Cuarto finalista.
     Concursante expulsado en las galas en directo: Semifinal.
     Concursante expulsado en las galas en directo: Cuartos de final.
     Concursante eliminado en la batalla final.
     Concursante «robado» por otro entrenador tras ser eliminado en su asalto.
     Concursante eliminado en la ronda de asaltos.

## La Voz 7 (2020)
- 11 de septiembre - 4 de diciembre de 2020

Después de la sexta edición de La voz –la primera en Antena 3–, Pablo López y Antonio Orozco confirmaron el 30 de octubre de 2019, durante su visita a El hormiguero, que repetirían como coaches en la séptima edición del programa. Días después, el 7 de noviembre de 2019, Laura Pausini también acudió a El hormiguero, donde confirmó ser la 3.ª entrenador del programa. Tras ese anuncio, Pablo Motos, presentador del programa, mostró en el programa un vídeo donde se confirmaba a Alejandro Sanz como el 4.º entrenador, completando así el equipo de coaches de La Voz 2020. Además, se incorporaba por primera vez la quinta coach Miriam Rodríguez al frente de El Regreso, resultando finalmente coach vencedora al repescar al que fue el ganador de la edición, incorporándose al equipo de Laura Pausini en la ronda final del concurso. 

### Coaches
| Laura Pausini                  | Carlos Rivera   |
| Antonio Orozco                 | Mala Rodríguez  |
| Alejandro Sanz                 | Tini Stoessel   |
| Pablo López                    | Sebastián Yatra |
| Quinta Coach para "El Regreso" |                 |
| Miriam Rodríguez               |                 |

### Equipos
|    |                                                                | Equipo Laura                             | Equipo Antonio       | Equipo Alejandro           | Equipo Pablo     | Equipo Miriam        |
| -- | -------------------------------------------------------------- | ---------------------------------------- | -------------------- | -------------------------- | ---------------- | -------------------- |
|    | 01                                                             | Kelly Isaiah Ogbebor                     | Johanna Polvillo     | Rafael Ruíz (El Bomba)     | Roger Padrós     | Kelly Isaiah Ogbebor |
| 02 | Paula Espinosa                                                 | Curricé                                  | Adam Ainouz          | Miguelichi López           | Sergio Chaves    |                      |
| 03 | Carlota Palacios                                               | Antonio Villar                           | Haizea Gómez         | Dayana Emma                | Guillem Gené     |                      |
| 04 | Juan José Alba                                                 | Gonzalo Alhambra                         | Marta Santos         | Tyler Faraday              | Sabela Trigo     |                      |
| 05 | Pilar Bogado                                                   | Sergio Chaves                            | Virginia Elósegui    | Iván Feria                 | Rufino Oliva     |                      |
| 06 | Luís Ángel Vizcarra                                            | Cristian Segura                          | Tony Weaver          | Fabio Laseca               | Betty Akna       |                      |
| 07 | Julia Moya                                                     | Beatriz Alcoba                           | Rocío Silva          | Manuel Cabello             | Gema Contreras   |                      |
| 08 | Andre Uppington Ashwin Uppington Ken Swiegelaar Thruson Bruyns | María Cortés                             | Araceli Campillos    | Aysha Fay                  | Teresa Palomar   |                      |
| 09 | Cristie Sánchez                                                | Moneiba Hidalgo                          | Sara Fuente          | Lisardo Silva              | Melo             |                      |
| 10 | Carla Sánchez                                                  | Noemie Delavennat                        | Michael Harding      | Marina Prades Oriol Pradós | Mar Rodríguez    |                      |
| 11 | Carolina Gómez                                                 | Adán Robayna Israel Quintana Juan Dávila | Yaneisy Martínez     | Mireia Ortiz               | Alba Pérez       |                      |
| 12 | Cristina Montoya                                               | Rocío Hernández                          | Juan José Alba       | Rocío Acebedo              | Patricia Kaninga |                      |
| 13 | Thania Hill                                                    | Marcos Bartolomé                         | Gonzalo Alhambra     | Daniela Pobega             | Carmen Saborido  |                      |
| 14 | Alejandro Frey                                                 | Chiara Rossi                             | Iván Feria           | Virginia Elósegui          | Samuel García    |                      |
| 15 | Marcos Andrés                                                  | Savine Abi Aad                           | Dayana Emma          | Sergio Chaves              | Ettore Zucchet   |                      |
| 16 | Lilian Hergueta                                                | Dolores Berg                             | Kelly Isaiah Ogbebor | Marta Santos               | Julio Roldán     |                      |
| 17 | Mireia Cuesta                                                  | Pilar Bogado                             | Mar Rodríguez        | Teresa Palomar             |                  |                      |
| 18 | Aixa Romay                                                     |                                          |                      |                            |                  |                      |

     La Voz (Ganador).
     Segundo Lugar.
     Tercer Lugar.
     Cuarto Lugar.
     Concursante expulsado en la fase final: Semifinal.
     Concursante expulsado en la fase final: Cuartos de final.
     Concursante eliminado en la última batalla.
     Concursante eliminado en la ronda de asaltos.
     Concursante «robado» por otro entrenador tras ser eliminado en su asalto.
     Concursante eliminado, pero tuvo una segunda oportunidad de competir en "El Regreso".
     Concursante ganador de "El Regreso".
     Concursante eliminado en la última fase de "El Regreso".
     Concursante eliminado en la tercera fase de "El Regreso".
     Concursante eliminado en la segunda fase de "El Regreso".
     Concursante eliminado en la primera fase de "El Regreso".

## La Voz 8 (2021)
- 17 de septiembre de 2021 - 18 de diciembre de 2021

El 24 de mayo de 2021, Antena 3 anunció el equipo de coaches para la octava edición de La Voz. Alejandro Sanz repetiría como coach tras su participación en la edición anterior -su cuarta temporada en total-. En cambio, Laura Pausini anunció su baja del programa, Antonio Orozco se mantuvo como coach de La Voz Senior y Pablo López se incorporó al equipo de coaches de La Voz Kids. Los tres fueron sustituidos por grandes artistas. En primer lugar, Luis Fonsi, que volvía al concurso tras haber participado en La Voz 6. En segundo lugar, Malú, que tras dos ediciones de baja volvía a recuperar su sillón, por primera vez en Antena 3 y como fichaje estrella de la edición Pablo Alborán, que se incorporaba por primera vez al equipo de coaches de La Voz. Los 4 completaron el equipo de coaches de La Voz 8 - la tercera edición en Antena 3 -.

### Coaches
| Pablo Alborán                  | María José Llergo |
| Alejandro Sanz                 | Greeicy           |
| Luis Fonsi                     | David Bisbal      |
| Malú                           | Beret             |
| Quinta Coach para "El Regreso" |                   |
| Miriam Rodríguez               |                   |

### Equipos
|    |                        | Equipo Pablo         | Equipo Alejandro        | Equipo Fonsi              | Equipo Malú               | Equipo Miriam    |
| -- | ---------------------- | -------------------- | ----------------------- | ------------------------- | ------------------------- | ---------------- |
|    | 01                     | Inés Manzano         | Julio Benavente         | Carlos Ángel Valdés       | Ezequiel Montoya          | Tyler Middlemiss |
| 02 | Marina Jiménez         | Karina Pasian        | Diana Larios            | Besay Pérez               | Jokin Doral               |                  |
| 03 | Tyler Middlemiss       | Isabel Molina (Beli) | Daniel Gómez (Dan Rain) | Jesús Peguero             | Christian Ruiz            |                  |
| 04 | Carlos Galí            | Alice Reay           | Irene Nández            | Fran Valenzuela           | Tosh Ebenezer             |                  |
| 05 | María Ibikule (Toyemi) | Mara Cruz            | Óscar Ettedgui          | Tomasa Peña               | Pilar Suárez Jesús Suárez |                  |
| 06 | Yamile Wilson          | Miguel Moreno        | Ángel Valera            | David Bastidas            | Victoria Alcántara (Viku) |                  |
| 07 | María Torregrosa       | Carlos Galí          | Ainhoa de Asís (Noa)    | Laura Gómez               | Aurora Napi Caridad Napi  |                  |
| 08 | Irene Nández           | Fran Valenzuela      | Tosh Ebenezer           | Victoria Alcántara (Viku) | Marta Macías              |                  |
| 09 | Julio Benavente        | Alba Cortés          | Kiumars Vahedi          | Paula Guasp               | Ian García                |                  |
| 10 | Paula Serrano          | Inés Moraleda        | Emilio Agudo            | Carmen Lillo              | Carolin Skerin            |                  |
| 11 | Javier Naranjo         | Pablo Hernández      | Pepe Borrero            | Noemí Martínez            | Fran Fernández            |                  |
| 12 | Natalia Cordero        | Sofía García         | María Carmona           | Franc González            | Jon Galdós                |                  |
| 13 | Amanda Liñán           | Marc Figols          | Irene Romero            | Luis Jiménez              | Sara Askarzadeh           |                  |
| 14 | Jorge da Rocha         | Servando Gallego     | Greta Borzsewski        | Makiko Kitago             | Álex Sánchez              |                  |
| 15 | Matías Albertengo      | Ian García           | Lamis Carro             | Grupo TNT                 | Nora Norman               |                  |
| 16 | Juan Américo           |                      |                         |                           |                           |                  |

     La Voz (Ganador).
     Segundo Lugar.
     Tercer Lugar.
     Cuarto Lugar.
     Concursante expulsado en la fase final: Semifinal.
     Concursante expulsado en la fase final (Directos): Cuartos de final.
     Concursante eliminado en asalto final
     Concursante seleccionado por su coach para el asalto final, pero «robado» por otro coach y pasa a los directos.
     Concursante eliminado en los asaltos.
     Concursante eliminado en la gran batalla.
     Concursante eliminado, pero tuvo una segunda oportunidad de competir en "El Regreso".
     Concursante ganador de "El Regreso".
     Concursante eliminado en la última fase de "El Regreso".
     Concursante eliminado en la tercera fase de "El Regreso".
     Concursante eliminado en la segunda fase de "El Regreso".
     Concursante eliminado en la primera fase de "El Regreso".

## La Voz 9 (2022)
- 23 de septiembre de 2022 - 16 de diciembre de 2022

El 1 de septiembre de 2022, Antena 3 anunció el equipo de coaches para la novena edición de La Voz. Luis Fonsi repetiría como coach tras su participación en la edición anterior -su tercera temporada en total-. En cambio, Malú, Alejandro Sanz y Pablo Alborán anunciaron su baja del concurso. Los tres fueron sustituidos por grandes artistas. En primer lugar, Pablo López, que volvía como coach tras haber participado como coach en la anterior edición de La Voz Kids. En segundo lugar, Laura Pausini, que tras una edición de baja volvía a recuperar su sillón y Antonio Orozco, que se incorporaba tras un año ausente al equipo de coaches de La Voz. Los 4 completaron el equipo de coaches de La Voz 9 - la cuarta edición en Antena 3 -.

### Coaches
| Nombre         | Asesores       |
| -------------- | -------------- |
| Antonio Orozco | Mala Rodríguez |
| Luis Fonsi     | Lola Índigo    |
| Laura Pausini  | Vanesa Martín  |
| Pablo López    | Raphael        |

### Equipos
|    |                   | Equipo Antonio      | Equipo Fonsi      | Equipo Laura         | Equipo Pablo     |
| -- | ----------------- | ------------------- | ----------------- | -------------------- | ---------------- |
|    | 01                | Javier Crespo       | Génesis Jesús     | Ana González         | Javier Santacruz |
| 02 | Salma Díaz        | Antón Pérard        | Sergio del Boccio | Ana Corbel           |                  |
| 03 | Jonathan Santiago | Juan García (Milos) | Fran Flores       | Alba Ed-Dounia       |                  |
| 04 | Juan Motos        | Tayra Taylor        | Gabriel Herrera   | Teresa Luís          |                  |
| 05 | Fael Hernández    | Félis Arriezu       | Lara García       | Joshua Carlos Bactol |                  |
| 06 | Adrián Benítez    | Demode Quartet      | Dani Juanico      | José Carlos Escobar  |                  |
| 07 | Fran Flores       | Alba Ed-Dounia      | Chiara Oliver     | Sandra Corma         |                  |
| 08 | Antón Pérard      | Jonathan Santiago   | Víctor Bravo      | Álvaro Santos        |                  |
| 09 | Nathalia Wojci    | Nani Gonçalves      | Óliver Jaén       | Kike Benito          |                  |
| 10 | Sonia Gil         | Dani Sánchez        | Eva Marco         | Patricia Rubio       |                  |
| 11 | Esperanza Bonelo  | Nicolás Moreno      | Ana Davidson      | Sara Guadalupe       |                  |
| 12 | José Correa       | Lucía Rodríguez     | Javier Simón      | Josué Sánchez        |                  |
| 13 | Tamara Valverde   | Gilberta Wilson     | LuisFro           | Sofía Rico           |                  |
| 14 | Altea Mainer      | Adrián Garzia       | Adriana Terrén    | Mari Carmona         |                  |
| 15 | Álex Perea        | Triana Ojeda        | Omar González     | Alba Molina          |                  |

     La Voz (Ganador).
     Segundo Lugar.
     Tercer Lugar.
     Cuarto Lugar.
     Concursante expulsado en la fase final: Semifinal.
     Concursante expulsado en la fase final (Directos): Cuartos de final.
     Concursante eliminado en asalto final
     Concursante seleccionado por su coach para el asalto final, pero «robado» por otro coach y pasa a los directos.
     Concursante eliminado en los asaltos.
     Concursante eliminado en la gran batalla.

## La Voz 10 (2023)
- 15 de septiembre de 2023 - 15 de diciembre de 2023

### Coaches
| Luis Fonsi                     | Cali & el Dandee |
| Antonio Orozco                 | Nathy Peluso     |
| Pablo López                    | Lola Índigo      |
| Malú                           | Abraham Mateo    |
| Quinta Coach para "El Regreso" |                  |
| Miriam Rodríguez               |                  |

### Equipos
|    |                                      | Equipo Fonsi        | Equipo Antonio        | Equipo Pablo           | Equipo Malú                  | Equipo Miriam     |
| -- | ------------------------------------ | ------------------- | --------------------- | ---------------------- | ---------------------------- | ----------------- |
|    | 01                                   | Elsa Tortonda       | Miguel Carrasco       | Pablo Verdeguer        | Dária Shevchenko             | María Díaz Leante |
| 02 | Phindile Felicia                     | Nereida Sanchón     | Lucas Feliz           | Larisa Rodríguez       | Águeda José Laura Luís Nacho |                   |
| 03 | Lucía Campa                          | Alejandro Pastelero | María del Mar Santoyo | Bárbara Calipso        | Judith Esperanza Costa       |                   |
| 04 | Aarón Blasco Agustín Sánchez Eulogio | Noemí Fernández     | Julieta Carrasco      | Luna Orleans           | Marta Ginel                  |                   |
| 05 | María Díaz Leante                    | Noelia Rodríguez    | Anna Trea             | Ronia                  | Álex Asu                     |                   |
| 06 | Diego Marina                         | Olana Liss          | África Maho           | Carmen Vento           | Mike Arenas                  |                   |
| 07 | Hayley Butler                        | Jonathan Joaquím    | Lucía Campa           | Julia Marqueses        | Gala Goez                    |                   |
| 08 | María Del Mar Santoyo                | Bárbara Calipso     | Miguel Carrasco       | Judith Esperanza Costa | Lorient                      |                   |
| 09 | Álex Asu                             | Jonathan Colombo    | Patrick Amos          | Ylianna Arteaga        | Lisandro Enrique             |                   |
| 10 | Gonzalo Sarfatti                     | Justas Cekatauskas  | Anderson Lima         | Carmen María Rodríguez | Sandra Monterde              |                   |
| 11 | Luís Ehapo                           | Alicia Jiménez      | Andrea Sánchez        | Sofía Rodríguez        | Gerard Portolés              |                   |
| 12 | Rubén Tomás                          | Perry Salomón       | Maia Ros              | Andrea Muñoz           | Jana Salas                   |                   |
| 13 | Alicia Espinosa                      | Juan Falco          | Carlota Gómez         | Lucía Molina           | Oleguer Massaguer            |                   |
| 14 | Karen López                          | Ximena Díaz Argote  | Alba Merced           | Carlos Clemente        | Jasper Isaac                 |                   |
| 15 | Angie Millán Egea                    | Samuel Danyans      | María Díaz Leante     | Raúl García            | Nathalia Ropke               |                   |
| 16 | Víctor Guirado                       |                     |                       |                        |                              |                   |

     La Voz (Ganador).
     Segundo Lugar.
     Finalistas.
     Concursante expulsado en la fase final: Semifinal.
     Concursante expulsado en la fase final (Directos): Cuartos de final.
     Concursante eliminado en asalto final
     Concursante seleccionado por su coach para el asalto final, pero «robado» por otro coach y pasa a los directos.
     Concursante eliminado en los asaltos.
     Concursante eliminado en la gran batalla.
     Concursante eliminado, pero tuvo una segunda oportunidad de competir en "El Regreso".
     Concursante ganador de "El Regreso".
     Concursante eliminado en la última fase de "El Regreso".
     Concursante eliminado en la tercera fase de "El Regreso".
     Concursante eliminado en la segunda fase de "El Regreso".
     Concursante eliminado en la primera fase de "El Regreso".

### Recepción
| N.º | N.º | Características del programa        | Fecha de emisión         |                   |
| N.º | N.º | Características del programa        | Fecha de emisión         | Audiencia         |
| --- | --- | ----------------------------------- | ------------------------ | ----------------- |
|     | 1   | Primera Fase: Audición a Ciegas I   | 15 de septiembre de 2023 | 1 656 000 (19,5%) |
|     | 2   | Primera Fase: Audición a Ciegas II  | 22 de septiembre de 2023 | 1 520 000 (19,0%) |
|     | 3   | Primera Fase: Audición a Ciegas III | 29 de septiembre de 2023 | 1 583 000 (18,3%) |
|     | 4   | Primera Fase: Audición a Ciegas IV  | 6 de octubre de 2023     | 1 494 000 (16,7%) |
|     | 5   | Primera Fase: Audición a Ciegas V   | 13 de octubre de 2023    | 1 554 000 (17,4%) |
|     | 6   | Primera Fase: Audición a Ciegas VI  | 20 de octubre de 2023    | 1 641 000 (16,9%) |
|     | 7   | Segunda Fase: La Gran Batalla       | 27 de octubre de 2023    | 1 241 000 (16,3%) |
|     | 8   | Tercera Fase: Los Asaltos I         | 3 de noviembre de 2023   | 1 392 000 (15,7%) |
|     | 9   | Tercera Fase: Los Asaltos II        | 10 de noviembre de 2023  | 1 435 000 (15,6%) |
|     | 10  | Tercera Fase: El Último Asalto      | 17 de noviembre de 2023  | 1 498 000 (15,3%) |
|     | 11  | Cuarta Fase: Playoffs               | 24 de noviembre de 2023  | 1 357 000 (16,4%) |
|     | 12  | Quinta Fase: Semifinal              | 1 de diciembre de 2023   | 1 326 000 (14,8%) |
|     | 13  | Sexta Fase: Gran Final              | 15 de diciembre de 2023  | 1 594 000 (17,7%) |

## La Voz 11 (2024)
- 13 de septiembre de 2024 - 20 de diciembre de 2024

### Coaches
| Nombre         | Asesores                            |
| -------------- | ----------------------------------- |
| Antonio Orozco | Dani Fernández                      |
| Pablo López    | Mika, Vanesa Martín, Álvaro de Luna |
| Luis Fonsi     | Rosario Flores                      |
| Malú           | Prince Royce                        |

### Equipos
|    |                     | Equipo Antonio  | Equipo Pablo    | Equipo Fonsi       | Equipo Malú  |
| -- | ------------------- | --------------- | --------------- | ------------------ | ------------ |
|    | 01                  | Manuel Ayra     | Lola Eme        | Alan Brizuela      | Diego García |
| 02 | Flori Alexandra     | Gara Alemán     | Rocío Torío     | Erwin Hernández    |              |
| 03 | Ginés González      | Jaime Allepuz   | Ricardo Alonso  | Salvador Rodríguez |              |
| 04 | Claudia Reche       | Pol Cardona     | Lucas Silveira  | Yael Meta          |              |
| 05 | Carlos Gómez        | Pablo Galiñanes | La Jose         | Rorro              |              |
| 06 | José Jiménez        | Paula González  | Carla Martínez  | Úrsula Sánchez     |              |
| 07 | Los Tirantitos      | Christian Ruiz  | Gara Alemán     | Lucas Silveira     |              |
| 08 | Paquito Carmona     | Danel Arteaga   | Yael Meta       | Flori Alexandra    |              |
| 09 | Genevieve Pepin     | Nerea Gregorio  | Lucy Calcines   | Carol Magagna      |              |
| 10 | Carril Bici         | Sergio Cepeda   | Rafa Díaz       | Anastasía          |              |
| 11 | Alba Mata           | Óliver Green    | Federico Furia  | Marga Mbande       |              |
| 12 | Leila Claud         | Jessica Garcés  | Marta Suárez    | Gala López         |              |
| 13 | Patricia San Martín | Laura Picar     | Chris Cardona   | Zuleira Aguirre    |              |
| 14 | Santiago Juárez     | Federico Fend   | Irina Avramenko | Marta Rey          |              |
| 15 | Iva Shtuchka        | Alba Blasco     | Karla Ferri     | Rafa Ruiz          |              |

### Recepción
| N.º | N.º | Características del programa        | Fecha de emisión         |                   |
| N.º | N.º | Características del programa        | Fecha de emisión         | Audiencia         |
| --- | --- | ----------------------------------- | ------------------------ | ----------------- |
|     | 1   | Primera Fase: Audición a Ciegas I   | 13 de septiembre de 2024 | 1 266 000 (15,0%) |
|     | 2   | Primera Fase: Audición a Ciegas II  | 20 de septiembre de 2024 | 1 216 000 (14,5%) |
|     | 3   | Primera Fase: Audición a Ciegas III | 27 de septiembre de 2024 | 1 286 000 (14,7%) |
|     | 4   | Primera Fase: Audición a Ciegas IV  | 4 de octubre de 2024     | 1 140 000 (13,0%) |
|     | 5   | Primera Fase: Audición a Ciegas V   | 11 de octubre de 2024    | 1 136 000 (13,0%) |
|     | 6   | Primera Fase: Audición a Ciegas VI  | 18 de octubre de 2024    | 1 340 000 (14,0%) |
|     | 7   | Segunda Fase: La Gran Batalla       | 25 de octubre de 2024    | 1 006 000 (13,0%) |
|     | 8   | Tercera Fase: Los Asaltos I         | 8 de noviembre de 2024   | 1 031 000 (12,3%) |
|     | 9   | Tercera Fase: Los Asaltos II        | 15 de noviembre de 2024  | 1 076 000 (12,0%) |
|     | 10  | Tercera Fase: Asalto final          | 22 de noviembre de 2024  | 1 209 000 (13,4%) |
|     | 11  | Cuarta Fase: Playoffs               | 29 de noviembre de 2024  | 998 000 (12,5%)   |
|     | 12  | Quinta Fase: Semifinal              | 13 de diciembre de 2024  | 1 077 000 (13,2%) |
|     | 13  | Sexta Fase: Final                   | 20 de diciembre de 2024  | 1 244 000 (15,3%) |

## La Voz 12 (2025)
septiembre de 2025 -  diciembre de 2025

### Coaches
| Nombre          | Asesores |
| --------------- | -------- |
| Malú            |          |
| Pablo López     |          |
| Sebastian Yatra |          |
| Mika            |          |

### Equipos
|  | Equipo Malú | Equipo Mika | Equipo Pablo | Equipo Yatra |
|  | ----------- | ----------- | ------------ | ------------ |

## Premios
Radio Barcelona de Cadena SER (emisora donde se premia y reconoce anualmente los profesionales de radio, televisión, cine y música) hizo pública la lista de los premiados de la 59.ª edición de los Premios Ondas correspondiente al año 2012. Entre una veintena de premiados, el fallo reconoció al programa La voz dentro de la categoría «Televisión» como Mejor programa de entretenimiento del año. En este año 2016, y después de darse a conocer los nuevos premiados que subirán a recoger este prestigioso premi+o, La Voz vuelve a hacerse con él demostrando que después de 4 ediciones de adultos y 2 de "kids" sigue en lo más alto de la televisión en España con audiencias más propias de otra época
El 25 de abril de 2013, recibió de la Academia de las Ciencias y las Artes de Televisión de España un Premio Iris Especial por el «impacto y las grandes audiencias de una muy buena adaptación española de este formato internacional». Un mes más tarde, Tania Llasera, copresentadora del programa, recogió de Cadena 100 el Premio «Número 1» en el apartado televisivo otorgado al espacio musical.
En 2016 fue reconocido con el Premio Ondas.
El 16 de mayo de 2023 recibió el premio de mejor concurso de televisión
El 16 de enero de 2024 recibió el Premio Iris 2023 Mejor Producción de Entretenimiento, al equipo de producción de La Voz. 

## Crítica

### Acciones legales
En marzo de 2010, el grupo Boomerang y la compañía holandesa Talpa Media -grupo empresarial creado por John de Mol- alcanzaron un acuerdo de colaboración con un capital social del 50% para comercializar, producir y distribuir en exclusiva todo tipo de formatos de entretenimiento y ficción para la televisión en territorio español.
A principios de noviembre de 2010, la misma productora anunció su intención de emprender medidas legales contra la compañía Talpa exigiendo el cumplimiento del acuerdo de colaboración que firmaron conjuntamente en marzo de 2010. En virtud de este acuerdo, el grupo empresarial español mantiene la representación exclusiva de los formatos de Talpa en España. Según la productora Boomerang, la intención de Talpa de desatender los compromisos empresariales y continuar negociando en solitario con el grupo Mediaset para la producción del formato musical, fue lo que provocó la decisión de la compañía de acudir a los tribunales.

## Palmarés deLa Voz

### La Voz (concursantes)
| Edición                        | Fecha | Ganador              | Subcampeón         | Tercero               | Cuarto                  |
| ------------------------------ | ----- | -------------------- | ------------------ | --------------------- | ----------------------- |
| [ La Voz 1 ] La Voz España 1   | 2012  | Rafa Blas            | Jorge González     | Maika Barbero         | Pau Piqué               |
| [ La Voz 2 ] La Voz España 2   | 2013  | David Barrull        | Dina Arriaza       | Jaume Más             | Estela Amaya            |
| [ La Voz 3 ] La Voz España 3   | 2015  | Antonio José Sánchez | Marcos Martins     | Maverick López        | Joaquín Garli           |
| [ La Voz 4 ] La Voz España 4   | 2016  | Irene Caruncho       | Carlos Torres      | Marío Jiménez         | Thais Rudiño            |
| [ La Voz 5 ] La Voz España 5   | 2017  | Alba Gil Santana     | Gabrielle Dellolio | Samuel Cuenda Sánchez | Pedro Hernández Herrera |
| [ La Voz 6 ] La Voz España 6   | 2019  | Andrés Martín        | María Espinosa     | Javi Moya             | Ángel Cortés            |
| [ La Voz 7 ] La Voz España 7   | 2020  | Kelly Isaiah Ogbebor | Johanna Polvillo   | Paula Espinosa        | Curricé                 |
| [ La Voz 8 ] La Voz España 8   | 2021  | Inés Manzano         | Julio Benavente    | Carlos Ángel Valdés   | Karina Pasian           |
| [ La Voz 9 ] La Voz España 9   | 2022  | Javier Crespo        | Génesis Jesús      | Ana González          | Sergio del Boccio       |
| [ La Voz 10 ] La Voz España 10 | 2023  | Elsa Tortonda        | Miguel Carrasco    | Nereida Sanchón       | Pablo Verdeguer         |
| [ La Voz 11 ] La Voz España 11 | 2024  | Manuel Ayra          | Lola Eme           | Alan Brizuela         | Gara Alemán             |

### La Voz (coaches)
| Edición                        | Fecha | Ganador         | Subcampeón      | Tercero        | Cuarto         |
| ------------------------------ | ----- | --------------- | --------------- | -------------- | -------------- |
| [ La Voz 1 ] La Voz España 1   | 2012  | David Bisbal    | Rosario Flores  | Melendi        | Malú           |
| [ La Voz 2 ] La Voz España 2   | 2013  | Malú            | David Bisbal    | Antonio Orozco | Rosario Flores |
| [ La Voz 3 ] La Voz España 3   | 2015  | Antonio Orozco  | Alejandro Sanz  | Laura Pausini  | Malú           |
| [ La Voz 4 ] La Voz España 4   | 2016  | Malú            | Manuel Carrasco | Melendi        | Alejandro Sanz |
| [ La Voz 5 ] La Voz España 5   | 2017  | Manuel Carrasco | Pablo López     | Malú           | Juanes         |
| [ La Voz 6 ] La Voz España 6   | 2019  | Pablo López     | Luis Fonsi      | Antonio Orozco | Paulina Rubio  |
| [ La Voz 7 ] La Voz España 7   | 2020  | Laura Pausini   | Antonio Orozco  | Laura Pausini  | Antonio Orozco |
| [ La Voz 8 ] La Voz España 8   | 2021  | Pablo Alborán   | Alejandro Sanz  | Luis Fonsi     | Alejandro Sanz |
| [ La Voz 9 ] La Voz España 9   | 2022  | Antonio Orozco  | Luis Fonsi      | Laura Pausini  | Laura Pausini  |
| [ La Voz 10 ] La Voz España 10 | 2023  | Luis Fonsi      | Antonio Orozco  | Antonio Orozco | Pablo López    |
| [ La Voz 11 ] La Voz España 11 | 2024  | Antonio Orozco  | Pablo López     | Luis Fonsi     | Pablo López    |
| [ La Voz 12 ] La Voz España 12 | 2025  |                 |                 |                |                |

## Audiencias

### La voz: ediciones
| Edición                   | Fecha | Cadena    | Espectadores | Cuota de pantalla | Gran final        |
| ------------------------- | ----- | --------- | ------------ | ----------------- | ----------------- |
| La Voz: Primera edición   | 2012  | Telecinco | 5 191 000    | 33,9%             | 5 453 000 (37,3%) |
| La Voz: Segunda edición   | 2013  | Telecinco | 3 413 000    | 23,1%             | 4 044 000 (28,4%) |
| La Voz: Tercera edición   | 2015  | Telecinco | 3 579 000    | 23,8%             | 3 797 000 (28,3%) |
| La Voz: Cuarta edición    | 2016  | Telecinco | 3 088 000    | 24,1%             | 3 057 000 (22,6%) |
| La Voz: Quinta edición    | 2017  | Telecinco | 2 229 000    | 17,8%             | 2 365 000 (20,0%) |
| La Voz: Sexta edición     | 2019  | Antena 3  | 2 698 000    | 18,8%             | 2 169 000 (18,0%) |
| La Voz: Séptima edición   | 2020  | Antena 3  | 2 328 000    | 18,5%             | 2 708 000 (20,8%) |
| La Voz: Octava edición    | 2021  | Antena 3  | 1 820 000    | 16,6%             | 1 798 000 (16,7%) |
| La Voz: Novena edición    | 2022  | Antena 3  | 1 738 000    | 18,6%             | 2 014 000 (21,8%) |
| La Voz: Décima edición    | 2023  | Antena 3  | 1 484 000    | 16,9%             | 1 594 000 (17,7%) |
| La Voz: Undécima edición  | 2024  | Antena 3  | 1 156 000*   | 13,5%*            | 1 244 000 (15,3%) |
| La Voz: Duodécima edición | 2025  | Antena 3  |              |                   |                   |